# Schloss Rosenstein
Schloss Rosenstein ist ein Landschloss in Stuttgart, das 1824–1829 unter König Wilhelm I. von Württemberg von seinem Hofbaumeister Giovanni Salucci in klassizistischem Stil erbaut wurde. Das Schloss liegt in unmittelbarer Nachbarschaft des zoologisch-botanischen Gartens der Wilhelma am östlichen Rand eines englischen Landschaftsgartens, dem Rosensteinpark im Stadtbezirk Bad Cannstatt.
Das als Sommerresidenz geplante Schloss wurde nie dauerhaft bezogen. In den Jahren 1877–1918 beherbergte das Schloss die bedeutende Gemälde- und Skulpturensammlung des Königs, ab 1921 die Weltkriegsbücherei und ab 1933 zusätzlich ein Kriegsmuseum. Nach schwerer Kriegszerstörung 1944 wurde das Schloss in den 1950er Jahren wieder aufgebaut. Von der reichen künstlerischen Innenausstattung konnte nur der Vierjahreszeitenfries von Conrad Weitbrecht gerettet werden.
Seit 1954 ist das Schloss als Museum Schloss Rosenstein Sitz der biologischen Sammlung des Staatlichen Museums für Naturkunde Stuttgart. Die paläontologische und geologische Sammlung ist in dem 1985 eröffneten Museum am Löwentor am westlichen Rand des Rosensteinparks untergebracht. 1990–1992 wurde das Schloss einer Generalsanierung unterzogen und den Anforderungen an einen modernen Ausstellungsbetrieb angepasst.

## Lage

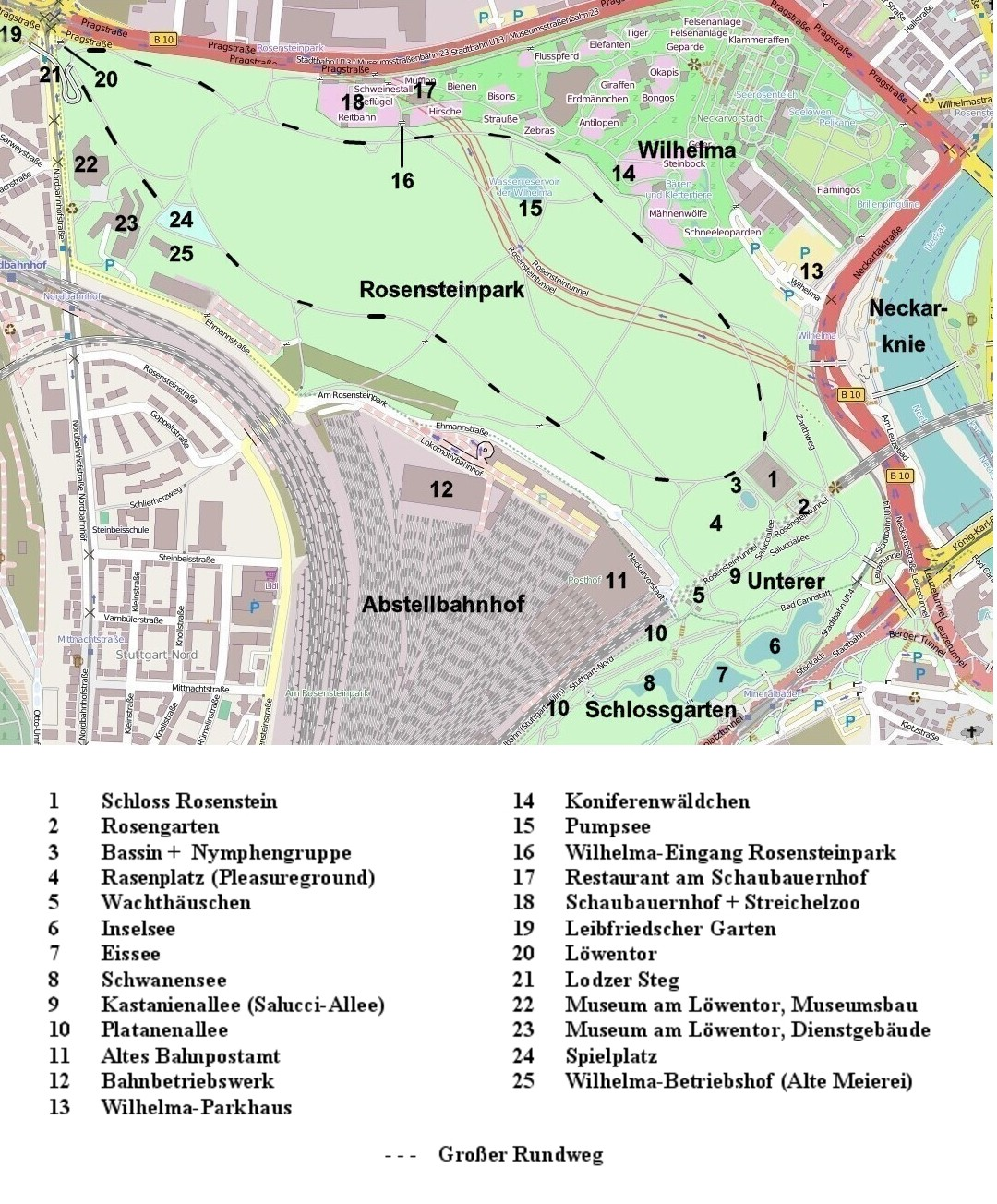
Lageplan des Rosensteinparks

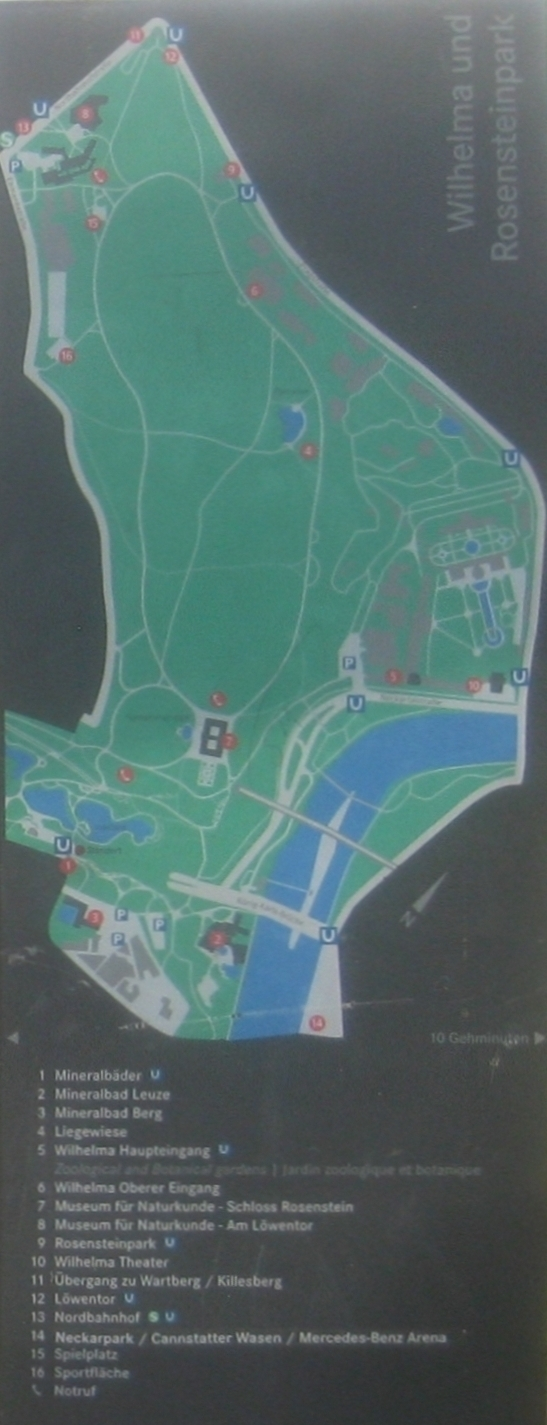
Hinweistafel im Rosensteinpark

Hinweis: Kennziffern in Klammern, z. B. (12), verweisen auf den Lageplan des Rosensteinparks.

### Rosensteinpark
Schloss Rosenstein (1) liegt am östlichen Ende des Rosensteinparks in Stuttgart, der zum Stadtteil Neckarvorstadt im Stadtbezirk Bad Cannstatt gehört. Der Rosensteinpark hat etwa die Form eines querliegenden Rechtecks. Er grenzt mit der unteren Längsseite bei der Ehmannstraße an den Stadtbezirk Stuttgart Nord (Stadtteil Am Rosensteinpark) und geht an der östlichen Schmalseite in den Unteren Schlossgarten über, der hier bei der Neckartalstraße an das Neckarknie stößt und durch die Cannstatter Straße, die hier durch den Schwanenplatztunnel verläuft, vom Stadtteil Berg im Stadtbezirk Stuttgart Ost getrennt ist. Im Norden grenzt der Park an den zoologisch-botanischen Garten der Wilhelma und im Westen an die Nordbahnhofstraße.
Der Park „ist weitgehend von Gewerbe- und Wohngebieten sowie bedeutenden Verkehrsanlagen (Eisenbahn, Fernstraßen) umgeben; lediglich im Südosten grenzt er direkt an den Unteren Schloßgarten, im Nordosten an den Zoologisch-botanischen Garten »Wilhelma« an.“
An der Einmündung der Nordbahnhofstraße in die Pragstraße steht das Löwentor (20), der westliche Eingang zum Rosensteinpark, von wo aus man das Museum am Löwentor (22) und den Großen Rundweg (gestrichelt) erreicht, auf dem man zum Schloss Rosenstein gelangt.

### Grünes U
Schloss Rosenstein liegt an einem „Scharnier“ des Grünen U. Das Grüne U ist eine geschlossene Grünanlage von acht Kilometern Länge, die beim Neuen Schloss beginnt, in nordöstlicher Richtung durch den Oberen, Mittleren und Unteren Schlossgarten verläuft, bei Schloss Rosenstein nach Osten in den Rosensteinpark abknickt und sich über den Leibfriedschen Garten und den Wartberg bis zum Höhenpark Killesberg erstreckt.

### Kahlenstein
„Gegenüber von Bad Cannstatt, dort wo das Nesenbachtal ins Neckartal einmündet, bildet die alte Neckarterrasse einen Vorsprung, auf dessen Höhe, etwa 30 Meter über dem Neckar, König Wilhelm I. von Württemberg 1822 sein Landschloss Rosenstein erbauen ließ.“ Der Nesenbach, der in seinem Unterlauf parallel zur Cannstatter Straße am Unteren Schlossgarten entlang lief, ist heute verdolt und damit unsichtbar, auch seine Mündung südlich des Neckarknies. Mit „Vorsprung der Neckarterrasse“ ist der ehemalige Kahlenstein gemeint, der seit 1824 Rosenstein heißt, eine Anhöhe, die auf etwa 245 Meter über NN liegt und damit 30 Meter über dem Neckar.

### Aussicht

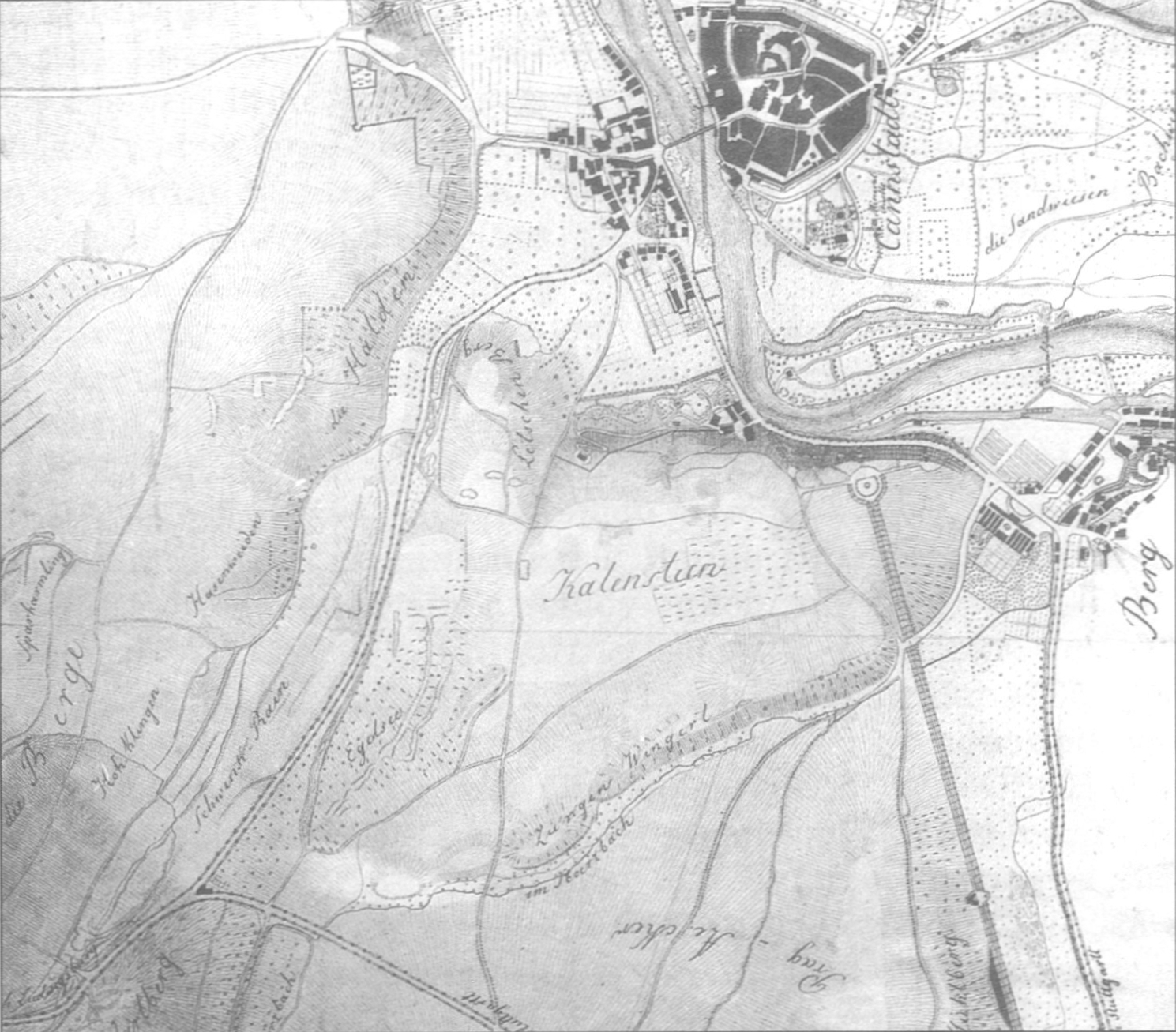
„Plan der Gegend um Cannstadt“ mit dem Ka[h]lenstein, 1816. Die Platanenallee verläuft von rechts unten bis zu dem Rundplatz vor dem Neckarknie.

Der Kahlenstein war ein vielbesuchter Aussichtspunkt (siehe Kahlenstein). Durch die exponierte Lage von Schloss Rosenstein auf dem ehemaligen Kahlenstein bot sich ursprünglich ein Rundumpanorama der Umgebung und besonders ein weiter Blick in das Neckartal. Wichtig für den Bauherrn König Wilhelm war besonders die Sichtverbindung zur 150 Meter höher gelegenen Grabkapelle auf dem Rotenberg, wo seine jung verstorbene zweite Frau Königin Katharina bestattet ist. Auch Wilhelms Sohn, dem Kronprinzen und späteren König Karl I. war bei der Erbauung seines Landhauses, der Villa Berg, die direkte Blickverbindung zu dem 25 Meter tiefer gelegenen Schloss seines Vaters wichtig. Heute sind viele Sichtachsen durch Bebauung und Bewuchs verdeckt (so auch die Sicht zur Grabkapelle und zur Villa Berg), andererseits ergaben sich neue Fernsichten auf moderne Bauten:
„Die ursprüngliche Lage des Rosensteinparks inmitten einer von agrarischer Nutzung und insbesondere von Obst- und Weinbau geprägten Landschaft mit Fernsichten auf unbebaute Berghänge und Hügel sowie engbegrenzte Siedlungen veränderte sich zu einem Standort inmitten der Großstadt Stuttgart, die mit ihren Wohn- und Gewerbegebieten, Verkehrsanlagen und technischer Infrastruktur den Rosensteinpark unmittelbar bedrängt.“
„Infolge dieser tiefgreifenden Umwandlungen haben die meisten Fernsichten des Parkes qualitative Veränderungen erfahren: Neben der Bebauung von Hanglagen und der Errichtung technischer Turmbauten (Fernseh- und Fernmeldeanlagen) auf markanten Erhebungen in der weiteren Umgebung führte vor allem die bauliche Entwicklung im näheren Umfeld des Rosensteinparks zu teilweise erheblichen Beeinträchtigungen der ursprünglichen Blickbeziehungen zwischen Park und Landschaft.“

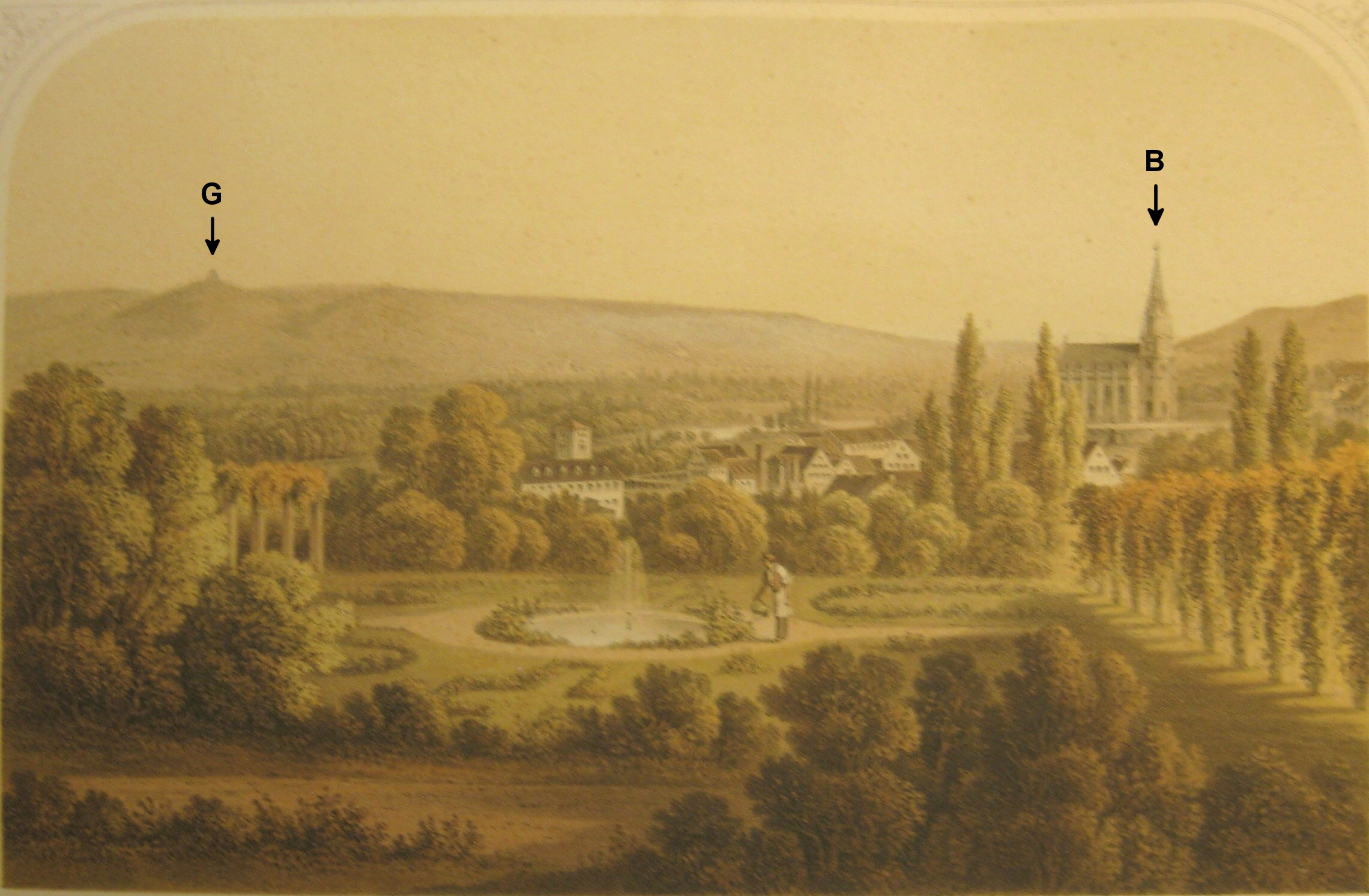
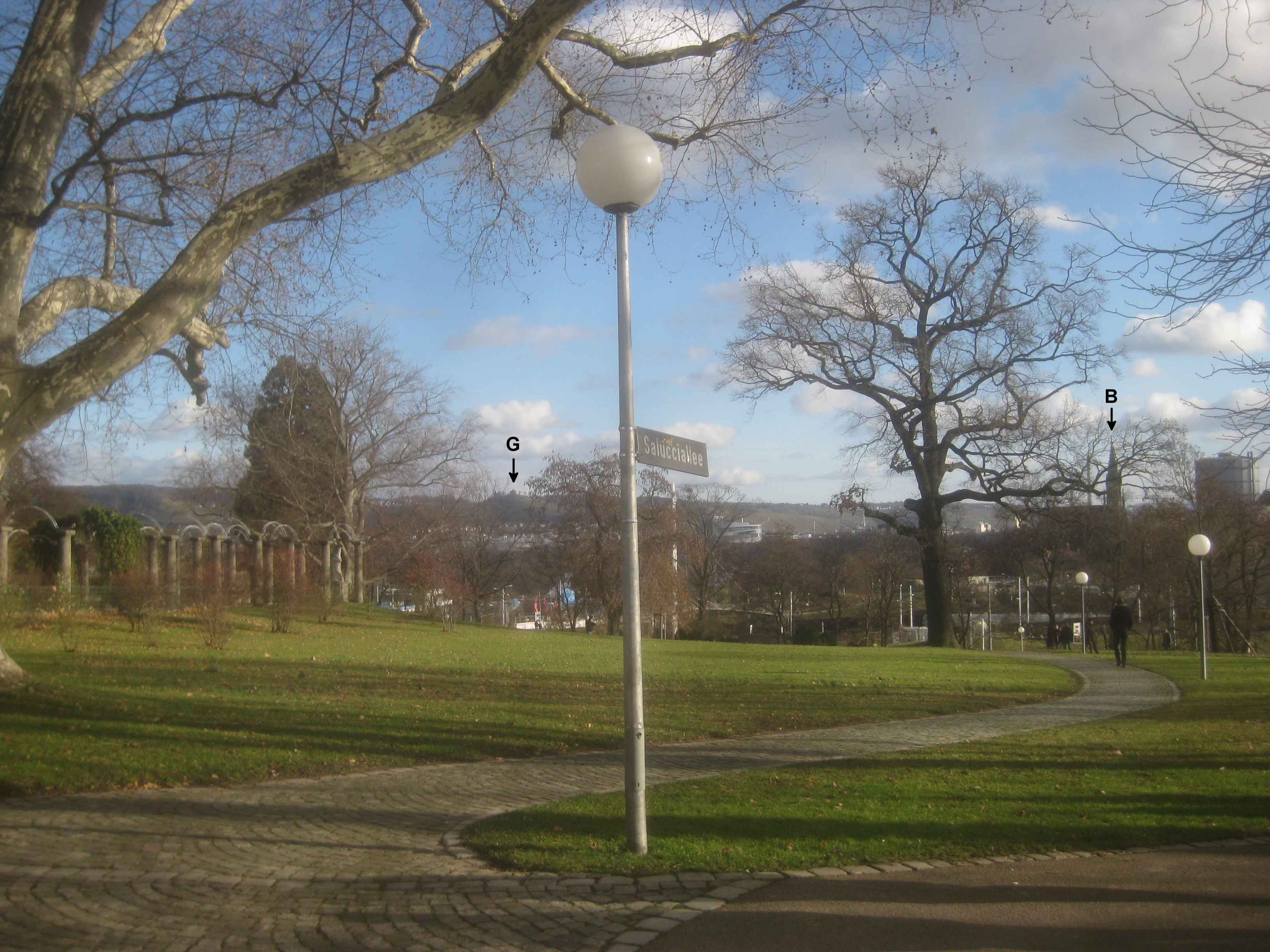

Blick von der Ostfassade auf Stuttgart-Berg. G = Grabkapelle, B = Berger Kirche. – Linkes Bild: Ansicht früher (vor 1860), Lithografie von Franz Schnorr. Rechtes Bild: Ansicht aus ähnlichem Blickwinkel heute (2014) beim Rosengarten am Anfang der Salucci-Allee.

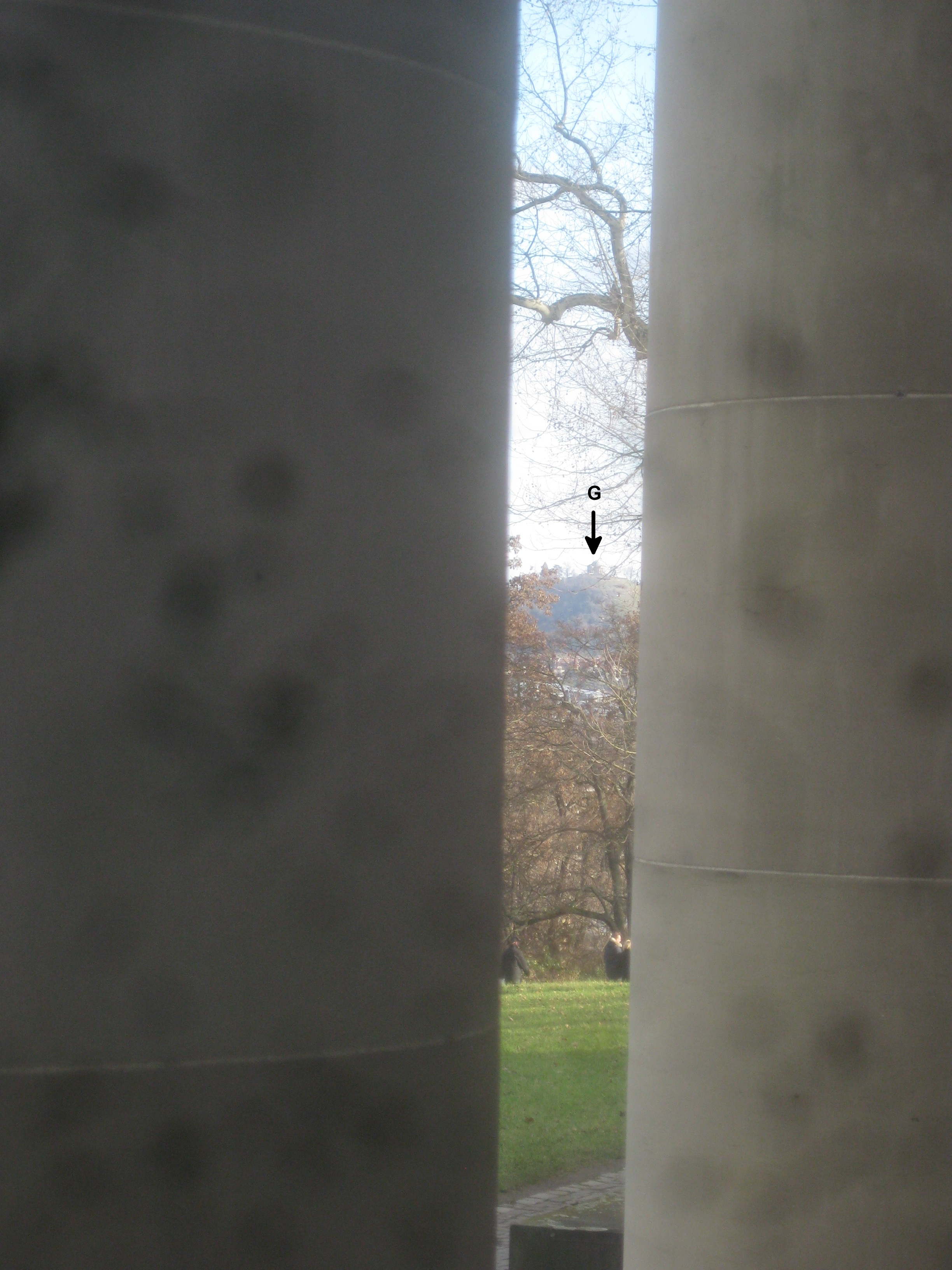

Blick durch die Portiken der Rückfassade. G = Rotenberg mit Grabkapelle

### Zugang
Das Schloss Rosenstein kann man u. a. auf folgenden Wegen erreichen (die Wege 1–3 sind auch für Rollstuhlfahrer geeignet):
1. Von der Stadtbahnhaltestelle Löwentor beim Löwentor (20) gelangt man über einen der beiden Zweige des Großen Rundwegs (gestrichelt), entlang dem Museum am Löwentor (22) oder der Wilhelma, zum Haupteingang von Schloss Rosenstein. Von der Stadtbahnhaltestelle Rosensteinpark aus kommt man auch direkt über den Wilhelmazweig des Großen Rundwegs zum Schloss.
2. Ausgehend vom Neuen Schloss erreicht man über den Oberen und den Mittleren Schlossgarten den Anfang der Platanenallee (10) mit den Rossbändigern im Unteren Schlossgarten. Am Ende der Allee gelangt man zu den beiden Wachthäuschen (5) und dann über die Kastanienallee oder Salucci-Allee (9), zum Haupteingang des Schlosses.
3. Von der Stadtbahnhaltestelle Wilhelma führt gegenüber dem ehemaligen Bellevue-Tor am Wilhelma-Parkhaus (13) ein Weg zum Schloss Rosenstein hoch.
4. Von der Stadtbahnhaltestelle Mineralbäder führt ein Weg zwischen Inselsee (6) und Eissee (7) zur Platanenallee. Von dort gelangt man rechts weiter zum Haupteingang.

Anmerkung: Bis 2016 bot sich ein reizvoller Weg von dem anderen Neckarufer aus an. Vom Stadtstrand bei der Schönestraße gelangte man über eine gedeckte Holzbrücke über den Neckar, dann über eine Betonbrücke (Wilhelmasteg) über die B14 und von dort aus linker Hand zum Schloss. Beide Brücken wurden im Rahmen des Stuttgart 21-Projekts abgerissen.

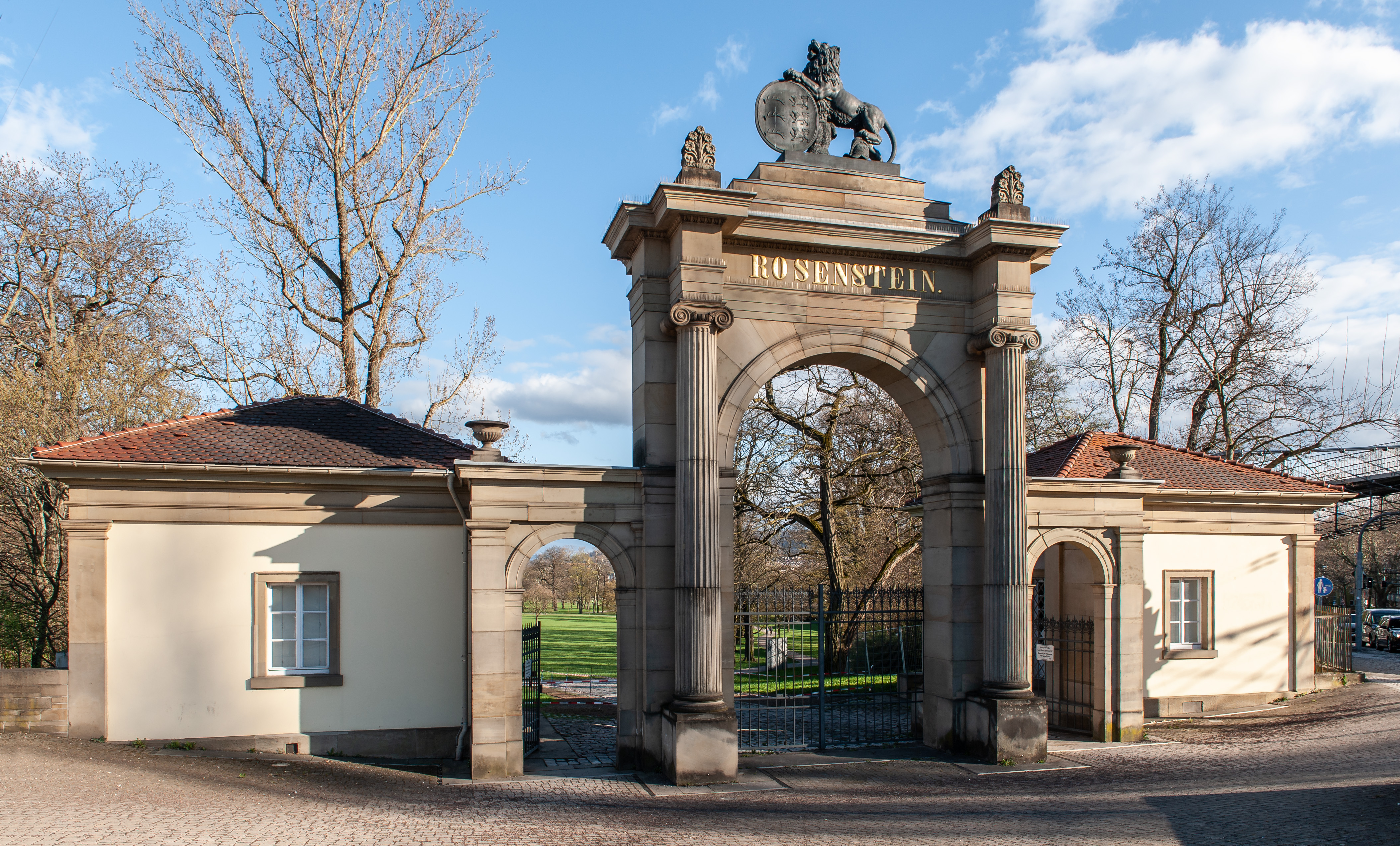
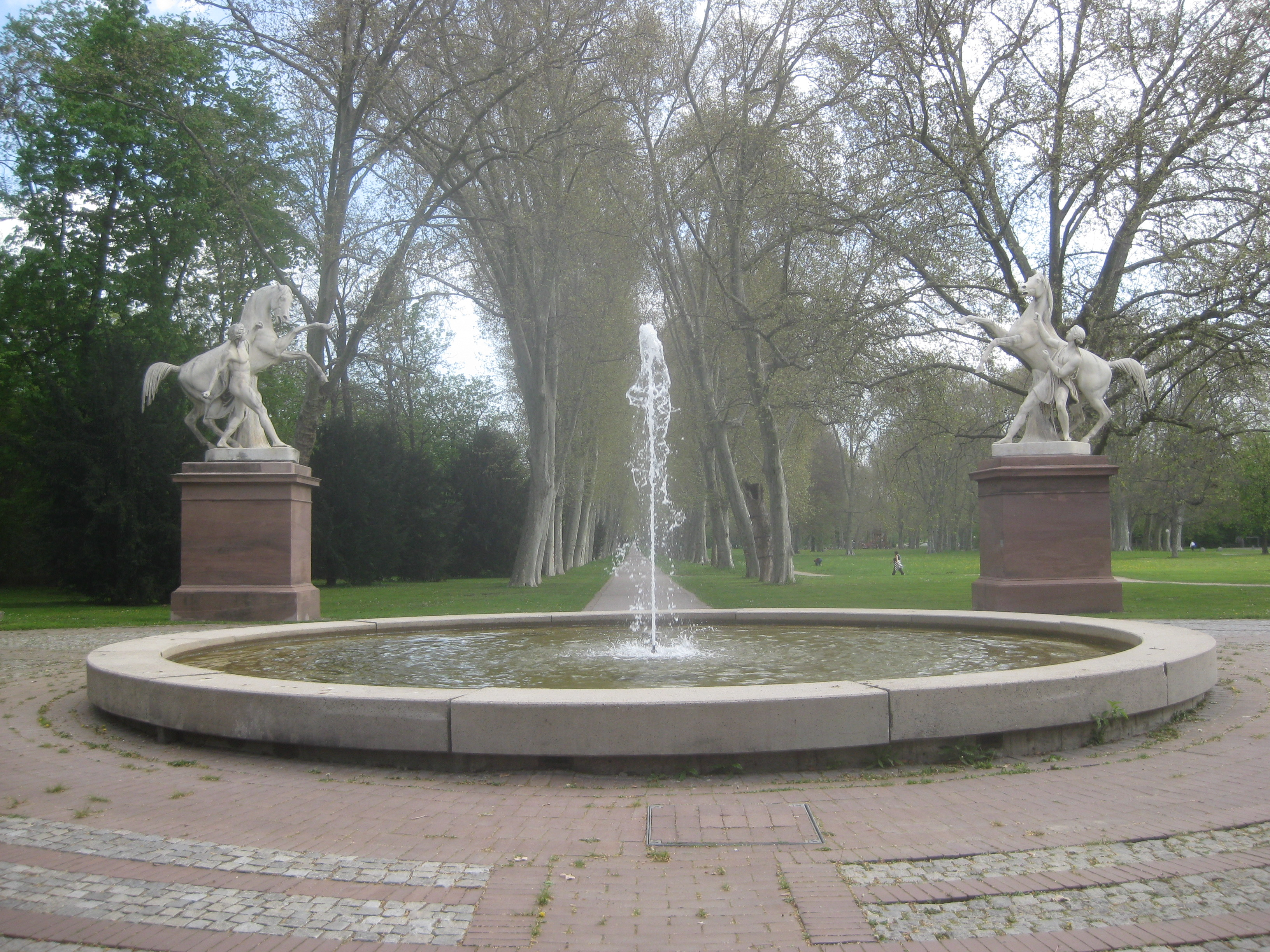
Eingang der Platanenallee mit den Rossbändigern von Ludwig von Hofer.
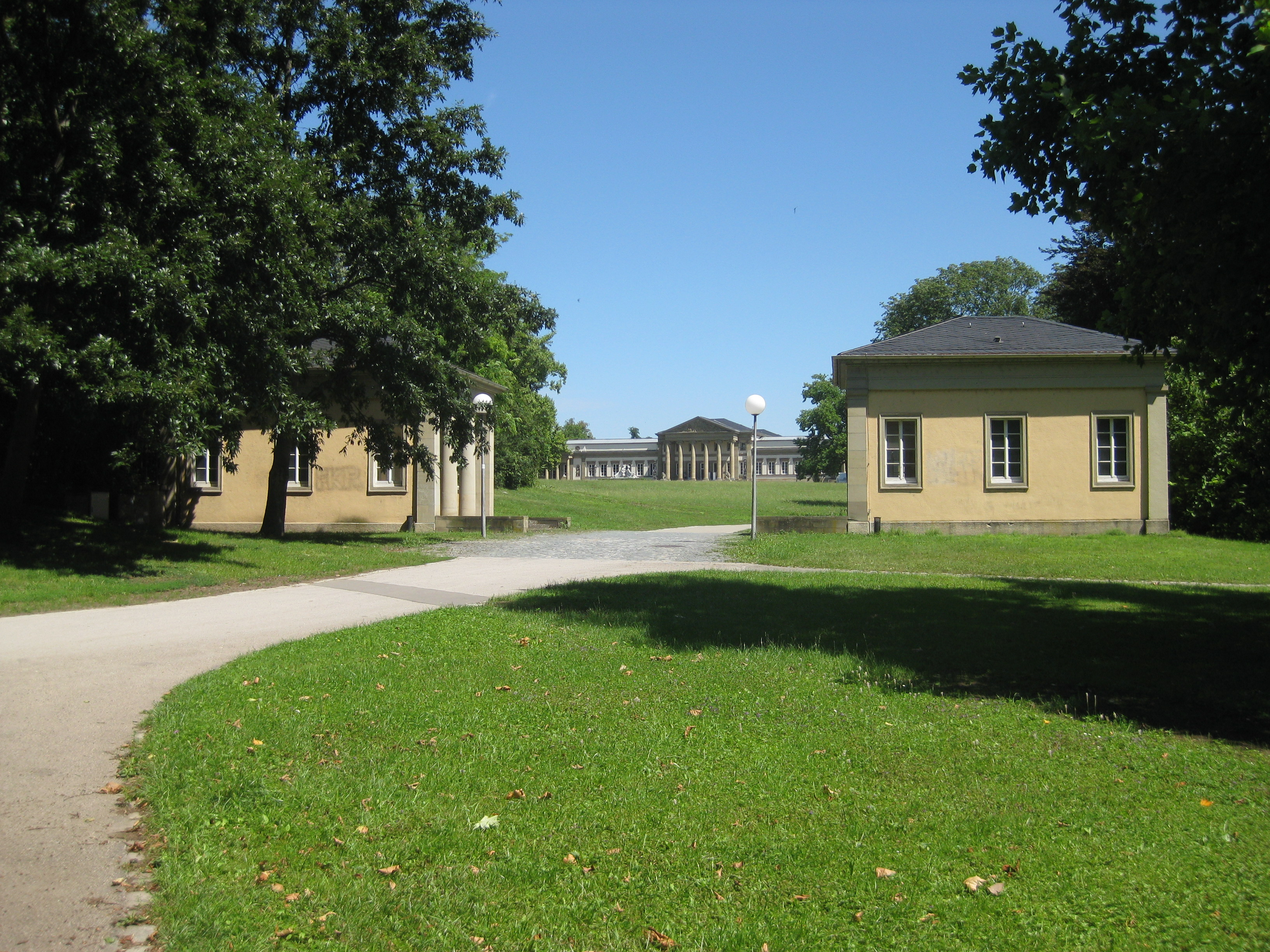
Wachthäuschen, im Hintergrund: Hauptfassade des Schlosses.

## Name
Das Schloss Rosenstein, das „theils zur Sommerwohnung der königlichen Familie, theils zu Gesellschaften“ vorgesehen war, wurde ursprünglich Landhaus Rosenstein genannt. Erst im 20. Jahrhundert erhielt es seinen heutigen Namen.
Dem Bauherrn König Wilhelm widerstrebte es, seine ländlichen Residenzen als Schlösser zu bezeichnen, um in seinem puritanischen Land nicht in den Geruch der Verschwendung zu kommen. Auch sein Lustschloss in der Wilhelma (Baujahr 1846), das heutige Maurische Landhaus, wurde nach seinem Willen zuerst Maurisches Bad und schließlich Villa Wilhelma oder kurz Wilhelma genannt. Wilhelms Sohn Karl I. behielt diese Sprachregelung bei und nannte sein Landschloss in Stuttgart-Berg bescheiden Villa Berg (Baujahr 1845–1853).
Die Anhöhe, auf der Schloss Rosenstein erbaut wurde, trug ursprünglich den sprechenden Namen Kahlenstein. König Wilhelm verkündete 1824 durch Dekret: „Dem auf dem Kahlenstein zu erbauenden Schloß will ich den Namen Rosenstein beigelegt haben“, ein Name, der an die Lieblingsblume seiner 1819 jung verstorbenen Frau Königin Katharina erinnern sollte. Dieser Name wurde auch auf den Hügel und den Rosensteinpark übertragen.

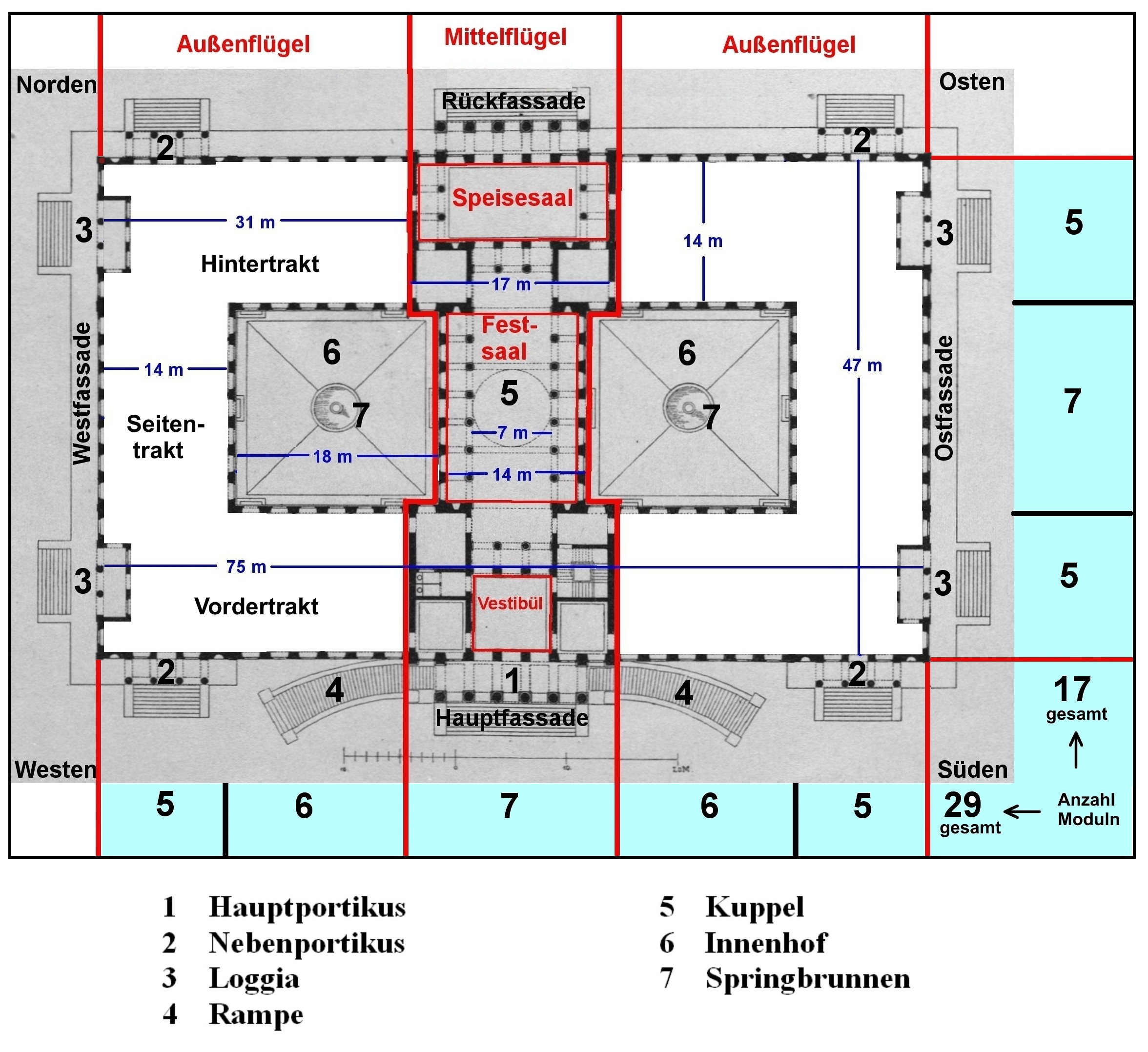
Bauteilplan und Bemaßung des Erdgeschosses

## Gebäude
Hinweis: Aus Vereinfachungsgründen werden die beiden Seitenfassaden als Ost- und Westfassade bezeichnet, tatsächlich liegen sie im Südosten bzw. Nordwesten.
Das Schloss Rosenstein erhebt sich in 245 Metern Höhe über Normalnull auf dem östlichen Ausläufer des Rosensteinhügels im Rosensteinpark. Der querrechteckig angelegte Gebäudekomplex ist um etwa 45° aus der Nord-Süd-Richtung nach Osten gedreht, so dass er mit seiner Rückfassade zum Neckar hin ausgerichtet ist und mit der Hauptfassade zur Stadt hin. Haupt- und Rückfassade sind je 75 Meter breit, die Seitenfassaden je 47 Meter, so dass sich eine Grundfläche (ohne Terrassen) von 3525 Quadratmetern ergibt.

### Grundriss
Das Gebäude setzt sich aus drei Flügeln zusammen. Die zwei 31 Meter breiten Außenflügel bestehen aus drei 14 Meter breiten Trakten, die ein U bilden und sich zu einem quadratischen Innenhof öffnen (heute Walsaal bzw. Elefantensaal), der an den ebenfalls 14 Meter breiten Mittelflügel stößt. In der Mitte der Höfe standen früher Springbrunnen.
Die Außenflügel sind einstöckig, der anderthalbstöckige Mittelflügel besteht aus einem normalhohen Geschoss und einem darübergesetzten Halbstock. Ein umlaufender Attikafries verbirgt das Satteldach, das am Übergang zwischen Hauptportiken und Vorder- bzw. Hintertrakten walmartig ausgebildet ist. Die Innenhöfe waren ursprünglich ungedeckt, werden heute jedoch durch Flachdächer mit seitlichem Oberlicht überdacht, die an den vier Ecken durch stählerne Baumstützen gehalten werden.

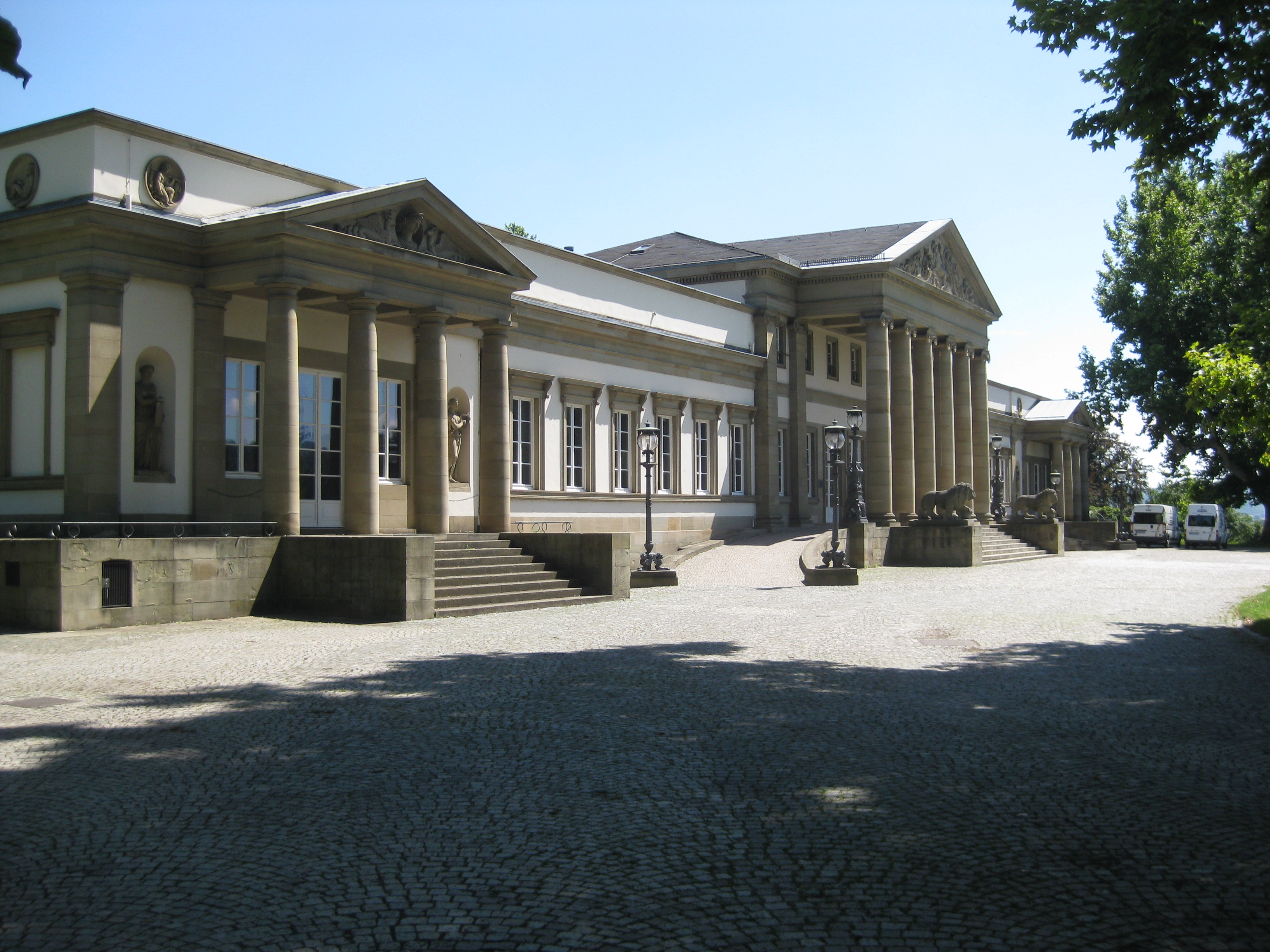
Hauptfassade

Der Haupt- und der Rückfassade ist ein fünfachsiger Hauptportikus vorgesetzt mit sechs ionischen Kolossalsäulen, die ein gerades Gebälk mit einem reliefverzierten Dreiecksgiebel tragen (siehe Große Giebelreliefs). Zu den seitlichen Öffnungen des vorderen Hauptportikus führen zwei leicht ausschwingende Zufahrtsrampen hinauf. Sie enden an der durch den Portikus überdachten Terrasse. Die Hauptportiken werden von einem einachsigen Fassadenfeld flankiert, das von zwei ionischen Kolossalpilastern eingeschlossen wird.
Nahe an den Gebäudeecken sind der Haupt- und der Rückfassade je zwei dreiachsige Nebenportiken mit je vier toskanischen Säulen und geradem Gebälk mit reliefverziertem Dreiecksgiebel (siehe Kleine Giebelreliefs) vorgesetzt. Sie werden von Rundbogennischen mit Musenstatuen flankiert. Ebenfalls nahe an den Gebäudeecken sind in die beiden Seitenfassaden je zwei dreiachsige Loggien mit je vier Stützen eingezogen, zwei toskanischen Säulen und zwei Eckpilastern.

### Mauerwerk
Die Außenmauern des Schlosses wurden aus Werksteinquadern aus heimischen Schilfsandstein errichtet, die Zwischenwände und der Halbstock aus Backsteinen. Die Außenwandflächen des Erdgeschosses sind weiß verputzt, außer Tür- und Fensterrahmen, Pilaster und Gesimse. Das Mauerwerk des Sockels besteht aus Quadern mit glatter Stirnfläche ohne Randschlag und mit dünnen Mörtelfugen.

### Sockel
Das Gebäude steht auf einem 1,40 Meter hohen, nicht unterkellerten Sockel, der in einer Breite von 2,60 Metern als Terrasse über den Baukörper hinausragt, die über Freitreppen den Zugang zu den Portikus und Loggien freigibt. Zwischen den Haupt- und Nebenportiken wird die sonst durchlaufende Terrasse durch die seitlichen Zufahrtsrampen unterbrochen. Da man auf eine Unterkellerung verzichtet hatte, wurde der „Erdboden in den einzelnen Räumen mit Backstein überwölbt. Auf diesen Gewölben lag der Blindboden und darauf das Parkett. Die Hohlräume darunter waren luftdicht abgeschlossen. Hinzu kam, daß die außen verlaufende Terrasse ebenfalls über solchen für sich abgeschlossenen Hohlräumen lag.“ Die fehlende Luftzirkulation unter den Erdgeschossräumen war ein idealer Nährboden für den gefürchteten Hausschwamm, der 1839 eine umfangreiche Sanierung erforderlich machte (siehe Geschichte, Folgezeit).

### Waagerechte Gliederung

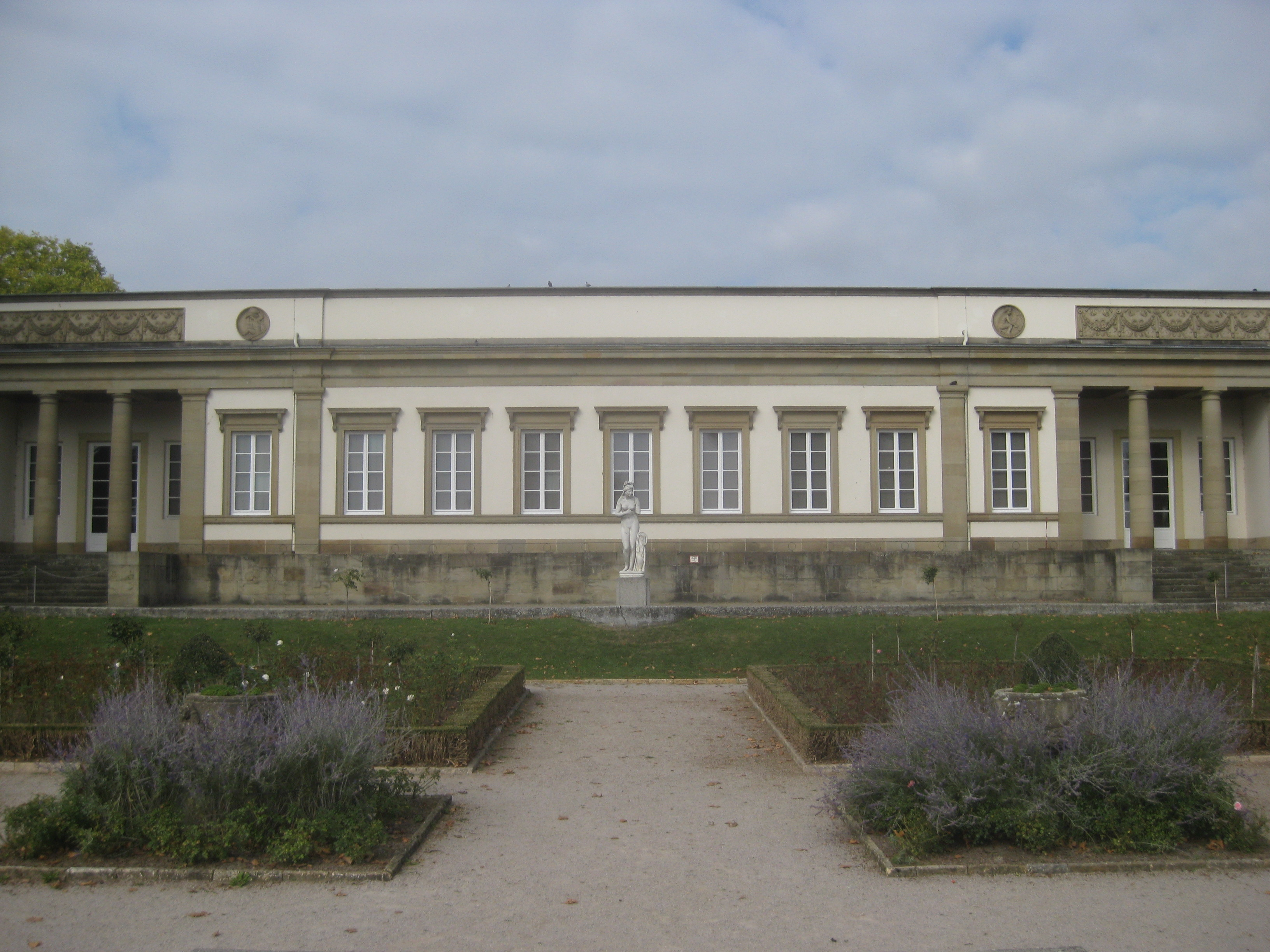
Ostfassade und Teil des Rosengartens

Die einheitliche waagerechte Gliederung der Schlossfassaden wird durch die folgenden Bauelemente bewirkt:
- den unverputzten Sockelstreifen
- das Sohlbankgesims
- die Verdachung der Fenster
- das mit den Nebenportiken verkröpfte Gesims, das Erdgeschoss und Attika trennt
- den umlaufenden Attikafries
- und das Kranzgesims.

### Senkrechte Gliederung
Die Haupt- und die Rückfassade treten in der Mitte und an den Seiten durch Risalite vor, die als Säulenportiken ausgebildet sind. In der Senkrechten werden die Fassaden durch die Säulen der Portiken gegliedert und durch Pilaster, die die flankierenden Wandfelder der Portiken und der Loggien hervorheben.
Die durchgehende Befensterung des Erdgeschosses wird nur durch Türen oder Rundbogennischen für Musenstandbilder unterbrochen. Der Mittelflügel kann durch je 3 drei Fenstertüren unter den Hauptportiken betreten werden, unter den Nebenportiken und in den Loggien führt je eine Fenstertür in die entsprechenden Seitentrakte. Die Türen werden außen von je einem Seitenfenster flankiert. Der Halbstock verfügt an Haupt- und Rückfassade über je sieben Fenster, die den sonst umlaufenden Attikafries durchbrechen.

### Achsen
| Anzahl Moduln | Gebäudeteil                                       |
| ------------- | ------------------------------------------------- |
| 5             | Hauptportiken                                     |
| 5 + 2 = 7     | Mittelflügel                                      |
| 3             | Nebenportiken und Loggien                         |
| 3 + 2 = 5     | Nebenportiken mit flankierenden Musenstandbildern |
| 3 + 2 = 5     | Loggien mit flankierenden Seitenfenstern          |
| 6             | Wandfläche zwischen Haupt- und Nebenportiken      |
| 7             | Wandfläche zwischen den Loggien                   |

Haupt- und Rückfassade sind durch 29 Achsen gegliedert, davon entfallen 7 auf die Hauptportiken, je 5 auf die Nebenportiken und je 6 auf die Wandflächen zwischen den Portiken (5:6:7:6:5). Die Seitenfassaden sind durch 17 Achsen gegliedert, davon entfallen je 5 auf die Loggien und 7 auf die Wandfläche zwischen den Loggien (5:7:5). Jede Gebäudeachse ist an den Fassaden mit einer Tür, einem Fenster oder einer Standbildnische besetzt.
Als Grundmaß (Modul) diente Salucci beim Entwurf des Schlosses die Säulenstellung der Portiken, d. h. der Abstand zwischen zwei Säulen von Säulenmitte zu Säulenmitte. Das Gebäude ist 29 Moduln breit und 17 Moduln tief. Die Moduln entsprechen den jeweiligen Gebäudeachsen und verteilen sich bei den Mittelfassaden nach dem Schema 5:6:7:6:5 und bei den Seitenfassaden nach dem Schema 5:7:5. Theoretisch müssten die aus Breite und Tiefe des Gebäudes errechneten Modulbreiten übereinstimmen, tatsächlich ergeben sich je nach den zugrundeliegenden Maßen Werte zwischen 2,56 und 2,76 Meter. Die Tabelle gibt einen Überblick über die Aufteilung der Fassaden nach Moduln.
Die Seitenlängen des Grundrisses sind nach dem Goldenen Schnitt proportioniert, desgleichen Teile der Hauptfassaden.

## Räume

### Grundrisse
- Grundriss des Erdgeschosses bis 1944.

Raumnummern: 2–10: Räume des Königs, 11–15: Räume der Königin, 17–25: Räume der Prinzessinnen, 26–30: Fremdenzimmer, 31–32: Innenhöfe.

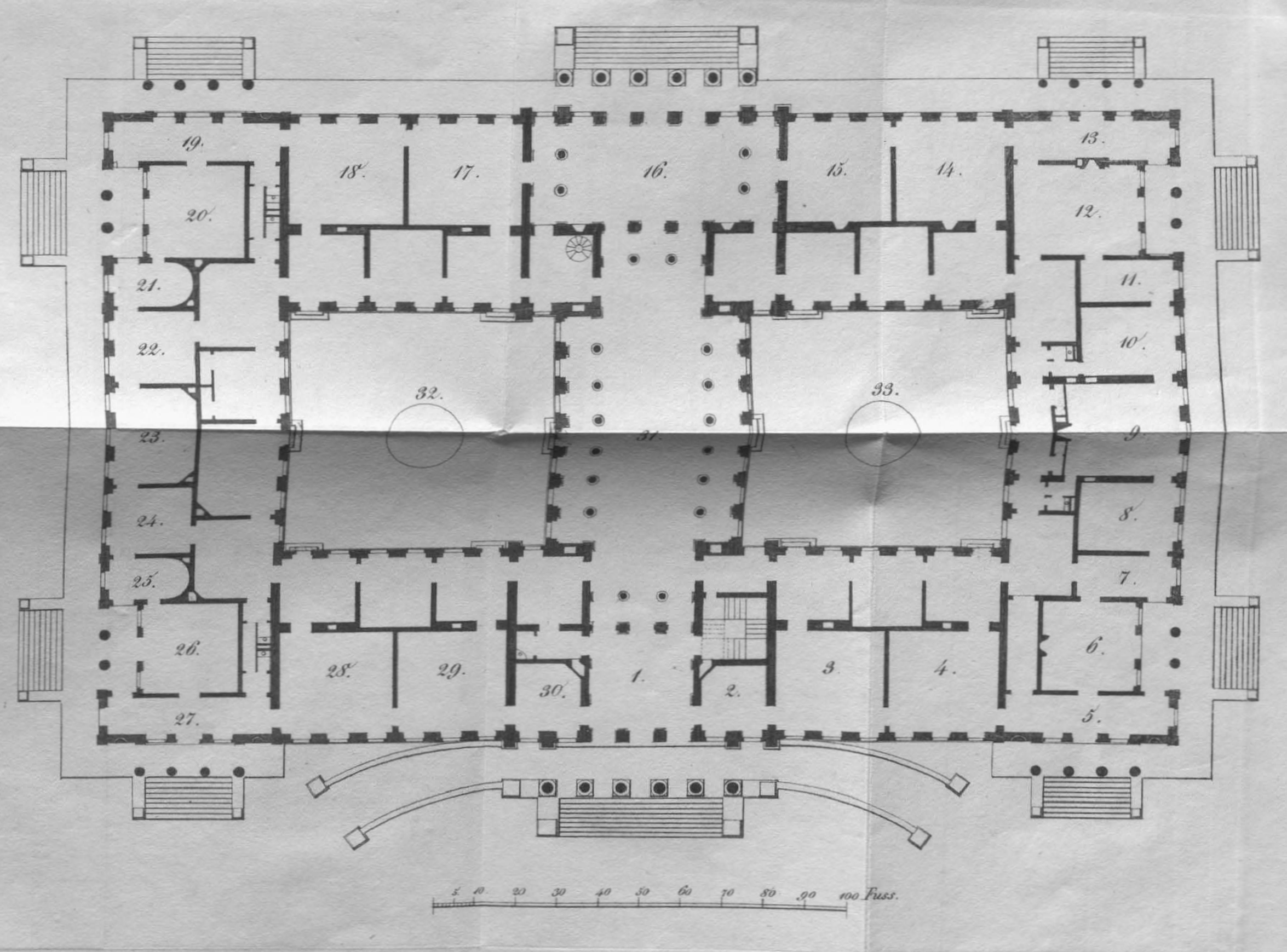
Grundriss des Erdgeschosses bis 1944. Raumnummern: 2–10: Räume des Königs, 11–15: Räume der Königin, 17–25: Räume der Prinzessinnen, 26–30: Fremdenzimmer, 31–32: Innenhöfe.
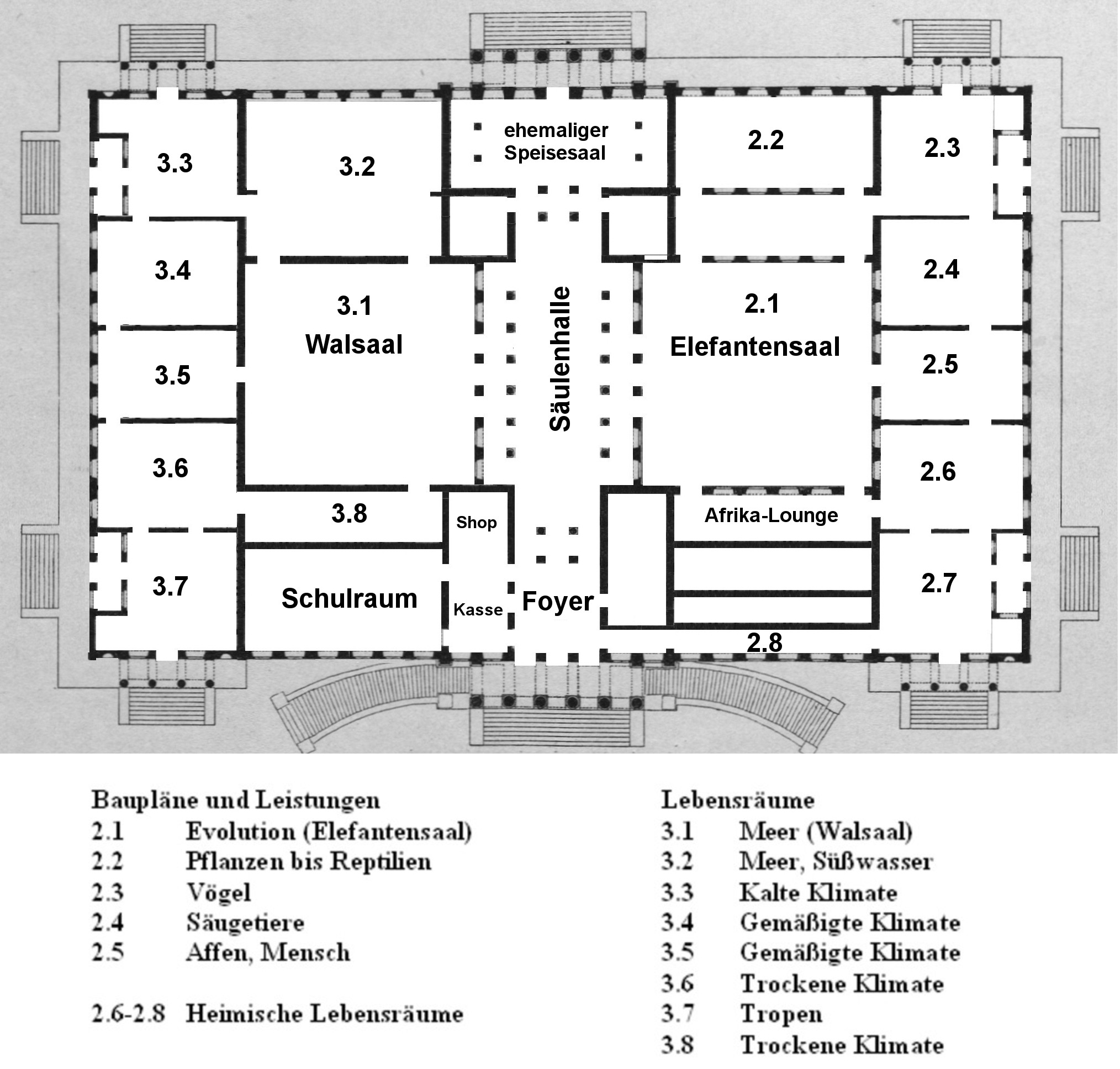
Grundriss des Erdgeschosses seit 1993.

### Raumaufteilung
Das Erdgeschoss des Schlosses verfügte über 74 und der Halbstock (auch Mezzanin oder Entresol) über sieben Räume. Im Grundriss des Erdgeschosses (bis 1944) sind nur die Räume 1–31 durch Nummern bezeichnet, die beiden Innenhöfe tragen die Nummern 32 und 33.
Durch den dreitürigen Haupteingang gelangte man in das Vestibül und durch dieses hindurch in den Festsaal. Dieser stieß an seiner oberen Schmalseite an den quer gelegten, etwas breiteren Speisesaal, der an der Rückfassade den Blick auf den Neckarlauf darbot und über einen weiteren dreitürigen Eingang verfügte. Die Langseiten des Festsaals stießen an die beiden Innenhöfe. Die im Plan nicht nummerierten 22 Räume waren als Dienerschafts- und Nebenräume konzipiert und den drei übrigen Seiten der Innenhöfe benachbart. Außer diesen Räumen und dem Festsaal verfügten alle anderen Räume über eine Fensterfront an den Fassaden.

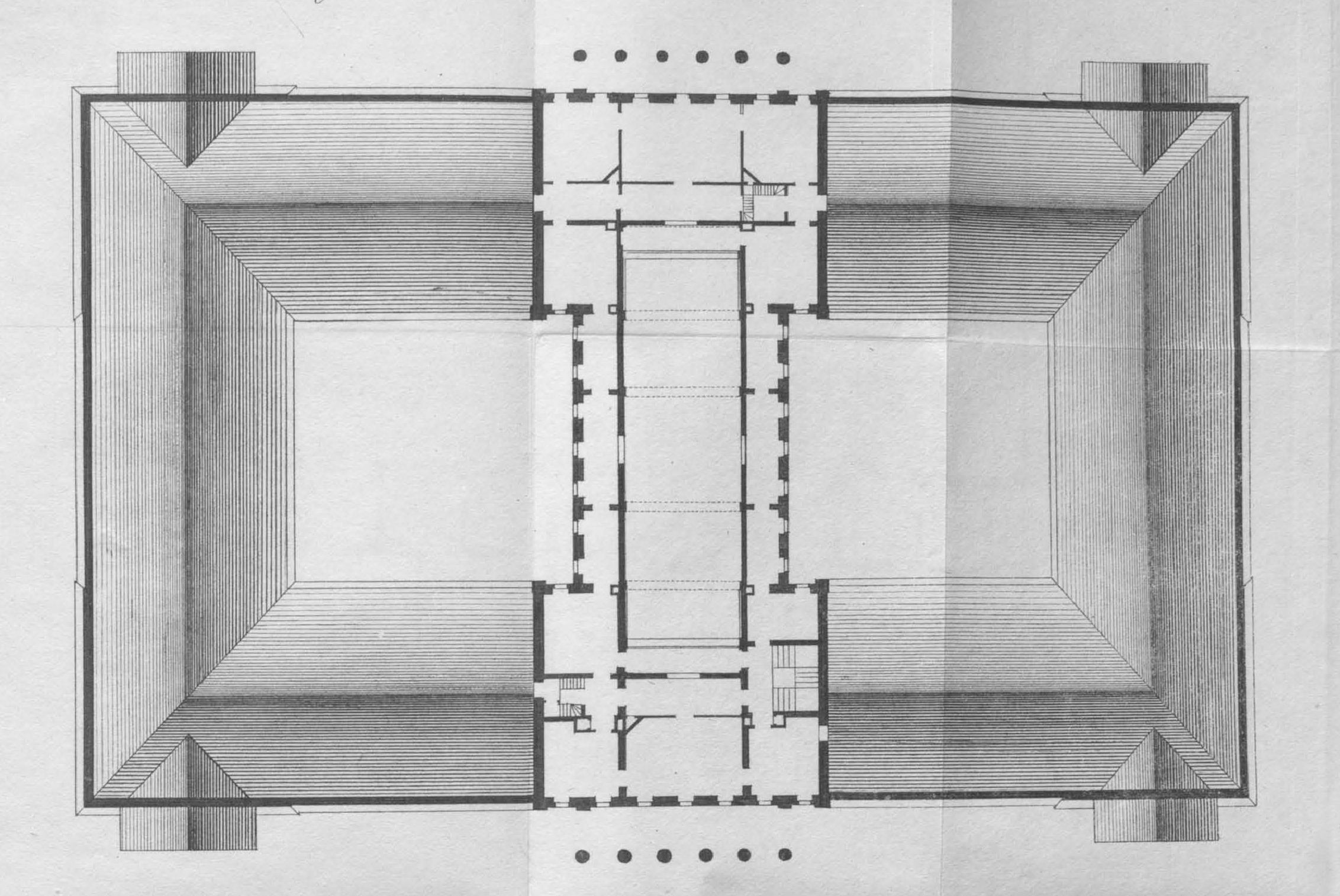
Grundriss des Halbstocks.
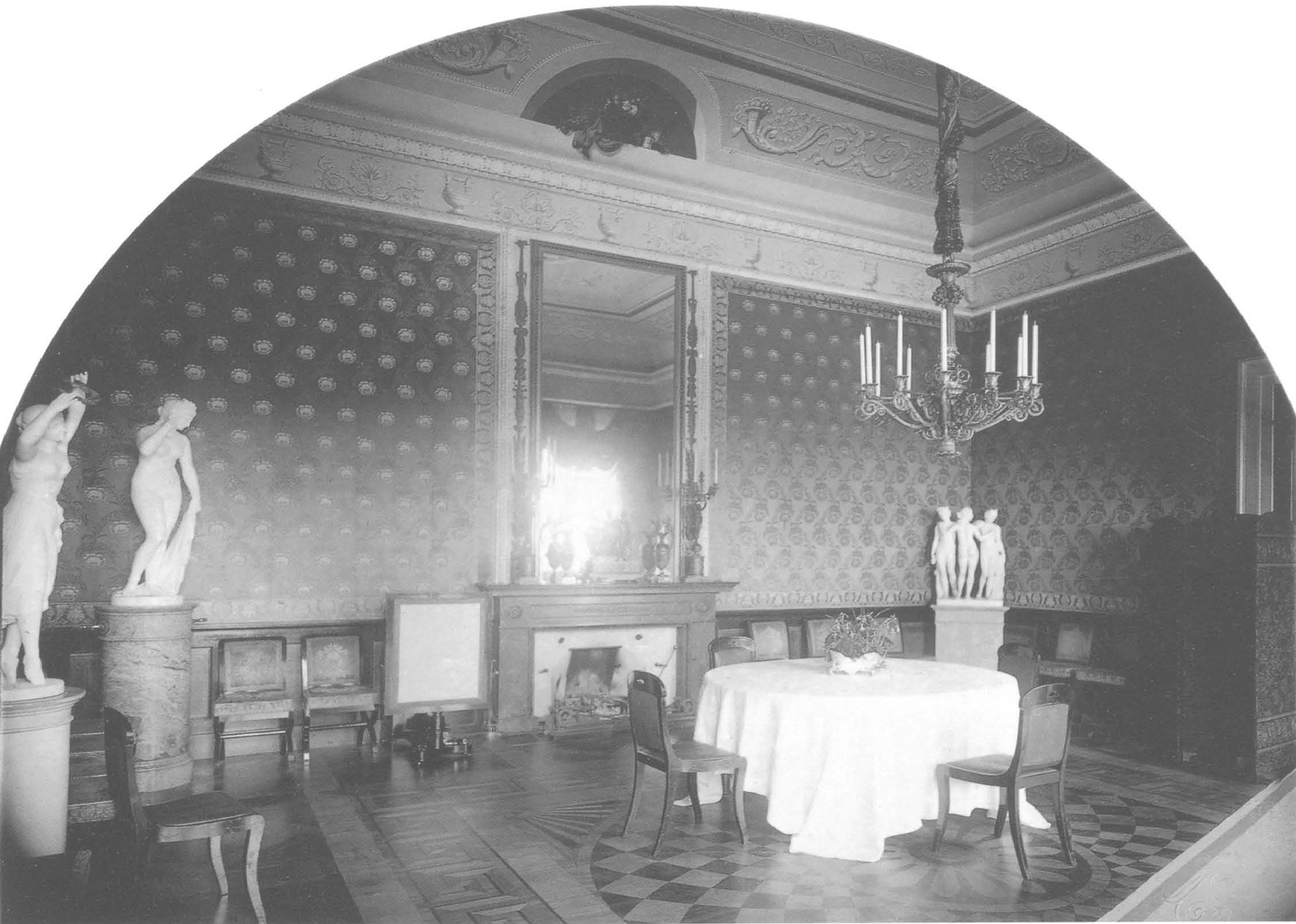
Rotes Zimmer der Königin (= Nr. 14).
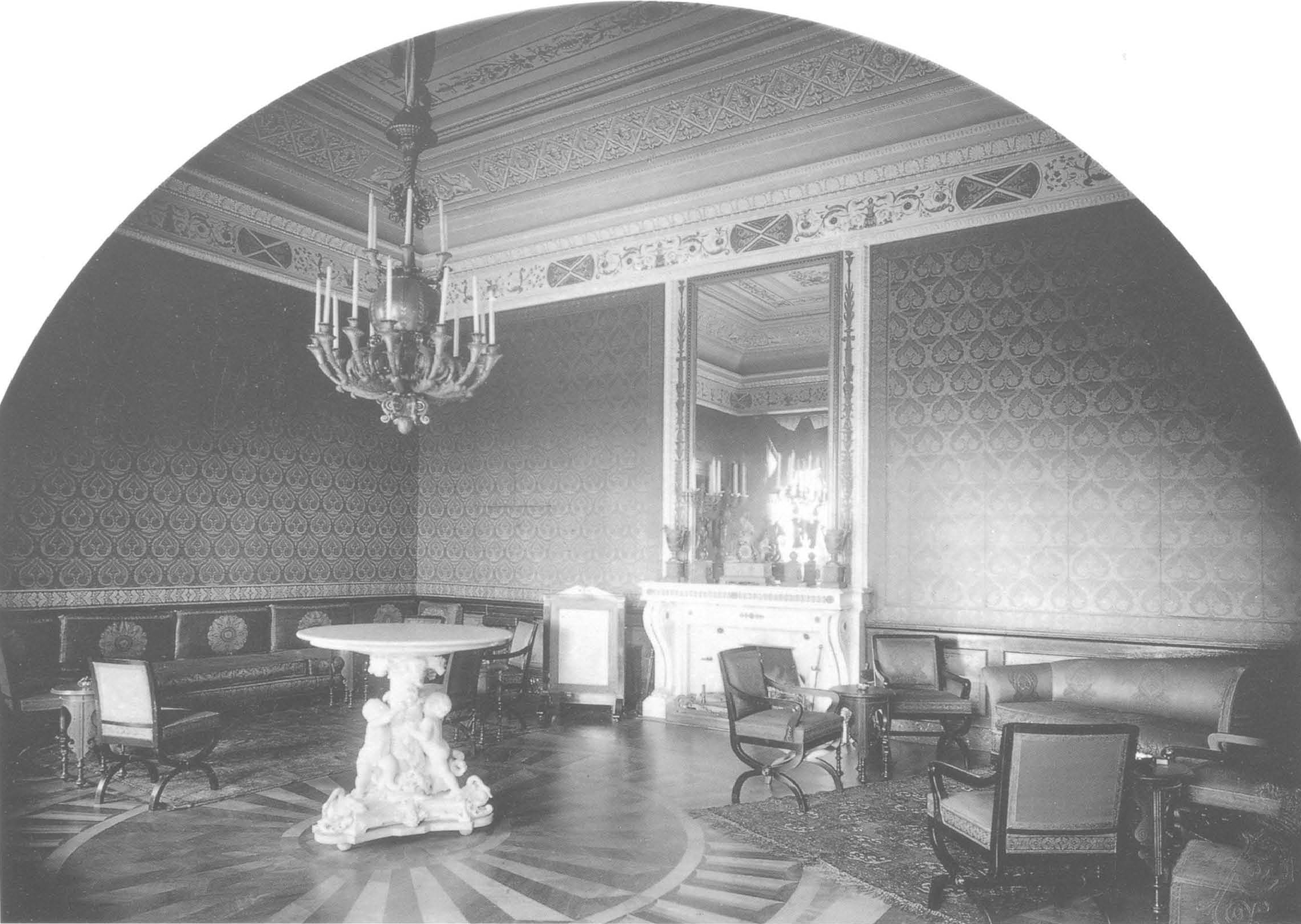
Gelbes Zimmer der Königin (= Nr. 15).

Der Ostflügel war für König und Königin vorgesehen. Die neun Gemächer des Königs begannen rechts vom Haupteingang und zogen sich durch ein Eckzimmer um die Ostfassade herum. Die fünf Zimmer der Königin fingen mit diesem Eckzimmer an und zogen sich bis zum Speisezimmer. Den Hinter- und den Seitentrakt des Westflügels (ohne das vordere Eckzimmer) sollten die vier Prinzessinnen bewohnen. Die fünf Zimmer im Vordertrakt des Westflügels waren für Gäste bestimmt. Jede der vier Wohngruppen verfügte über einen der vier großen Eckräume mit je zwei Ausgängen zur umlaufenden Terrasse. Die Zimmer einer Wohngruppe waren durch Enfiladen miteinander verbunden (die Türen der Zimmer lagen in einer Flucht). Schließlich war der Halbstock, der sich mit seinen sieben Räumen zwischen den beiden Haupteingängen über Vestibül, Festsaal und Speisezimmer erstreckte, dem Kronprinzen Karl zugedacht.

### Künstlerische Ausstattung

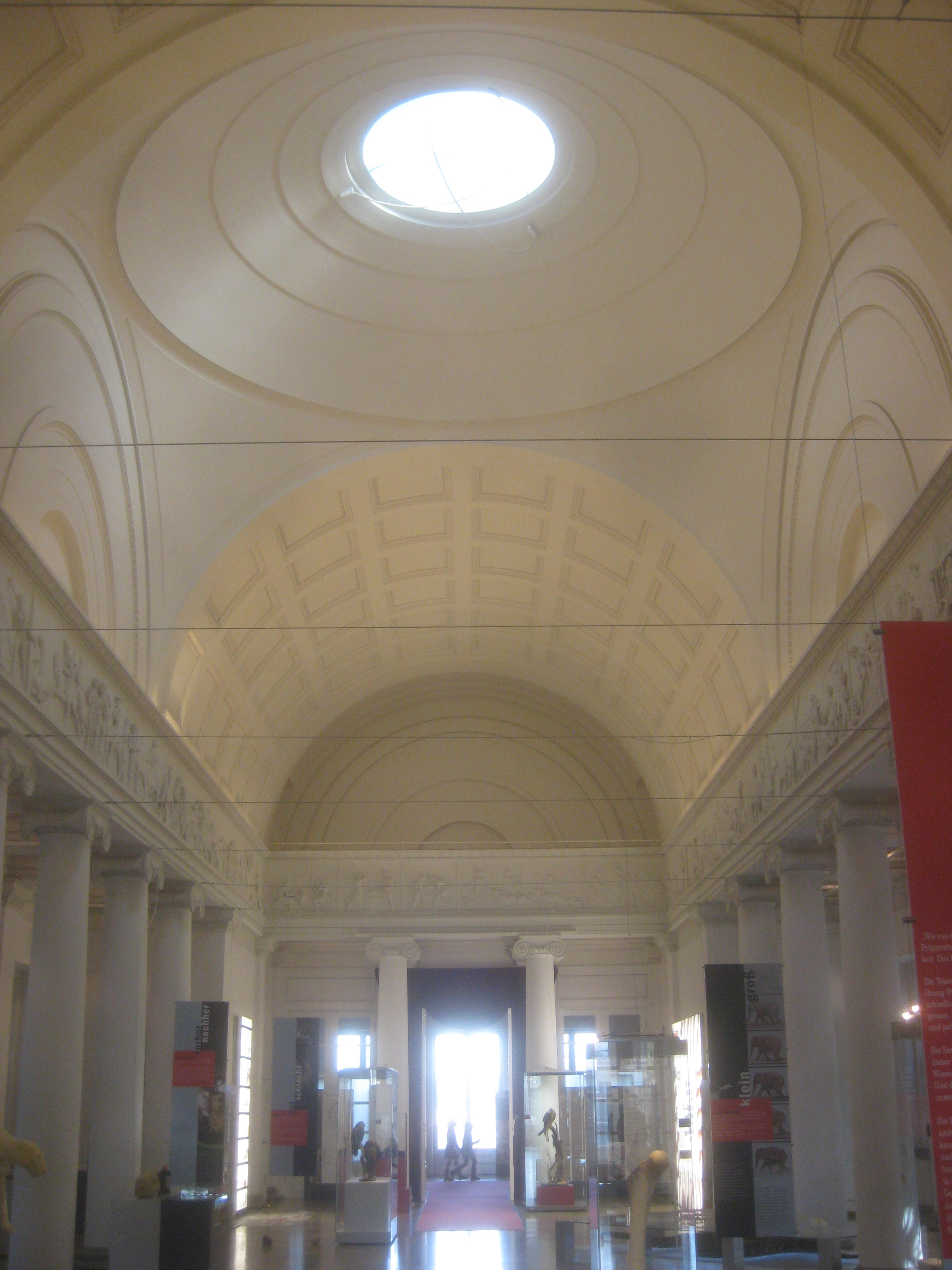
Säulenhalle mit Vierjahreszeitenfries und Lichtkuppelobjekt

„Im Zentrum die »Große Galerie« mit Tonnengewölbe als dreischiffige ionische Säulenhalle entwickelt und einer Kuppel mit Laterne – prunkvoll stuckiert und mit schönen, reichen Fresco-Malereien versehen. Alle umgebenden Räume der königlichen Familie waren in Pracht – wenn auch maßvoll – ausgestattet. Die Böden überwiegend aus eichenem Parkett, häufig mit Einlegearbeiten. Die Türen gleichfalls aus Eichenholz, ebenso die »Lambris«, wie der Chronist schreibt. Spiegel, Marmor, Damast, Mousseline wurden als Materialien gewählt. Und fast alle Räume waren durch eine ganze Reihe von Künstlern auf das Feinste ausgemalt. In schöner Gesellschaft begegnete man hier Bacchus und Ariadne, Pluto und Proserpina, Juno und Jupiter, ja, der Venus, auch dem Dionysos, umgeben von Amor und Psyche, Sylen, Thetis, Hymen und dem Cerberus, begleitet von Satyren, Faunen, Nymphen, Amorinen, Musen und Hirten. So war das Traumschloß eben doch bewohnt, wenngleich nicht von seinem Erbauer.“
An der künstlerischen Ausgestaltung der 74 Räume von Schloss Rosenstein waren viele Künstler beteiligt, württembergische und italienische. Der Festsaal wurde am prächtigsten ausgestattet, mit dem umlaufenden Vierjahreszeitenfries von Conrad Weitbrecht und den Deckenfresken von Joseph Anton von Gegenbaur und Gottlob Johann Gutekunst, die den Mythos von Amor und Psyche in der Kuppel und den beiden Tonnengewölben illustrierten. Auch der Speisesaal wurde mit prächtigen Deckenfresken aus dem Dionysosmythos von Johann Friedrich Dieterich ausgestaltet. Außer dem Vierjahreszeitenfries ging die gesamte künstlerische Ausstattung 1944 durch Kriegszerstörung verloren. 1993 kam als zeitgenössisches Kunstwerk ein Lichtkuppelobjekt von François Morellet hinzu.
Die folgende Aufstellung geht nur auf die herausragendsten Werke der Innenausstattung ein, zumal außer Abbildungen der Haupträume nur wenige Abbildungen überkommen sind. Eine detaillierte Beschreibung der Innenausstattung findet sich bei #Grüneisen 1830, Seite 294–308, und #Seyffer 1831, Seite 33–50.
| Bild | Jahr      | Beschreibung | Künstler                   |
| ---- | --------- | --- | -------------------------- |
|      | 1826–1828 | Vierjahreszeitenfries Flachrelieffries aus Gips mit 38 Genreszenen aus dem Landleben im Lauf der Jahreszeiten. Standort: Säulenhalle (ehemaliger Festsaal).                                    | Conrad Weitbrecht          |
|      | 1826–1828 | Szenen aus dem Dionysosmythos Deckenfresken mit Szenen aus dem Dionysosmythos. Standort: ehemaliger Speisesaal, 1944 zerstört.                                                                 | Johann Friedrich Dieterich |
|      | 1826–1829 | Amor und Psyche Kuppelfresko und vier Zwickelfreskos mit Szenen aus dem Mythos von Amor und Psyche. Standort: Säulenhalle (ehemaliger Festsaal), 1944 zerstört.                                | Joseph Anton von Gegenbaur |
|      | ab 1826   | Amor und Psyche Je vier Fresken in Rechteckfeldern der beiden Tonnengewölbe mit Szenen aus dem Mythos von Amor und Psyche. Standort: Säulenhalle (ehemaliger Festsaal), 1944 zerstört.         | Gottlob Johann Gutekunst   |
|      | 1993      | Les Rayons courbes/Tranche de soleil Drei gebogene weiße Leuchtstoffröhren umspielen die runde Glasscheibe, durch die das Außenlicht in die Kuppel einfällt. Standort: Kuppel der Säulenhalle. | François Morellet          |

## Fassadenplastik
Die Fassadenplastik von Schloss Rosenstein ist an die beiden Hauptportiken, die vier Nebenportiken und die Loggien gebunden:
- Große Giebelreliefs. Die Hauptportiken tragen zwei große Giebelreliefs: das Artemis-Selene-Relief über dem Hauptportikus der Hauptfassade und das Helios-Relief über dem Hauptportikus der Rückfassade.
- Diverse Skulpturen. Der Hauptportikus am Haupteingang wird von zwei Löwenskulpturen und zwei Prachkandelabern flankiert. Die Einfahrten der zum Haupteingang führenden beiden seitlichen Rampen werden von je zwei etwas einfacheren Kandelabern gesäumt.
- Kleine Giebelreliefs. Die vier Nebenportiken tragen kleine Giebelreliefs mit den Köpfen griechischer Götter und zwei flankierenden Chimären.
- Musen. Die Nebenportiken werden von je zwei Musenstatuen in Höhe der Fenster flankiert.

Zwischen dem Kranzgesims und dem darunterliegenden, mit den Portiken verkröpften Gurtgesims liegt ein Attika-Stockwerk, das mit einem durchlaufenden Fries verblendet ist, der nur an den Hauptportiken durch je eine siebenachsige Fensterreihe unterbrochen wird.
- Girlandenfriese. Der Attikafries trägt über den vier Loggien rechteckige Reliefs mit einem Girlandenfries.
- Medaillons. Die Nebenportiken und die Loggien werden paarweise von Rundmedaillons mit Genienfiguren flankiert, die am Attikafries angebracht sind.

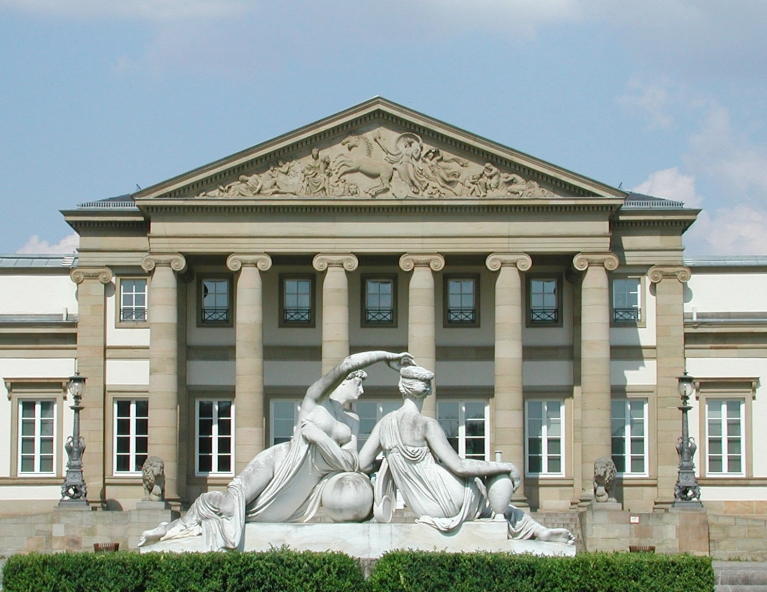
Hauptportikus der Rückfassade (mit Skulpturen 9–11).
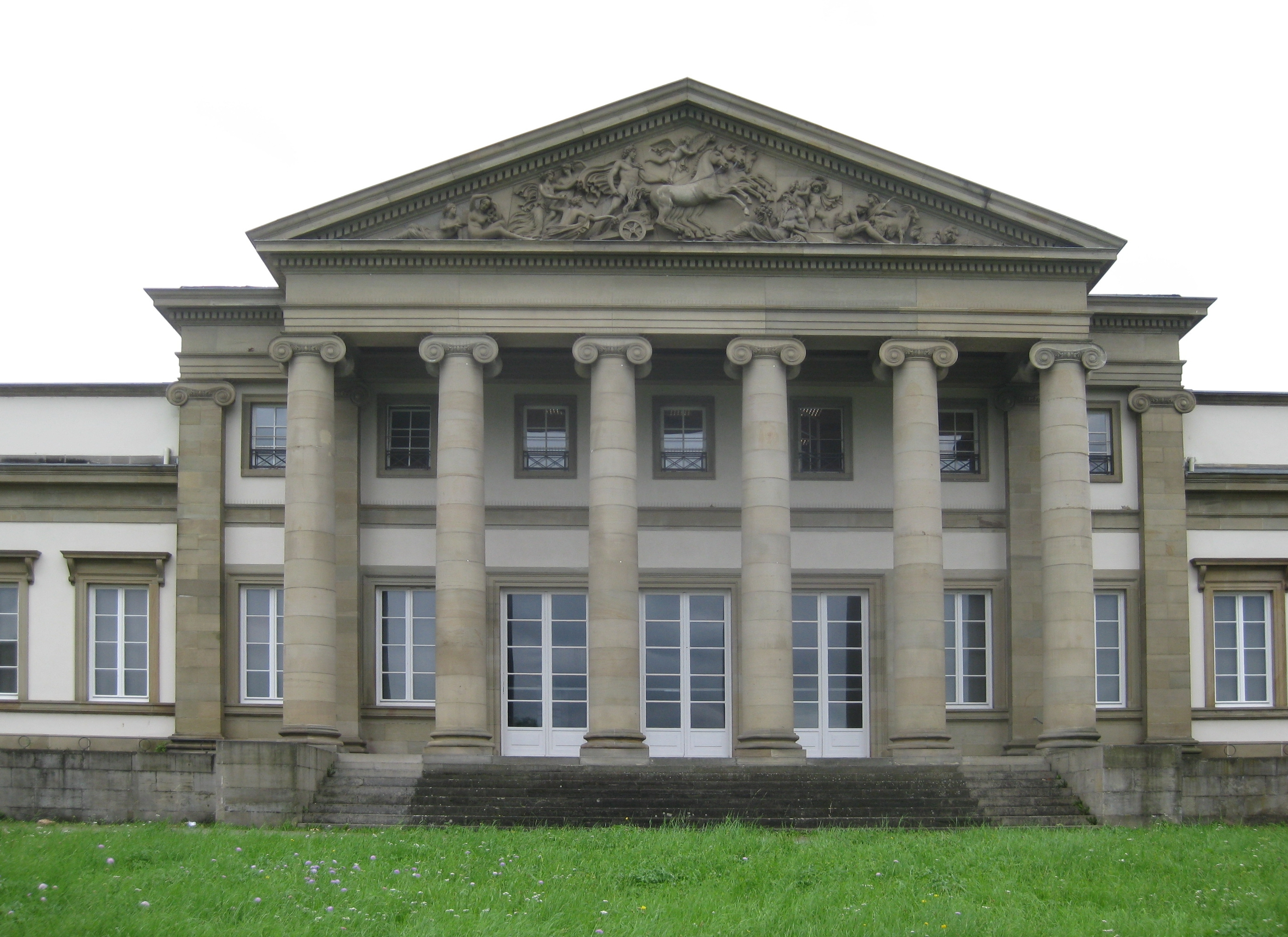
Hauptportikus der Hauptfassade (mit Skulptur 22).
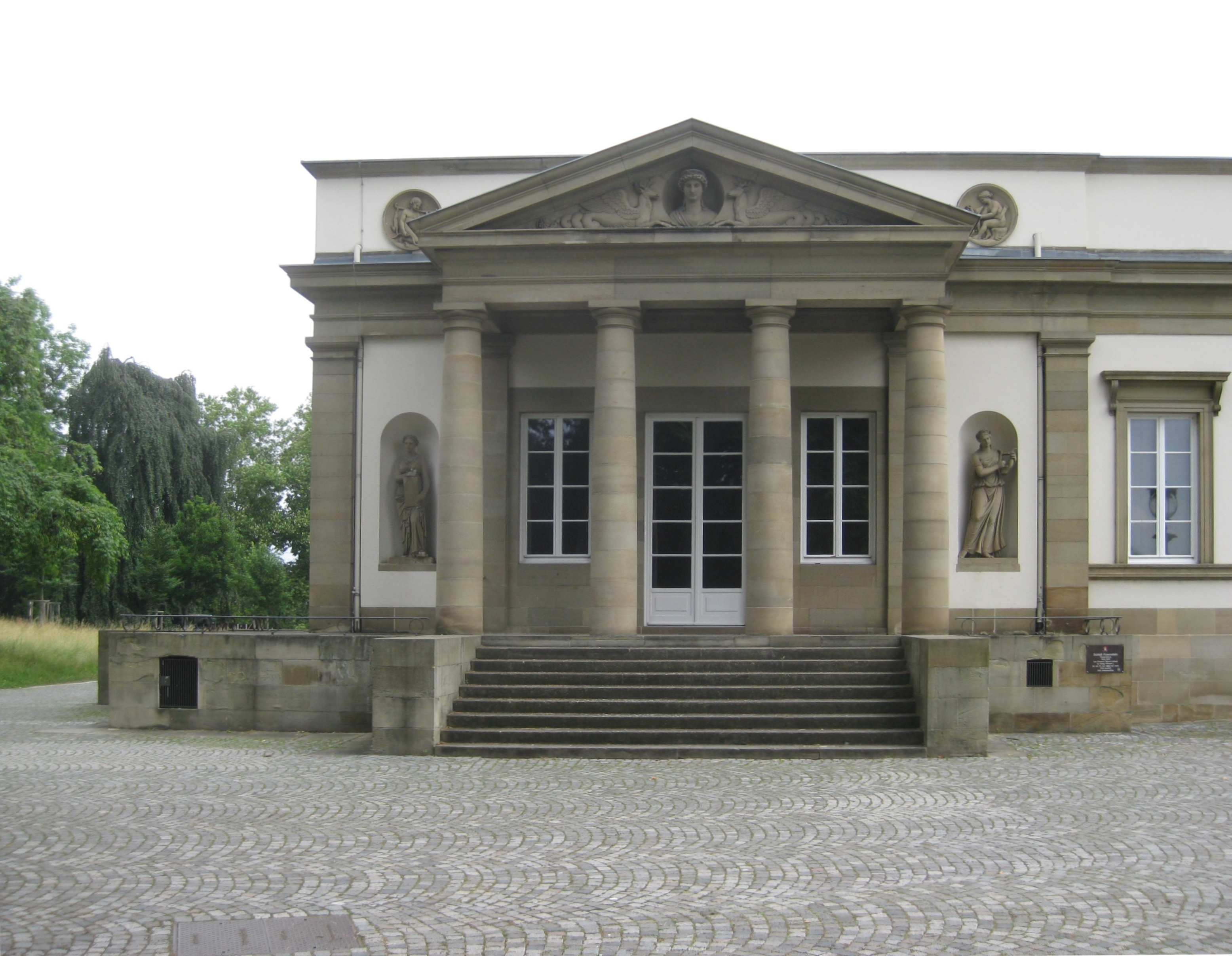
Linker Nebenportikus der Hauptfassade (mit Skulpturen 1–2, 35–37).
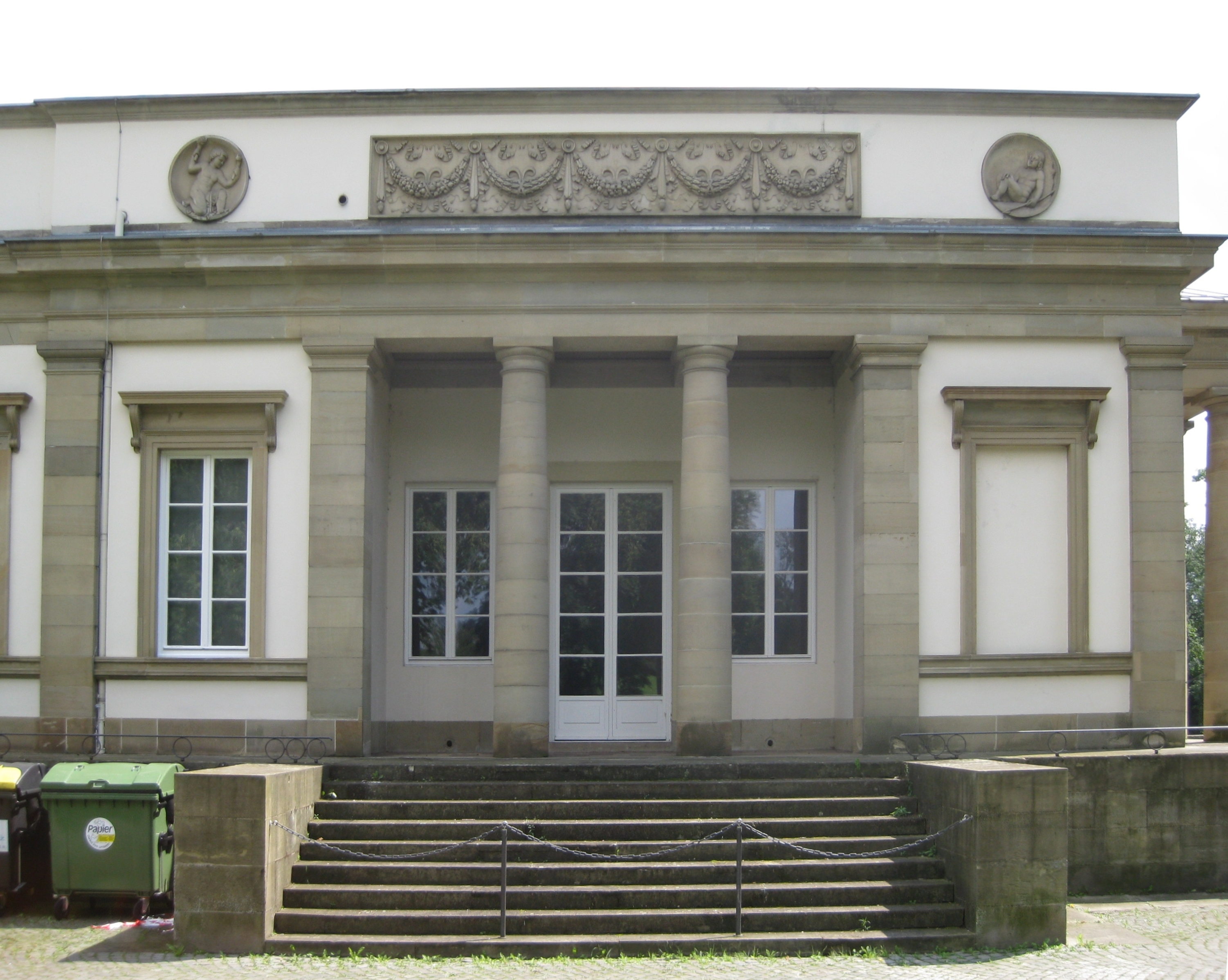
Rechte Loggia der Ostfassade (mit Skulpturen 13–15).

### Lageplan

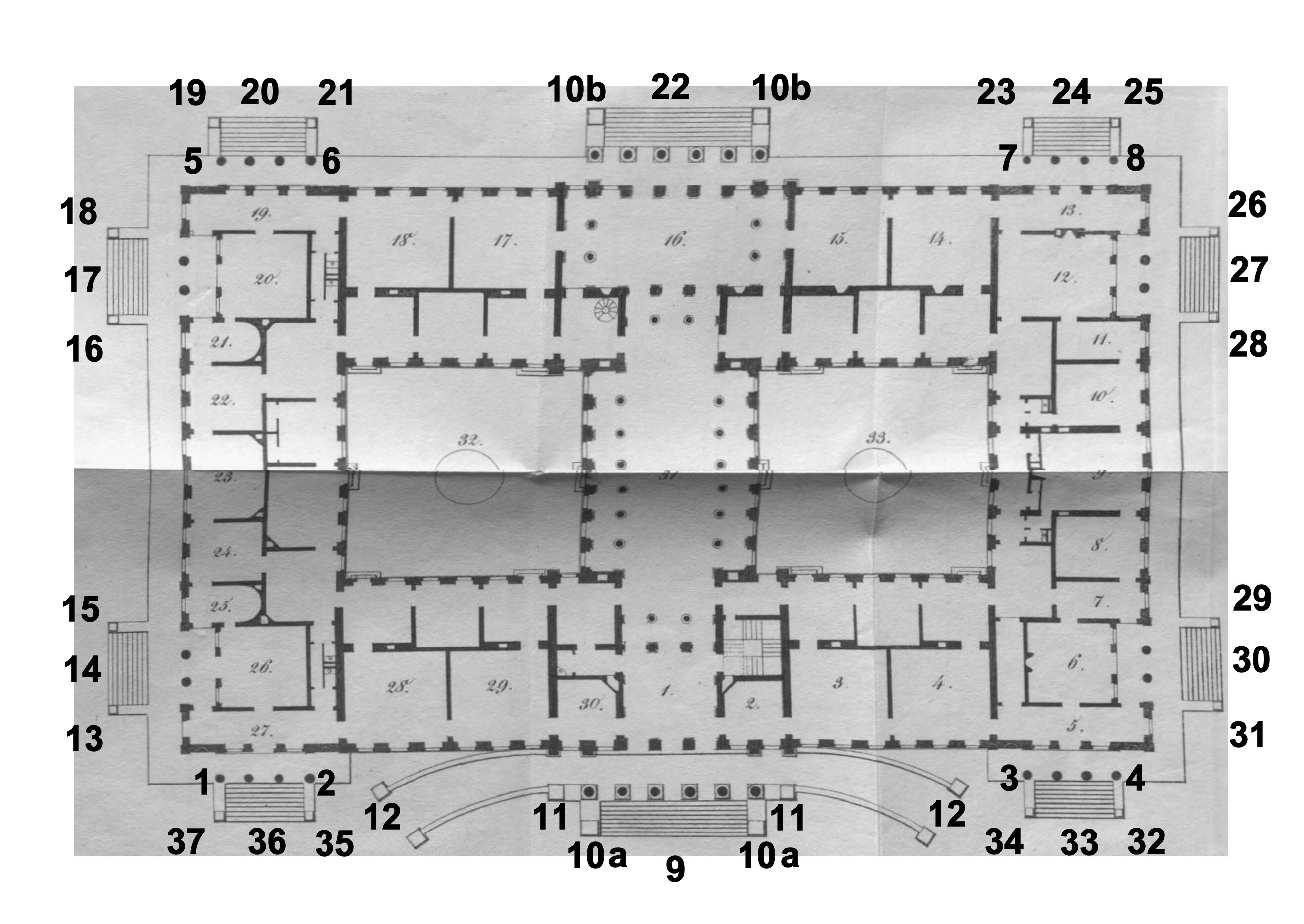
Lageplan der Fassadenplastik an Schloss Rosenstein. Norden: linke obere Ecke.

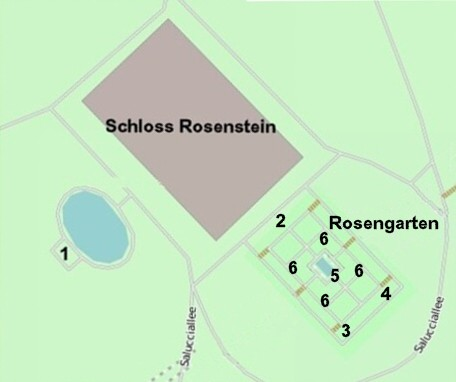
Lageplan der Gartenplastik bei Schloss Rosenstein

Legende
Die fettgedruckten Nummern 1–37 beziehen sich auf die Fassadenplastik.
Die Kursivzahlen 1.–33. bezeichnen die Raumnummern, die hier nicht erläutert werden.
| Musen 1 Klio 2 Terpsichore 3 Polyhymnia 4 Thalia 5 Euterpe 6 Kalliope 7 Erato 8 Urania | Große Giebelreliefs 9 Artemis-Selene-Relief 22 Helios-Relief Kleine Giebelreliefs 20 Kopf des Neptun 24 Kopf der Flora 33 Kopf des Apollon 36 Kopf der Diana Diverse Skulpturen 10a Zwei Löwen 10b Zwei Hirsche 11 Große Kandelaber 12 Kleine Kandelaber 14, 17, 27, 30 Girlandenfriese | Medaillons 13 Schlafender Knabe 15 Knabe mit zwei Fackeln 16 Angelnder Knabe 18 Mädchen mit Krug 19 Knabe auf Delphin 21 Knabe auf Delphin 23 Knabe mit Füllhorn und Weintraube 25 Knabe mit Blumenkörbchen 26 Mädchen mit Blumenkränzchen um den Kopf 28 Ähren schneidender Knabe 29 Knabe mit Maske 31 Flöte spielender Knabe 32 Knabe mit Pfeil und Bogen 34 Knabe mit Leier 35 Knabe mit Jagdhund 37 Knabe mit Jagdtrophäen |

### Musen
Die Nebenportiken werden von je zwei Musenstatuen in Rundbogennischen flankiert. Von den neun Musen wurden (aus Symmetriegründen) nur acht realisiert, es fehlt Melpomene, die Muse der tragischen Dichtung. Sechs Statuen wurden von Theodor Wagner entworfen, zwei von Johann Wilhelm Braun.

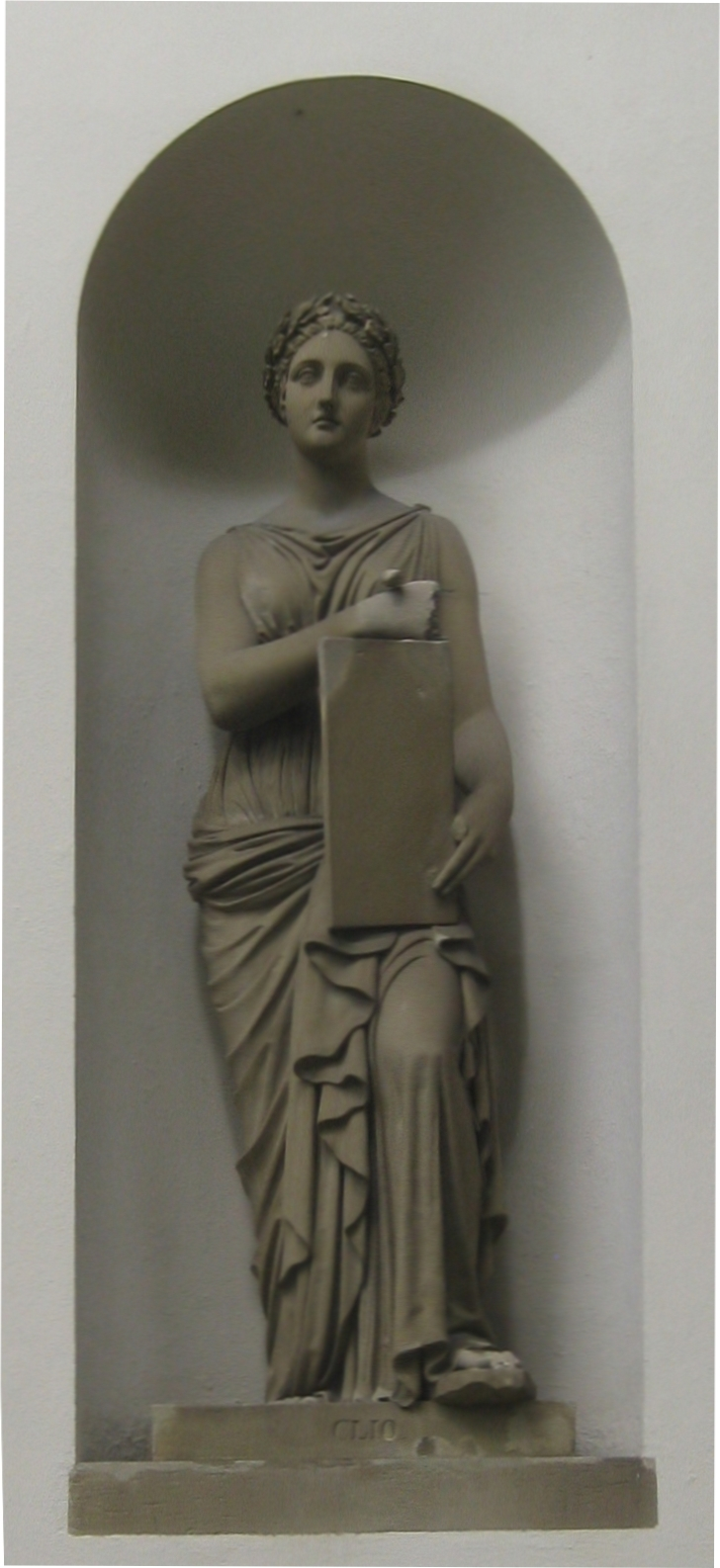
Nr. 1
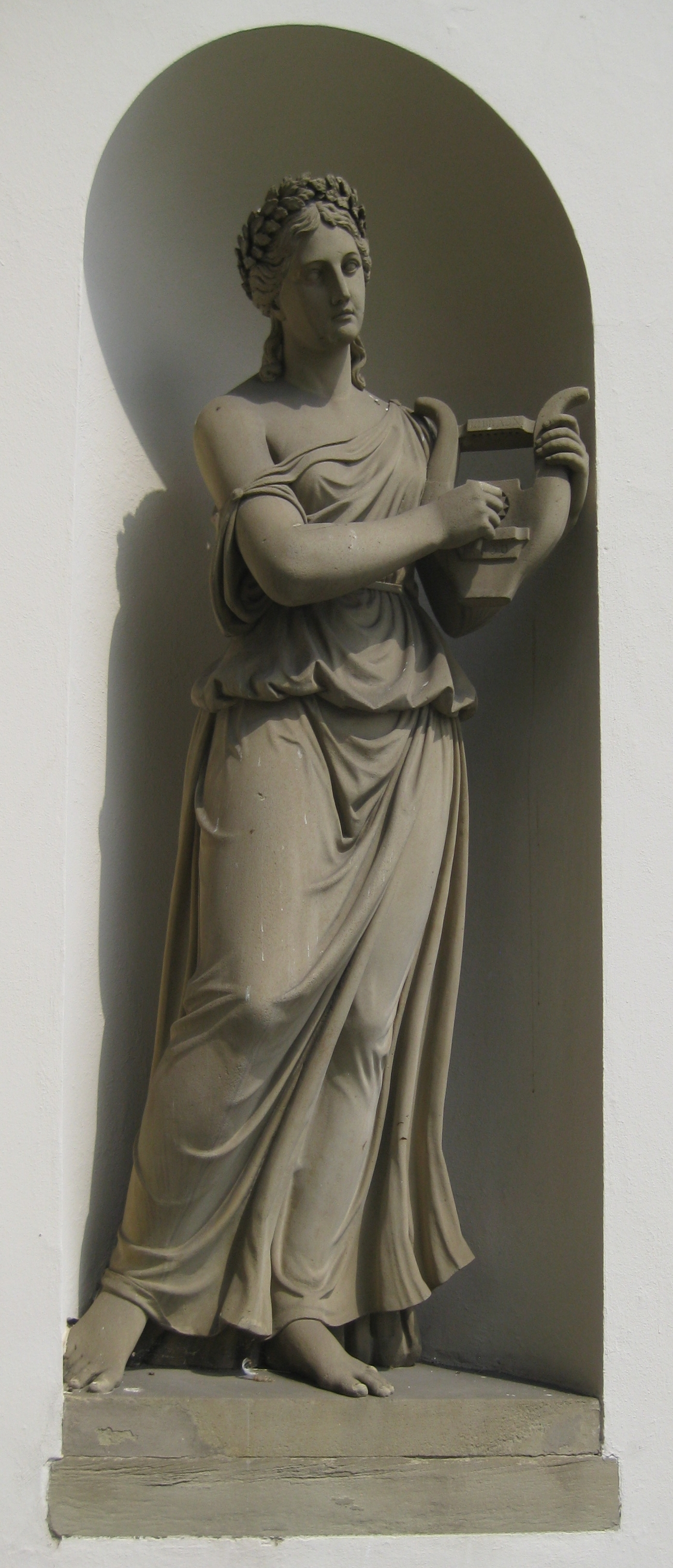
Nr. 2
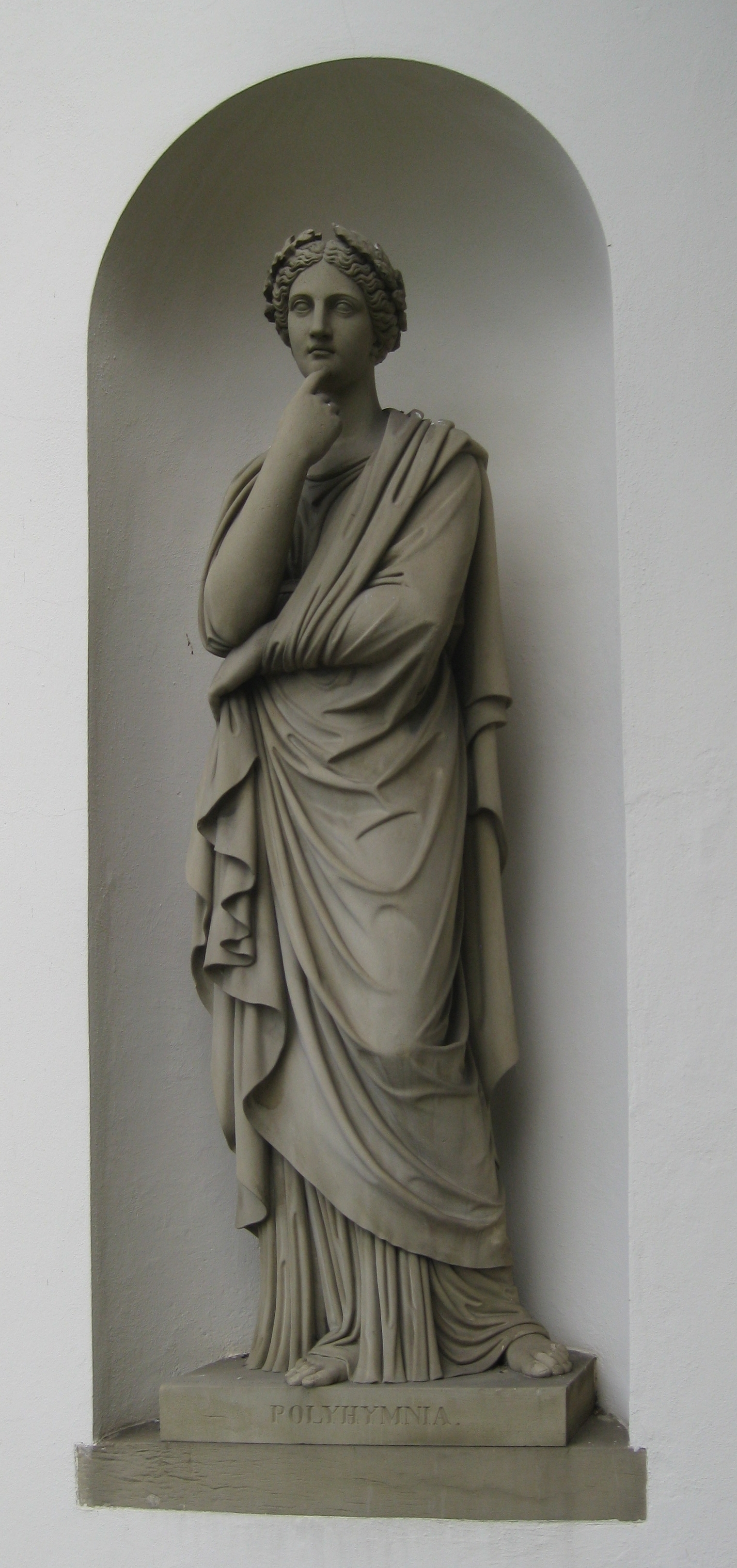
Nr. 3
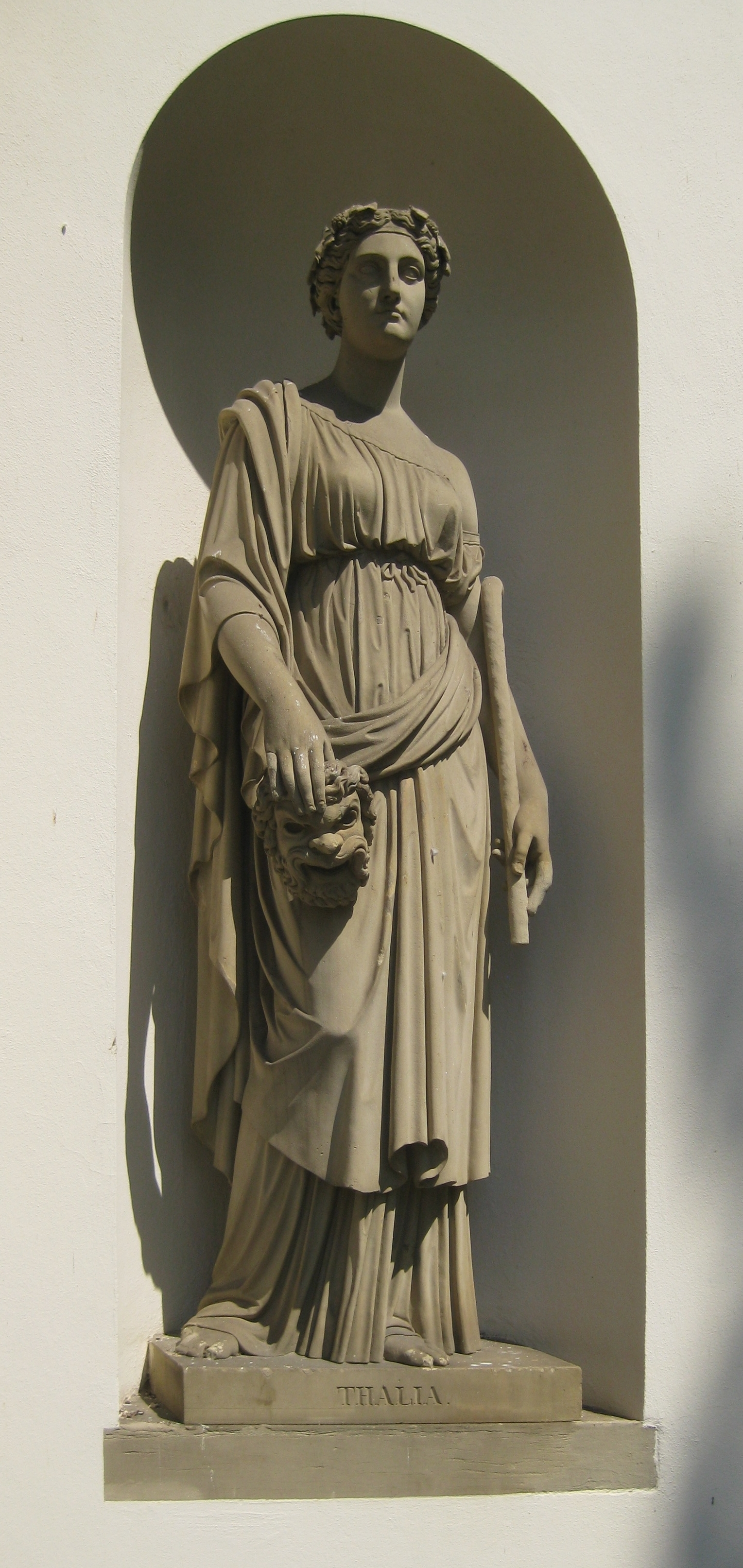
Nr. 4
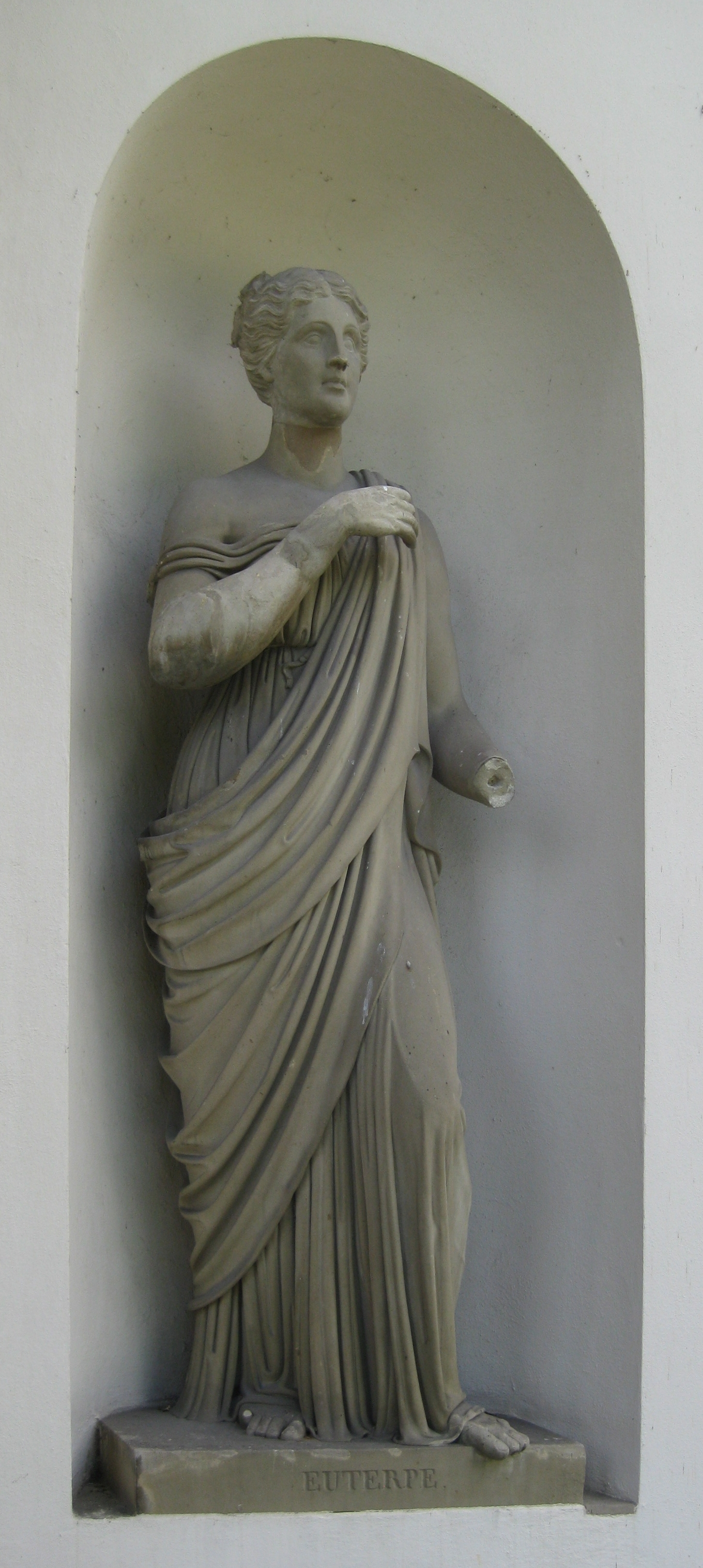
Nr. 5
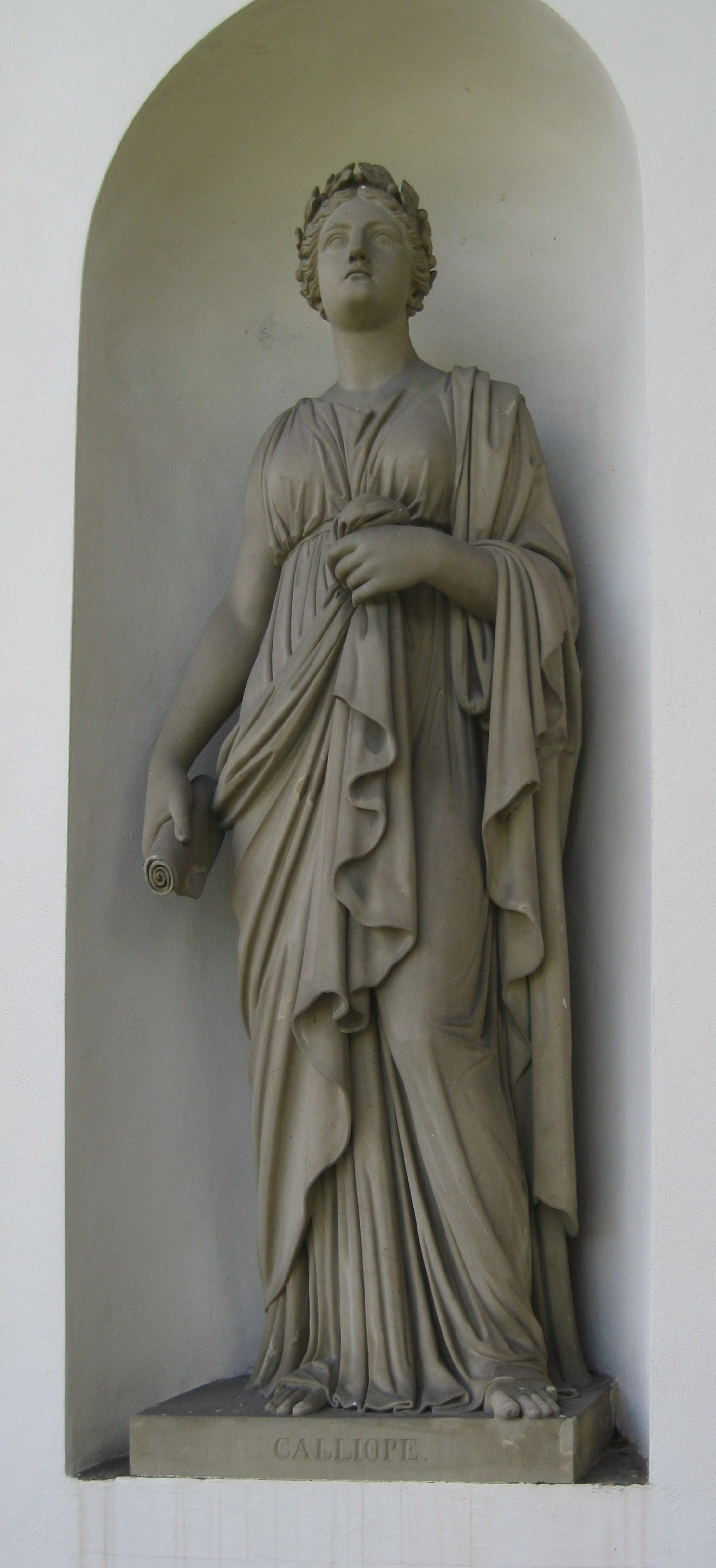
Nr. 6
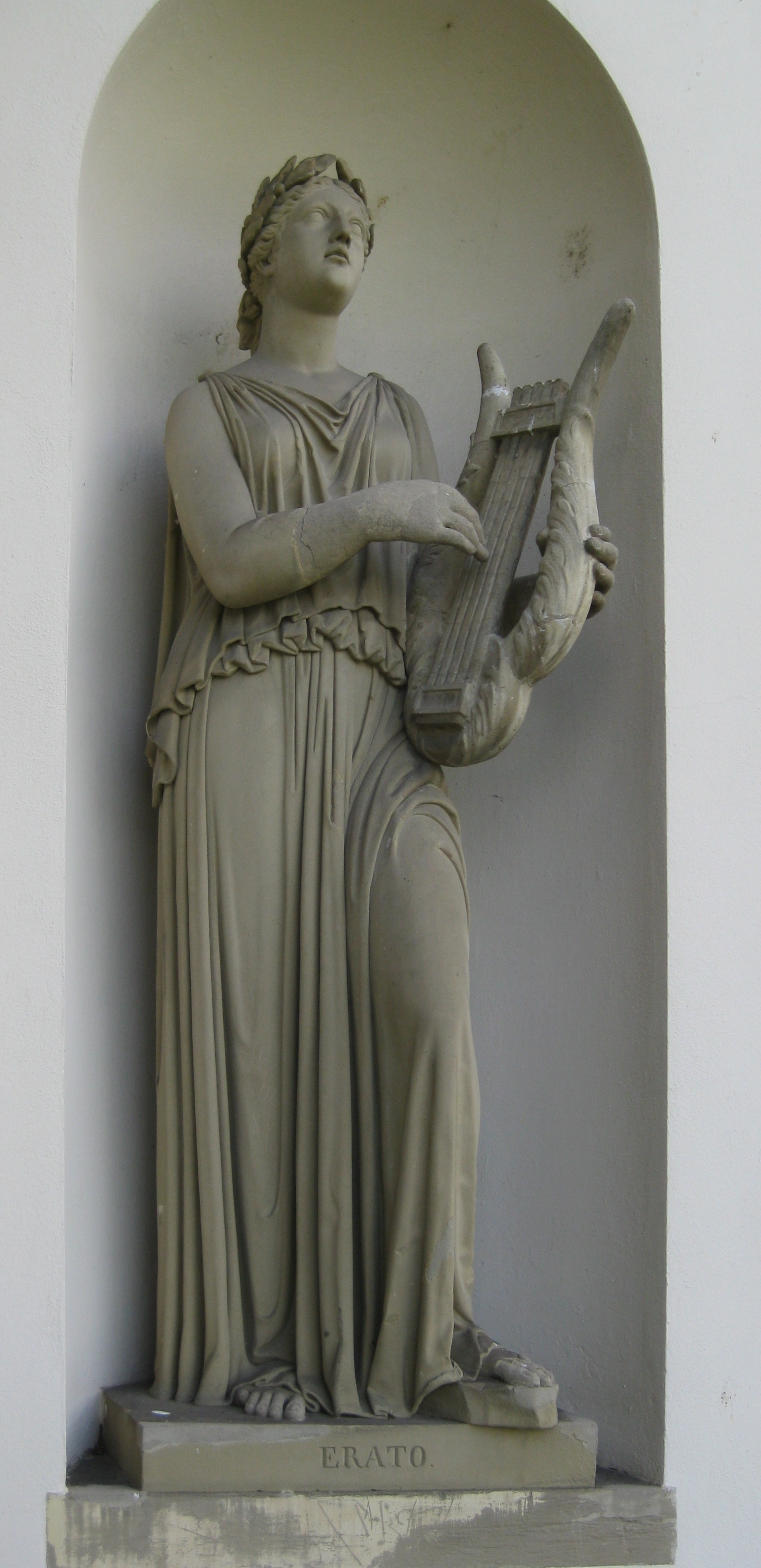
Nr. 7
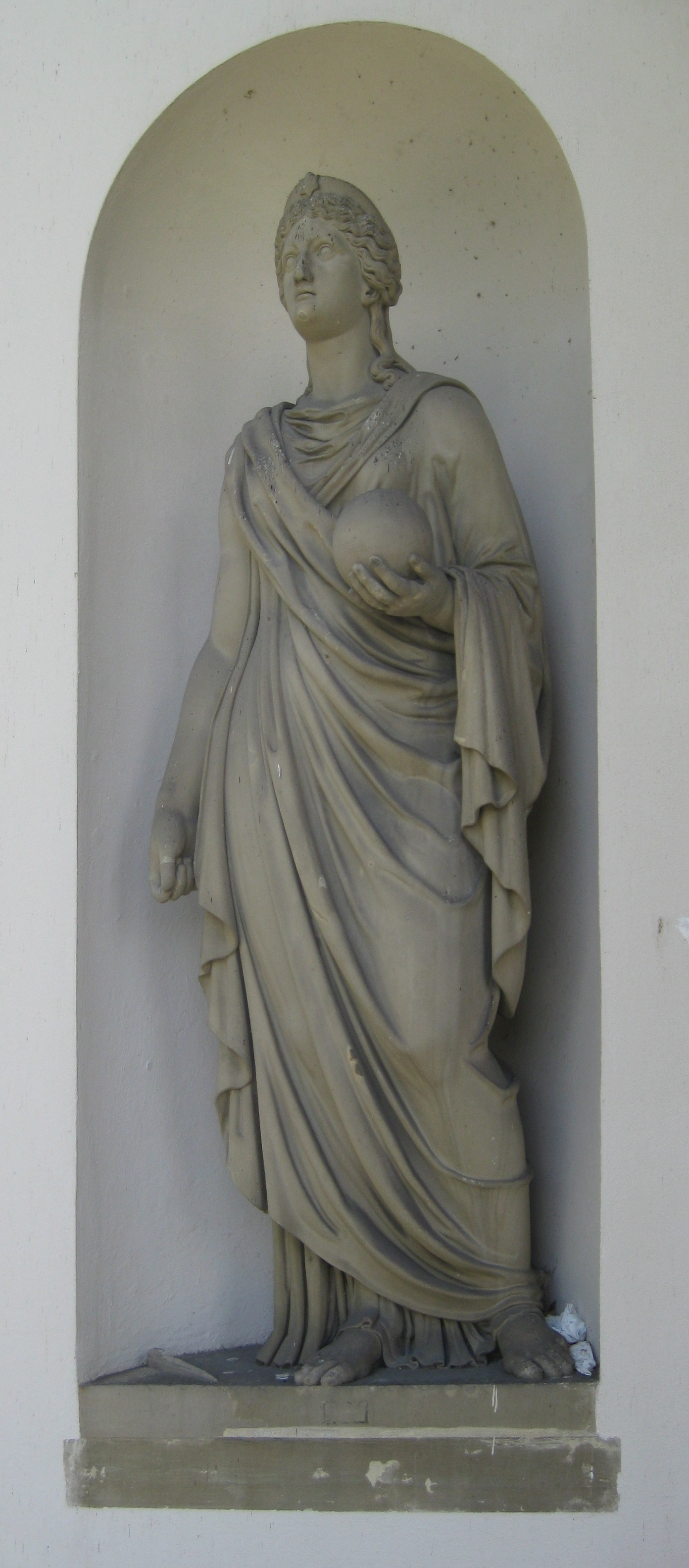
Nr. 8

| Nr. | Jahr     | Beschreibung                                                                                              | Künstler             |
| --- | -------- | --- | -------------------- |
| 1   | ca. 1842 | Klio, Muse der Geschichte. Inschrift: Clio. Attribut: Schreibtafel mit Griffel.                           | Theodor Wagner       |
| 2   | 1839     | Terpsichore, Muse des Tanzes. Inschrift: keine. Signiert (auf der Lyra): W. Braun, 1839. Attribut: Lyra.  | Johann Wilhelm Braun |
| 3   | ca. 1842 | Polyhymnia, Muse des feierlichen Gesangs. Inschrift: Polyhymnia. Attribut: Stola und Finger auf dem Mund. | Theodor Wagner       |
| 4   | ca. 1842 | Thalia, Muse der Komödie. Inschrift: Thalia. Attribut: Flöte (fehlt).                                     | Theodor Wagner       |
| 5   | ca. 1842 | Euterpe, Muse der Lyrik. Inschrift: Euterpe. Attribut: Flöte (fehlt).                                     | Theodor Wagner       |
| 6   | ca. 1842 | Kalliope, Muse der epischen Dichtung. Inschrift: Calliope. Attribut: Schriftrolle.                        | Theodor Wagner       |
| 7   | ca. 1842 | Erato, Muse der Liebesdichtung. Inschrift: Erato. Attribut: Kithara.                                      | Theodor Wagner       |
| 8   | 1839     | Urania, Muse der Astronomie. Inschrift: keine. Attribut: Globus.                                          | Johann Wilhelm Braun |

### Große Giebelreliefs
Die beiden Großen Giebelreliefs sind über den Hauptportiken der Mittelfassaden angebracht.

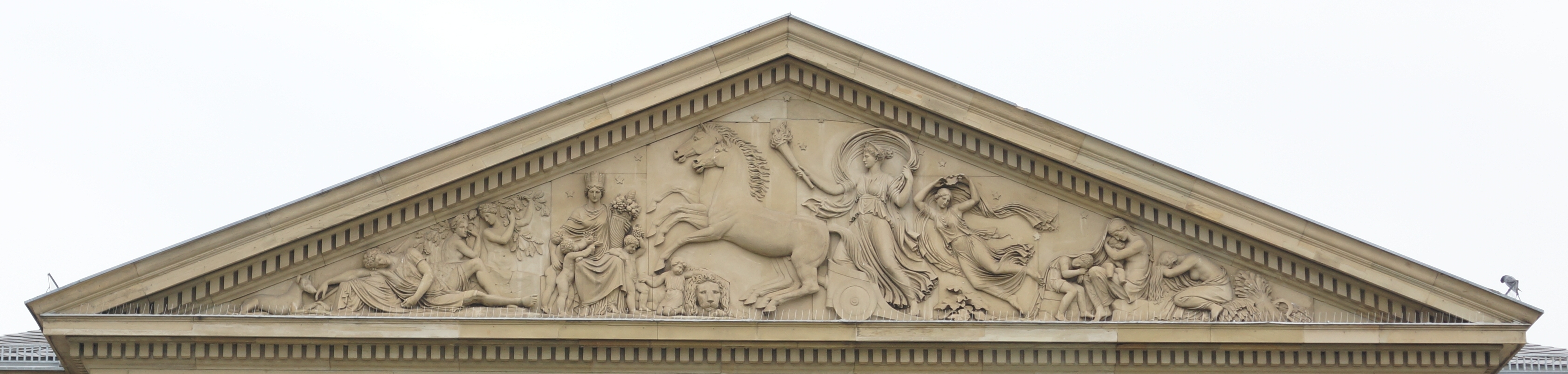
Nr. 9
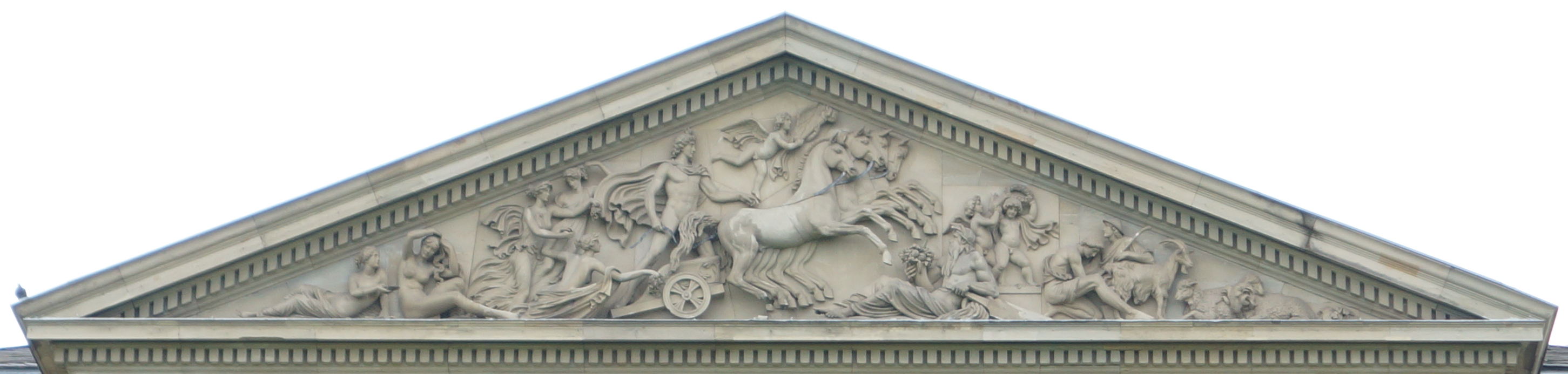
Nr. 22

| Nr. | Jahr     | Beschreibung                                                                              | Künstler                                                              |
| --- | -------- | ----------------------------------------------------------------------------------------- | --------------------------------------------------------------------- |
| 9   | ca. 1832 | Artemis-Selene-Relief Allegorie des Anbruchs der Nacht mit der Mondgöttin Artemis/Selene. | Entwurf: Johann Friedrich Dieterich Ausführung: Friedrich Distelbarth |
| 22  | ca. 1831 | Helios-Relief Allegorie des Sonnenaufgangs mit dem Sonnengott Helios.                     | Entwurf: Johann Friedrich Dieterich Ausführung: Ludwig Mack           |

### Kleine Giebelreliefs
Die vier Kleinen Giebelreliefs sind über den Nebenportiken angebracht. Sie wurden von Theodor Wagner entworfen.

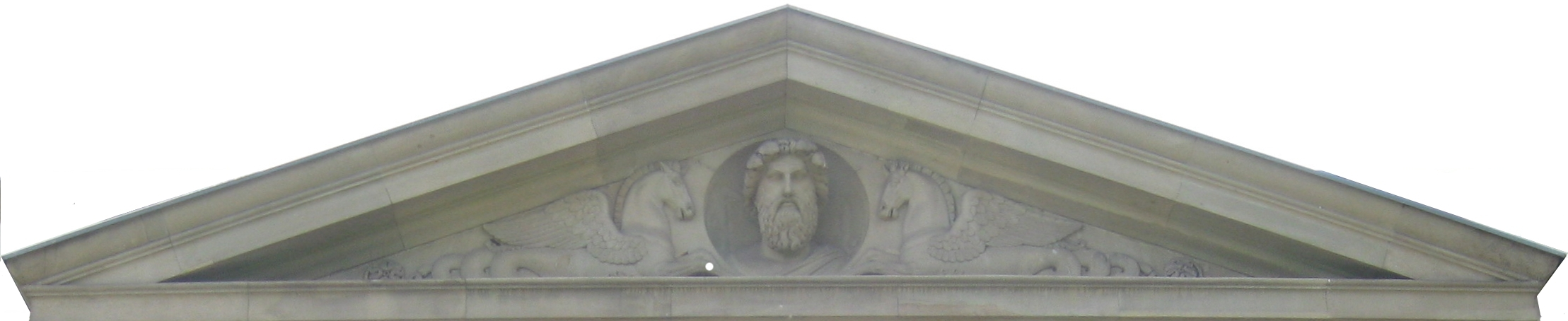
Nr. 20
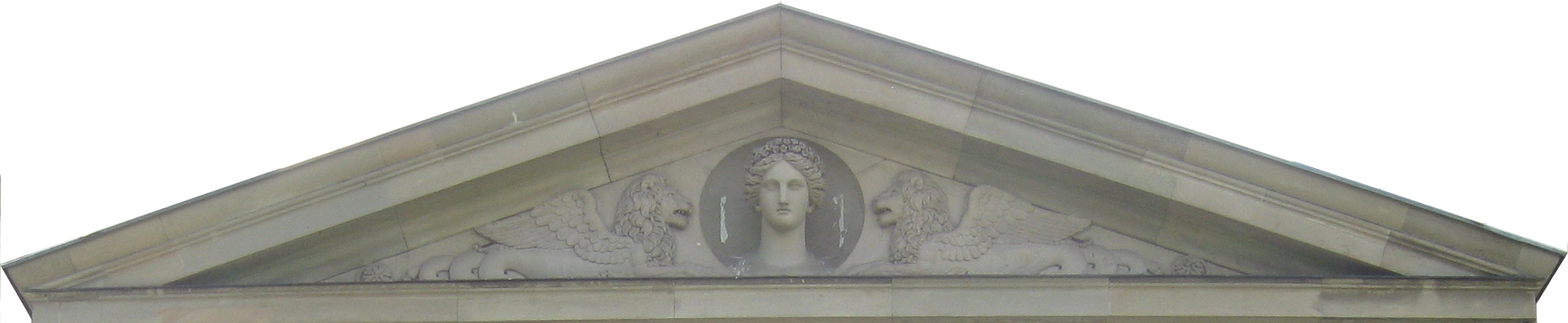
Nr. 24
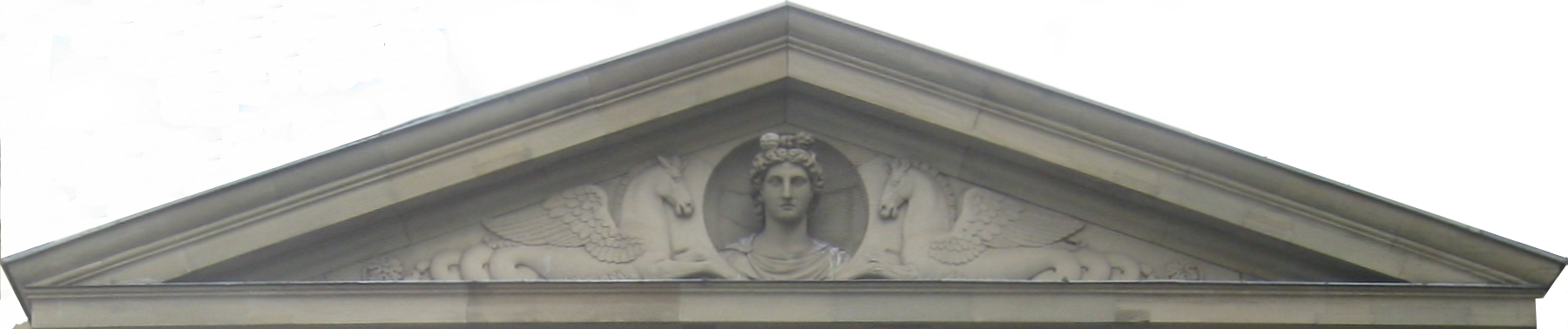
Nr. 33
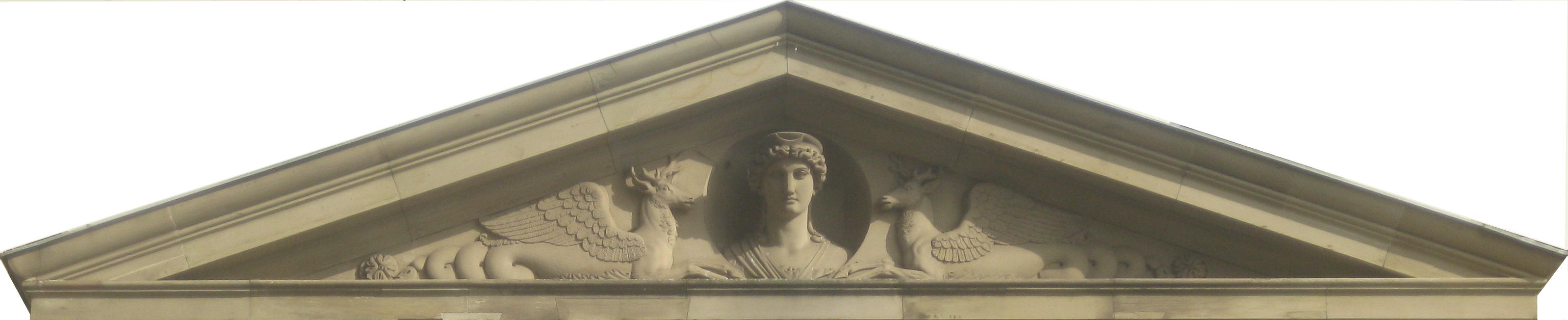
Nr. 36

| Nr. | Jahr | Beschreibung                                                                        |
| --- | ---- | ----------------------------------------------------------------------------------- |
| 20  | 1830 | Kopf des Neptun Flankiert von zwei Chimären mit Pferdekopf, Flügeln und Fischleib.  |
| 24  | 1830 | Kopf der Flora Flankiert von zwei Chimären mit Löwenkopf, Flügeln und Fischleib.    |
| 33  | 1830 | Kopf des Apollon Flankiert von zwei Chimären mit Pferdekopf, Flügeln und Fischleib. |
| 36  | 1830 | Kopf der Diana Flankiert von zwei Chimären mit Hirschkopf, Flügeln und Fischleib.   |

### Diverse Skulpturen

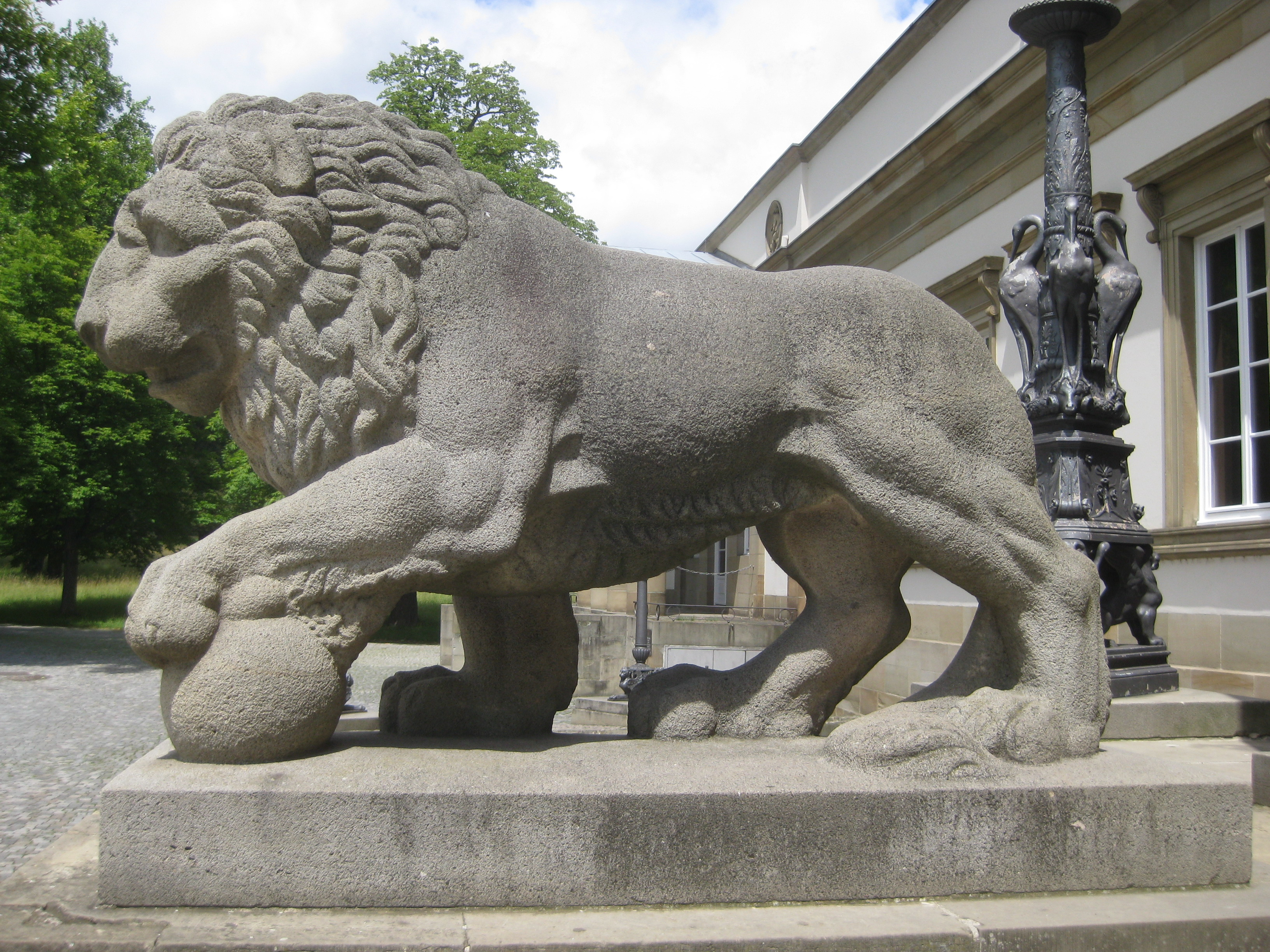
Nr. 10a
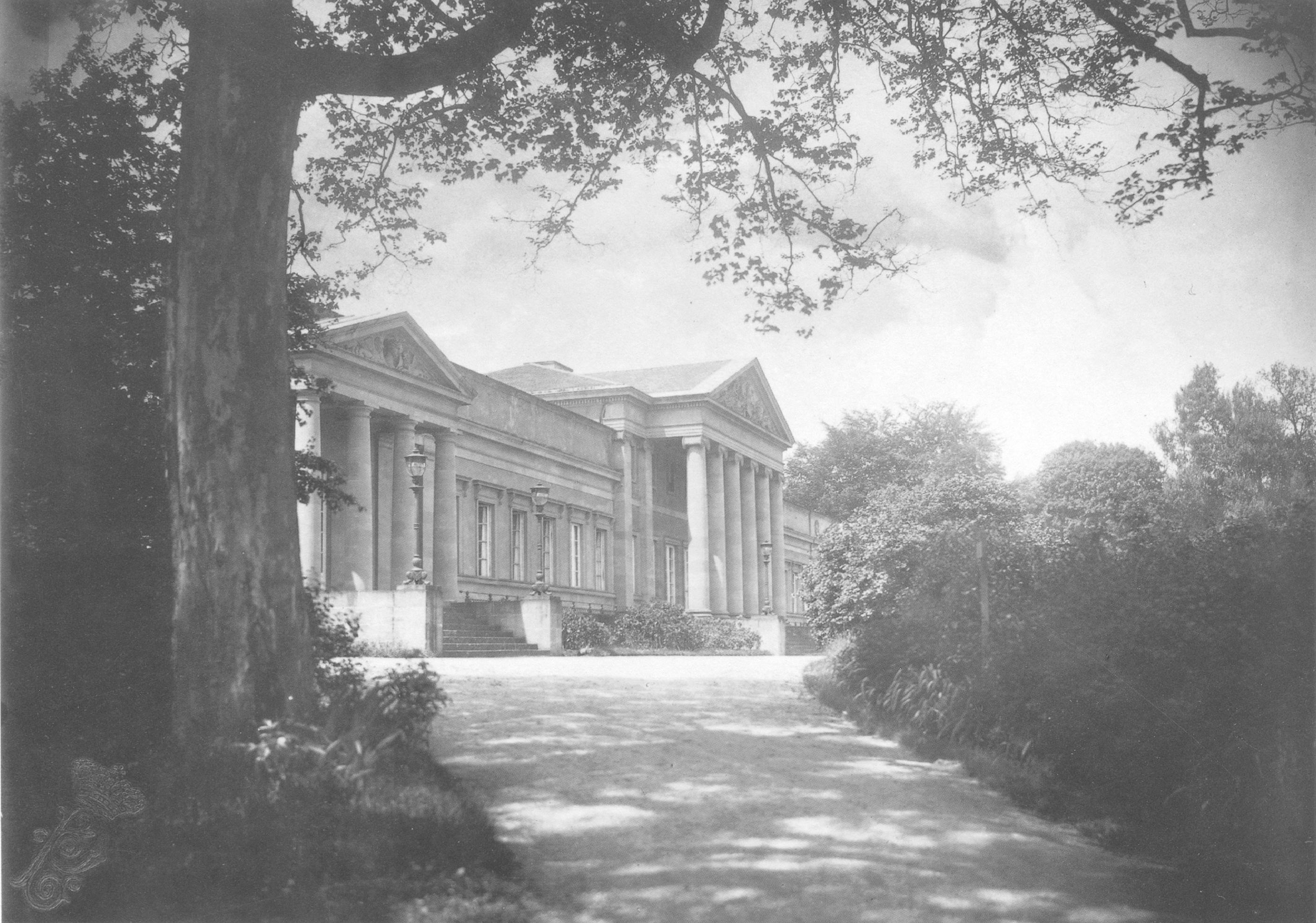
Nr. 10b, Rückfassade 1898 ohne Hirsche.
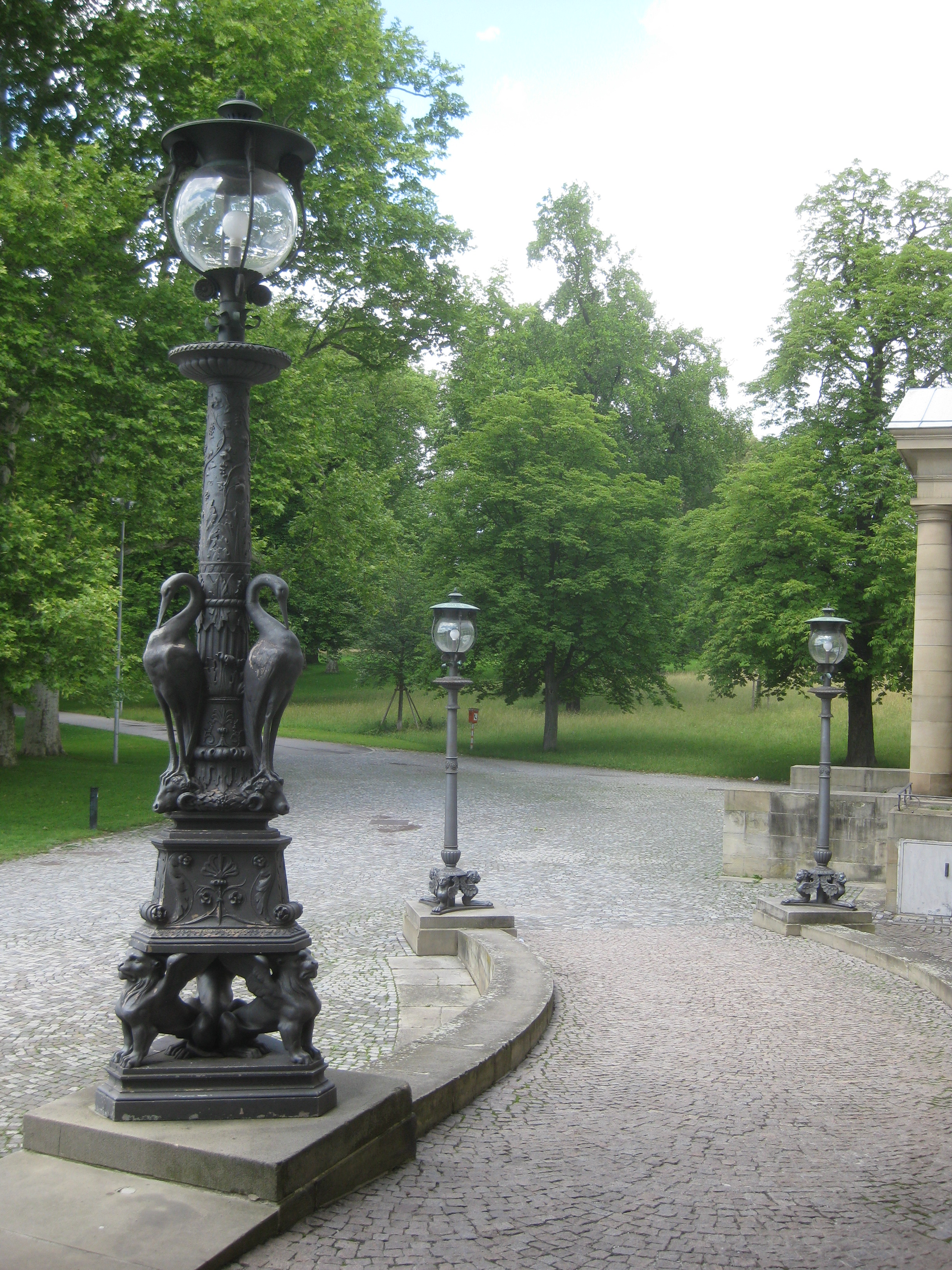
Nr. 11
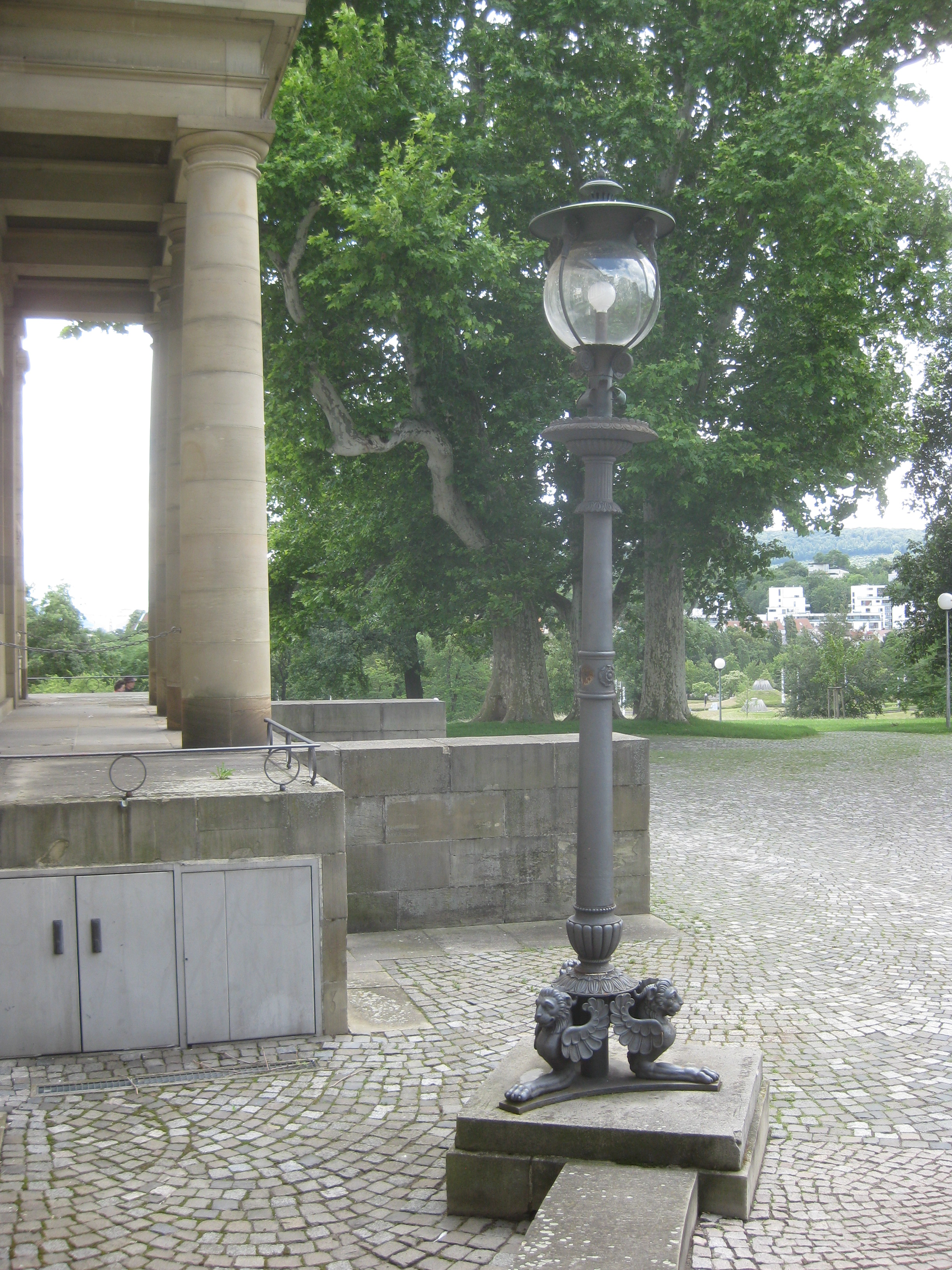
Nr. 12

Foto der Rückfassade: Herzog Philipp von Württemberg.

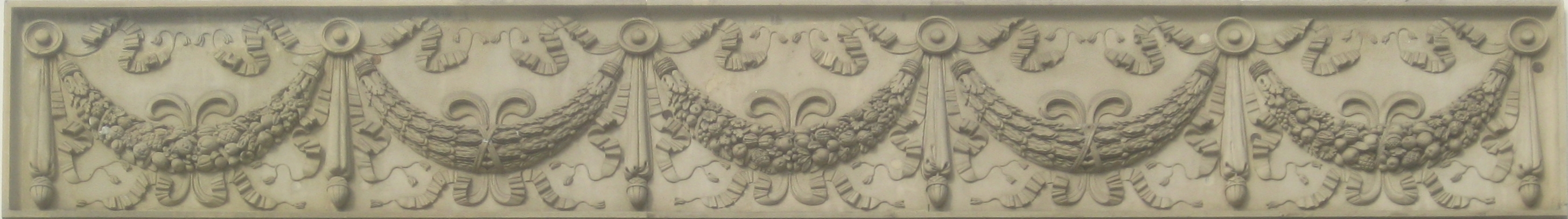
Nr. 14, 17, 27, 30

Der Attikafries trägt über den vier Loggien je einen Girlandenfries. Der Haupteingang wird von großen Prachtkandelabern, die Rampen werden von kleineren, einfacheren Kandelabern gesäumt. Links und rechts vom Haupteingang sind zwei Sandsteinlöwen an Stelle der ursprünglichen bronzierten Zinkplastiken von Albert Güldenstein aufgestellt. Das andere württembergische Wappentier, der Hirsch, flankierte ursprünglich den Mitteleingang der Rückfassade, die Figuren waren aber spätestens 1898 nicht mehr an Ort und Stelle (siehe Foto der Rückfassade von 1898).
| Nr.         | Jahr      | Beschreibung | Künstler           |
| ----------- | --------- | --- | ------------------ |
| 10a         | 1960      | Zwei Löwen mit Ball Zwei gegengleiche Sandsteinlöwen (eines der beiden württembergischen Wappentiere, siehe auch 10b), die mit einer Vorderpranke einen Ball halten. Die Löwen ersetzen die ursprünglichen Löwen von Albert Güldenstein, die seit dem Zweiten Weltkrieg verschollen sind. Standort: links und rechts von der Treppe zum Haupteingang.                                                           | Hermann Brellochs  |
| 10b         | 1851/1852 | Zwei liegende Hirsche (eines der beiden württembergischen Wappentiere, siehe auch 10a) in Zinkguss. Ehemaliger Standort: links und rechts von der Treppe zum Mitteleingang der Rückfassade. Die Figuren waren spätestens 1898 nicht mehr an Ort und Stelle. | Albert Güldenstein |
| 11          | 1853/1854 | Große Kandelaber Zwei gleiche Prachtkandelaber aus Gusseisen, Fuß mit drei Chimären (geflügelte Löwen mit Widderhörnern), runder, reich ornamentierter Säulenschaft mit drei Reihern. Standort: links und rechts vom Haupteingang. | Albert Güldenstein |
| 12          | 1853/1854 | Kleine Kandelaber Vier gleiche Kandelaber aus Gusseisen, Fuß mit drei Chimären (geflügelte Löwenhermen mit Widderhörnern, Drachenkamm und Löwenpranke), runder, fast schmuckloser Säulenschaft. Standort: links und rechts an der Einfahrt der beiden Rampen zum Haupteingang, ursprünglich wurden auch der Mitteleingang der Rückfassade, die Nebenportiken und die Loggien von kleinen Kandelabern flankiert. | Albert Güldenstein |
| 14 17 27 30 | 1830      | Vier Girlandenfriese Vier gleiche Relieffriese mit fünfbogiger Früchtegirlande und reichem Bänderschmuck. Standort: auf dem Attikafries über den Loggien. | Theodor Wagner?    |

### Medaillons
Die Nebenportiken und die Loggien werden paarweise von insgesamt 16 Rundmedaillons mit Genienfiguren flankiert (Durchmesser: 3 Fuß = 86 cm), die am Attikafries zwischen dem Kranzgesims und dem darunterliegenden Gesims angebracht sind. An den Nebenportiken liegen sie über den Musenstatuen, an den Loggien sie die Girlandenfriese. Die Medaillons haben einen Durchmesser von 84 cm. Die Medaillons wurden von Theodor Wagner entworfen. Ihr Entstehungsjahr (vor 1831) ist nicht bekannt.
Die Medaillons an den Nebenportiken richten sich thematisch nach dem griechischen Gott, dessen Kopf im Giebelrelief dargestellt ist:
- Den Meeresgott Neptun (20) flankieren zwei auf Delphinen einander entgegenreitende Knaben (19, 21).
- Der Vegetationsgöttin Flora (24) sind ein Knabe mit Füllhorn und Weintraube (23) und ein Blütenkranz flechtender Knabe (25) zugeordnet.
- Apollon (33) war u. a. Gott der Musik und der Bogenschützen. Dies spiegeln zwei einander gegenüber kniende Knaben mit Pfeil und Bogen (32) bzw. mit Leier (34) wider.
- Die Jagdgöttin Diana (36) ist von zwei einander gegenüberknienden bzw. -sitzenden Knaben mit Jagdhund (35) bzw. Wildbret (37) umgeben.

Hinweis: Zu den Medaillons Nr. 16, 18 und 19 sind keine Abbildungen vorhanden.

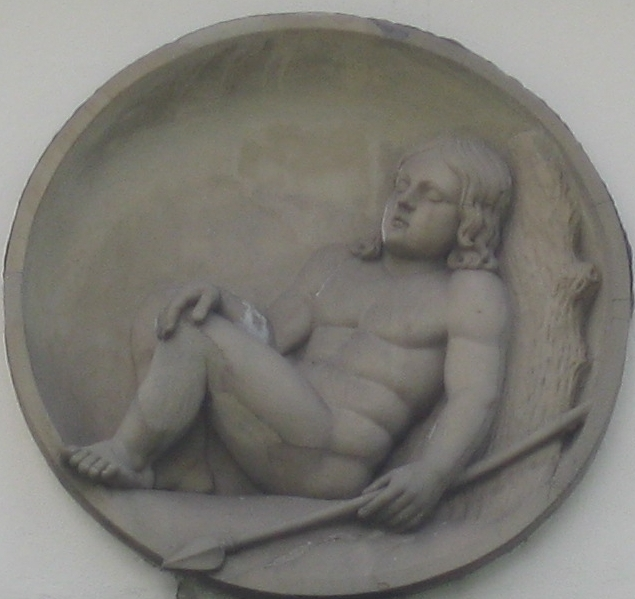
Nr. 13: Schlafender Knabe
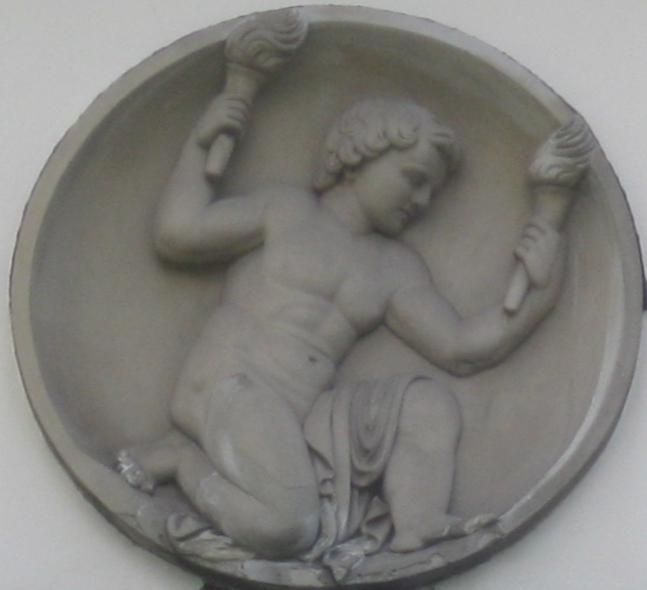
Nr. 15: Knabe mit zwei Fackeln
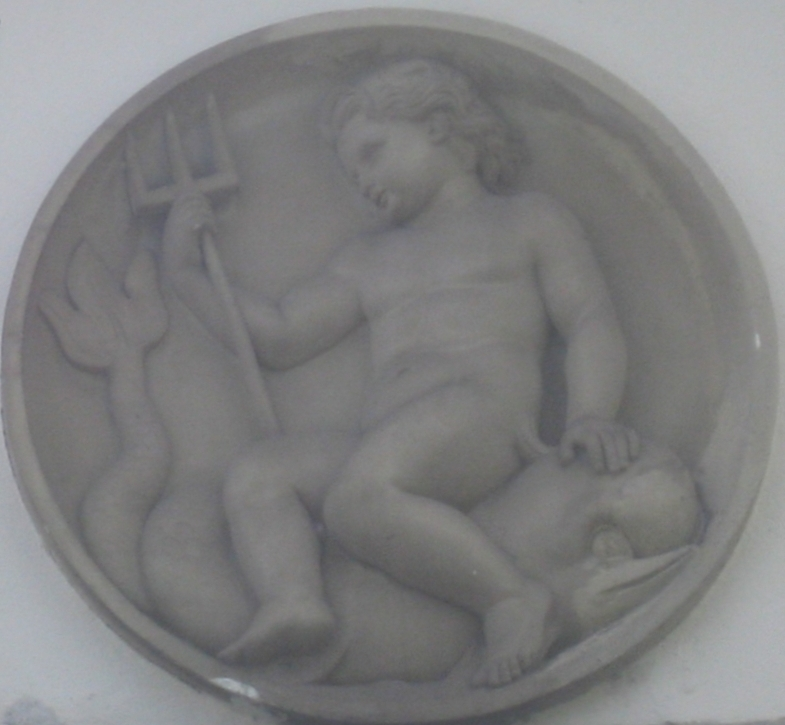
Nr. 21: Knabe auf Delphin mit Dreizack
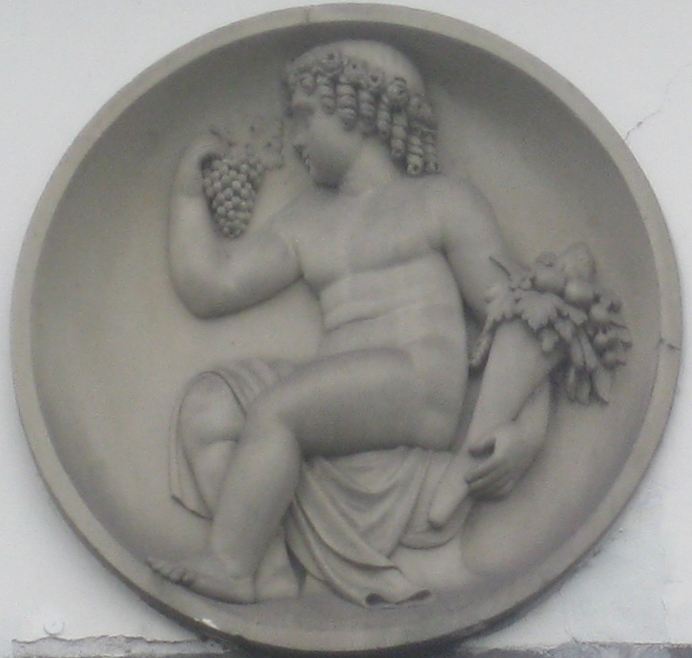
Nr. 23: Knabe mit Füllhorn und Weintraube
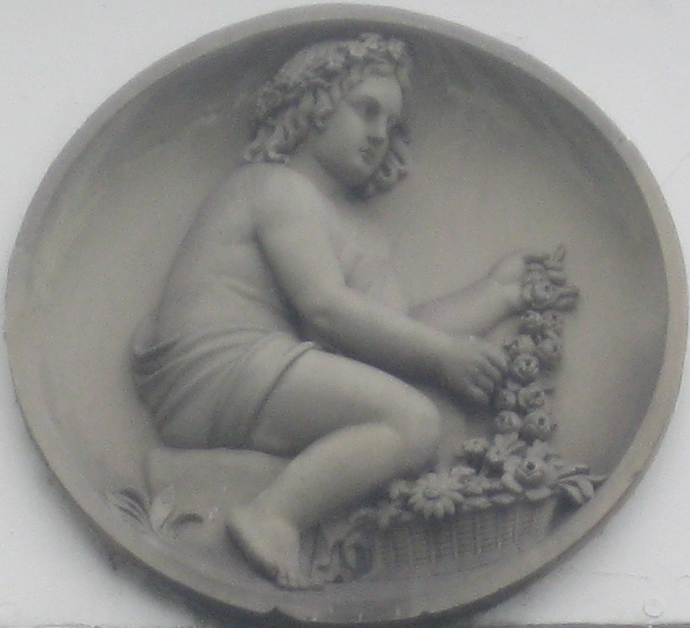
Nr. 25: Blütenkranz flechtender Knabe
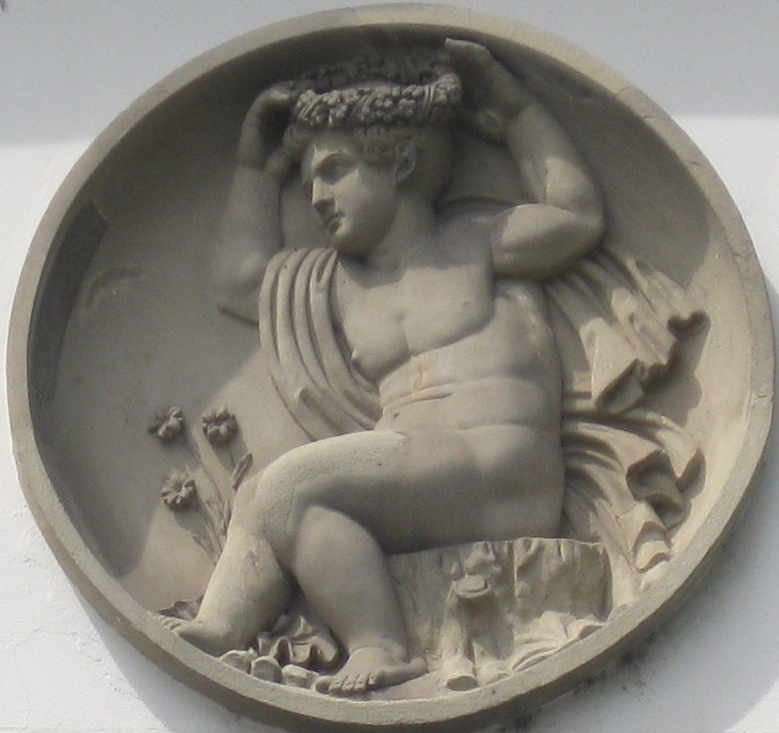
Nr. 26: Mädchen mit Blumenkränzchen um den Kopf
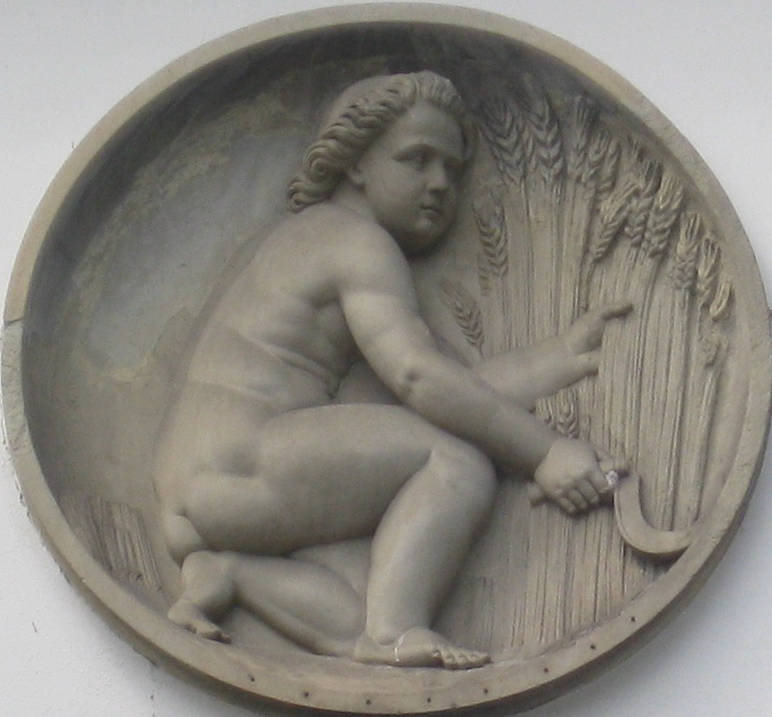
Nr. 28: Ähren schneidender Knabe
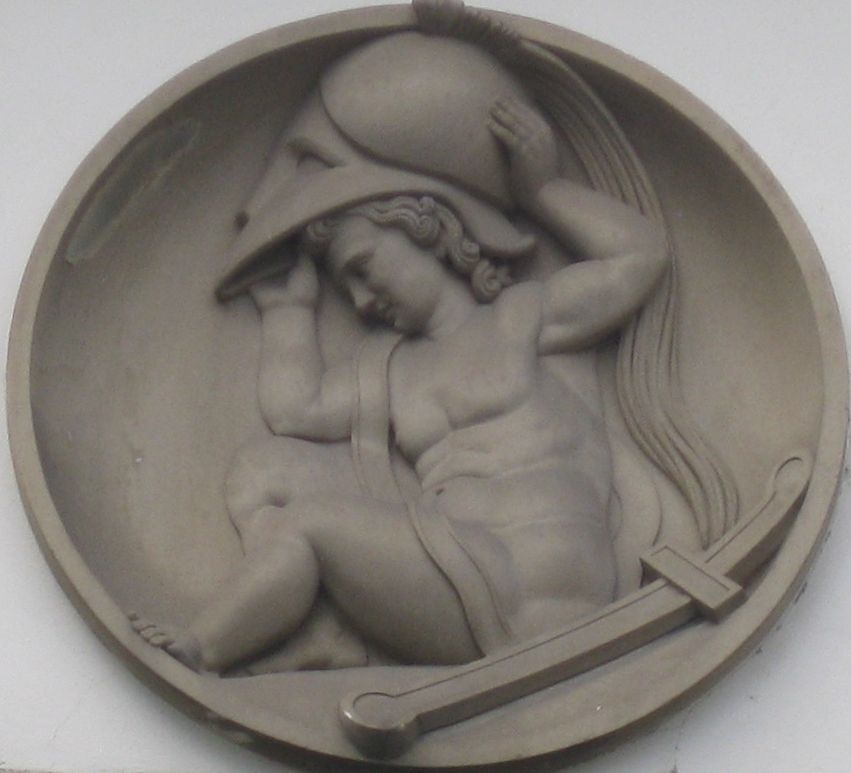
Nr. 29: Knabe mit Maske
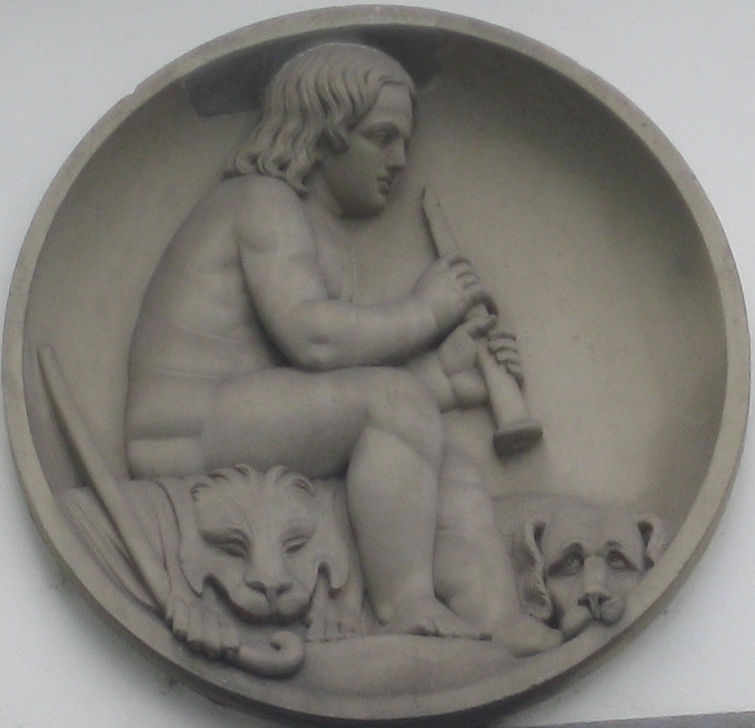
Nr. 31: Flöte spielender Knabe
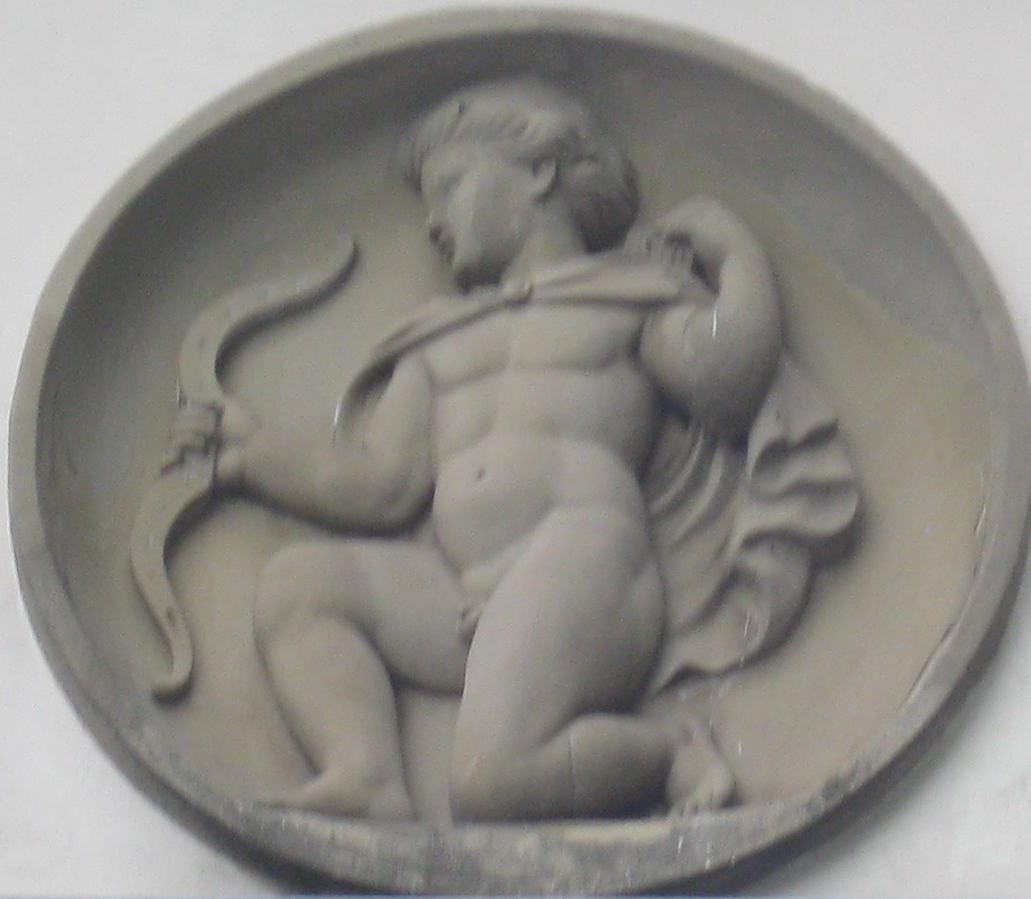
Nr. 32: Knabe mit Pfeil und Bogen
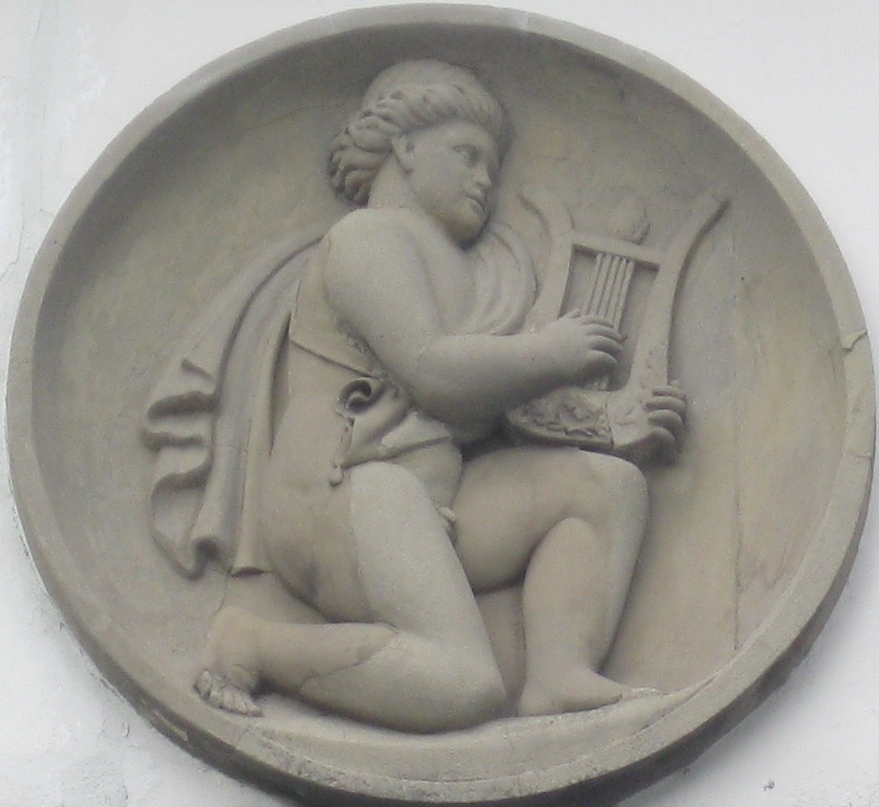
Nr. 34: Knabe mit Leier
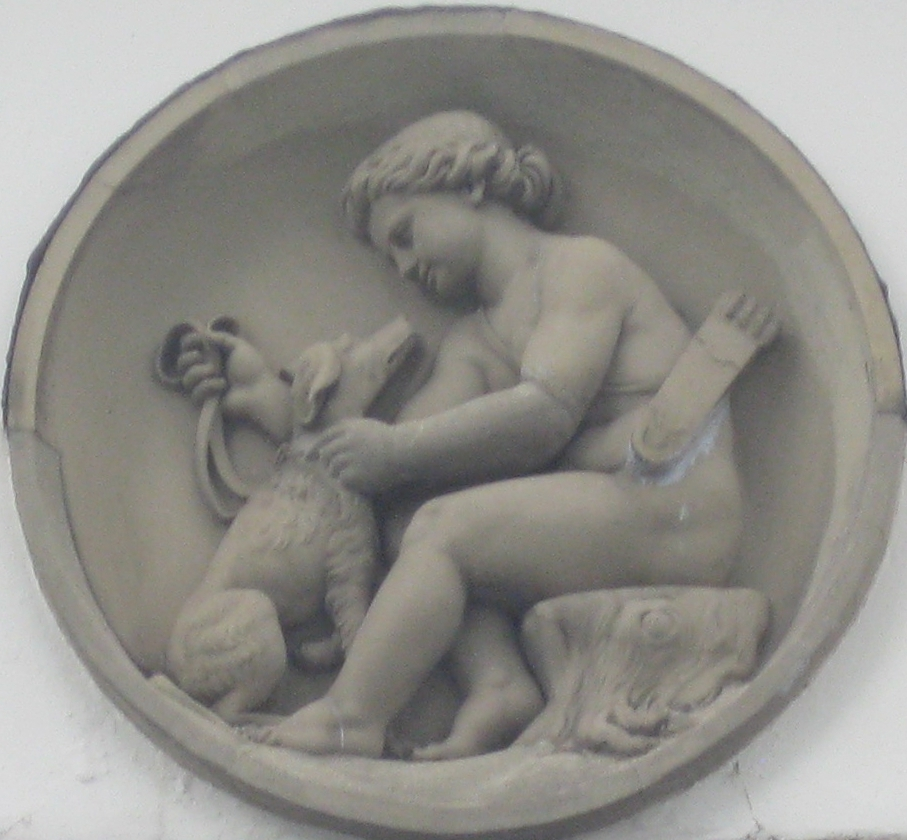
Nr. 35: Knabe mit Jagdhund
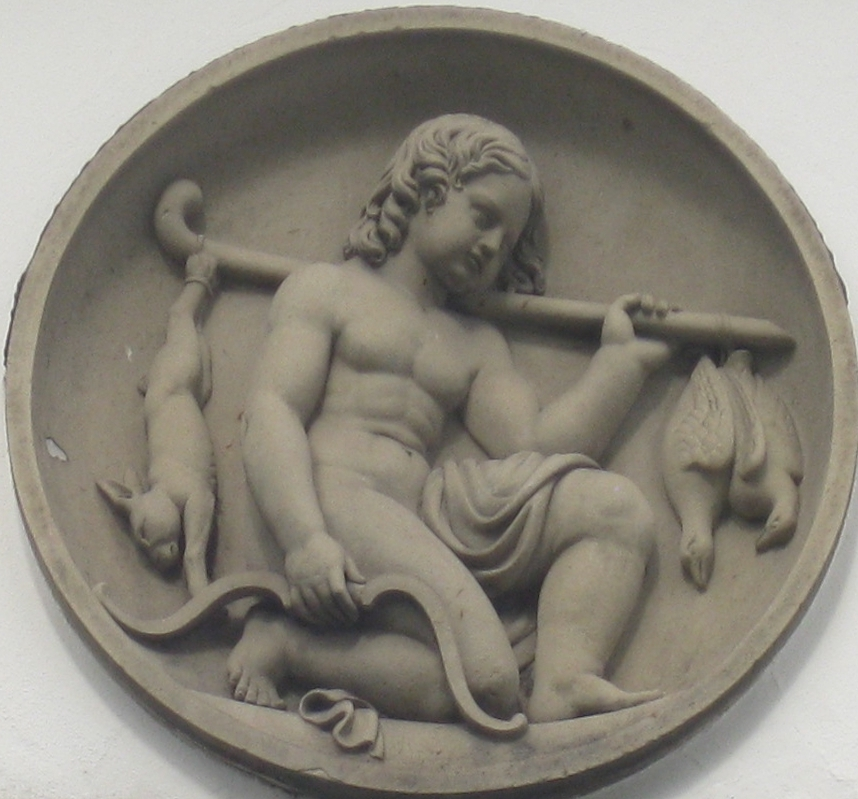
Nr. 37: Knabe mit Wildbret

## Gartenplastik
In diesem Abschnitt wird nur die Plastik in der unmittelbaren Umgebung des Schlosses berücksichtigt.
Anlässlich der Bundesgartenschau 1977 in Stuttgart wurden im südöstlich von Schloss Rosenstein gelegenen Rosengarten vier Kopien römischer bzw. griechischer Venusskulpturen (2–5) aufgestellt. Im Jahr 1982 konnte dann eine Kopie der Nymphengruppe von Dannecker (1), die ursprünglich ebenfalls zur Gartenschau fertiggestellt werden sollte, hinter dem Bassin vor der Hauptfassade installiert werden.

### Lageplan
Legende
| 1 Wasser- und Wiesennymphe 2 Kapitolinische Venus 3 Venus von Phidias 4 Venus von Milo 5 Orientalische Sklavin 6 Vier Betongussvasen |

### Skulpturen

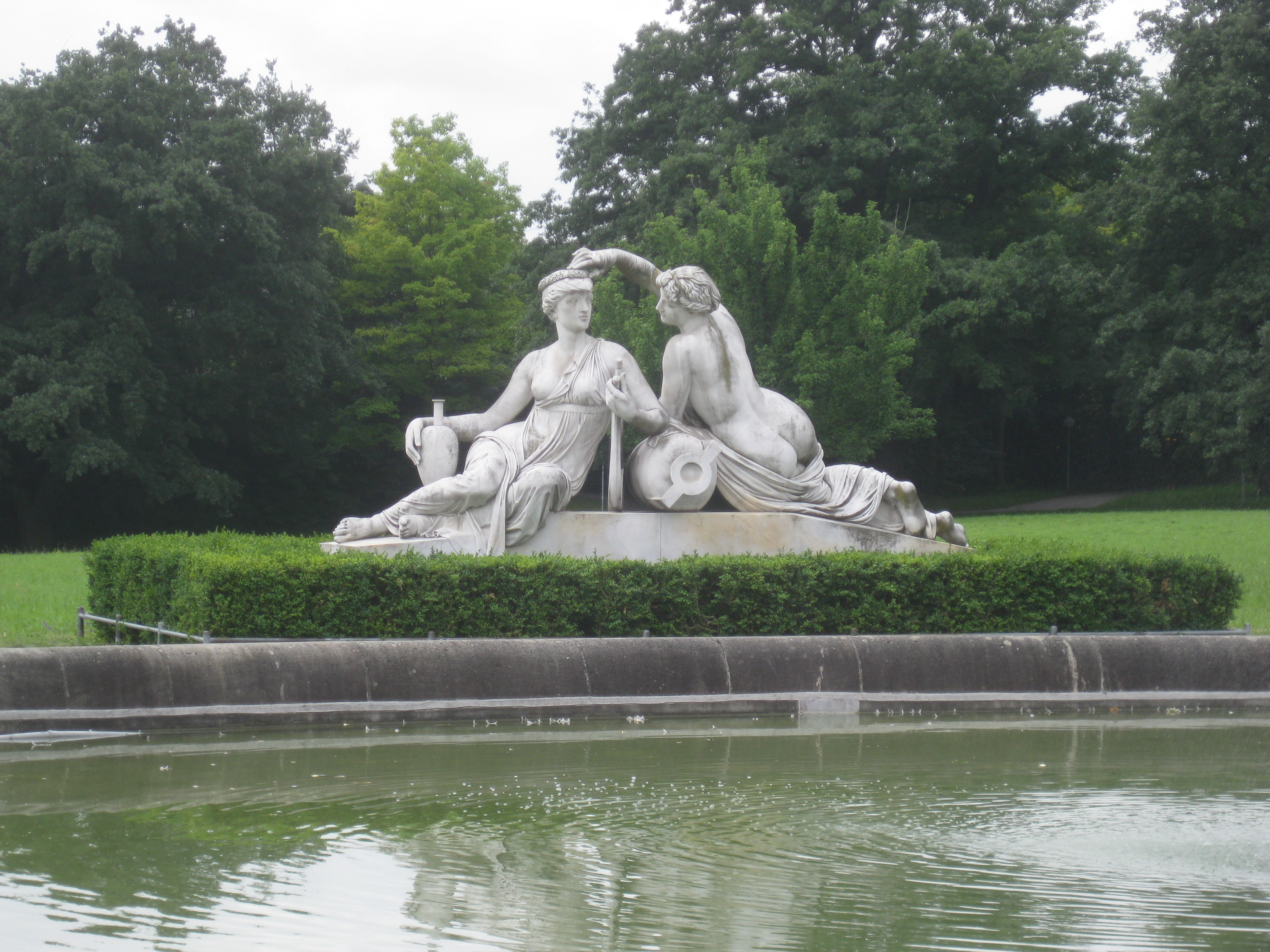
Nr. 1
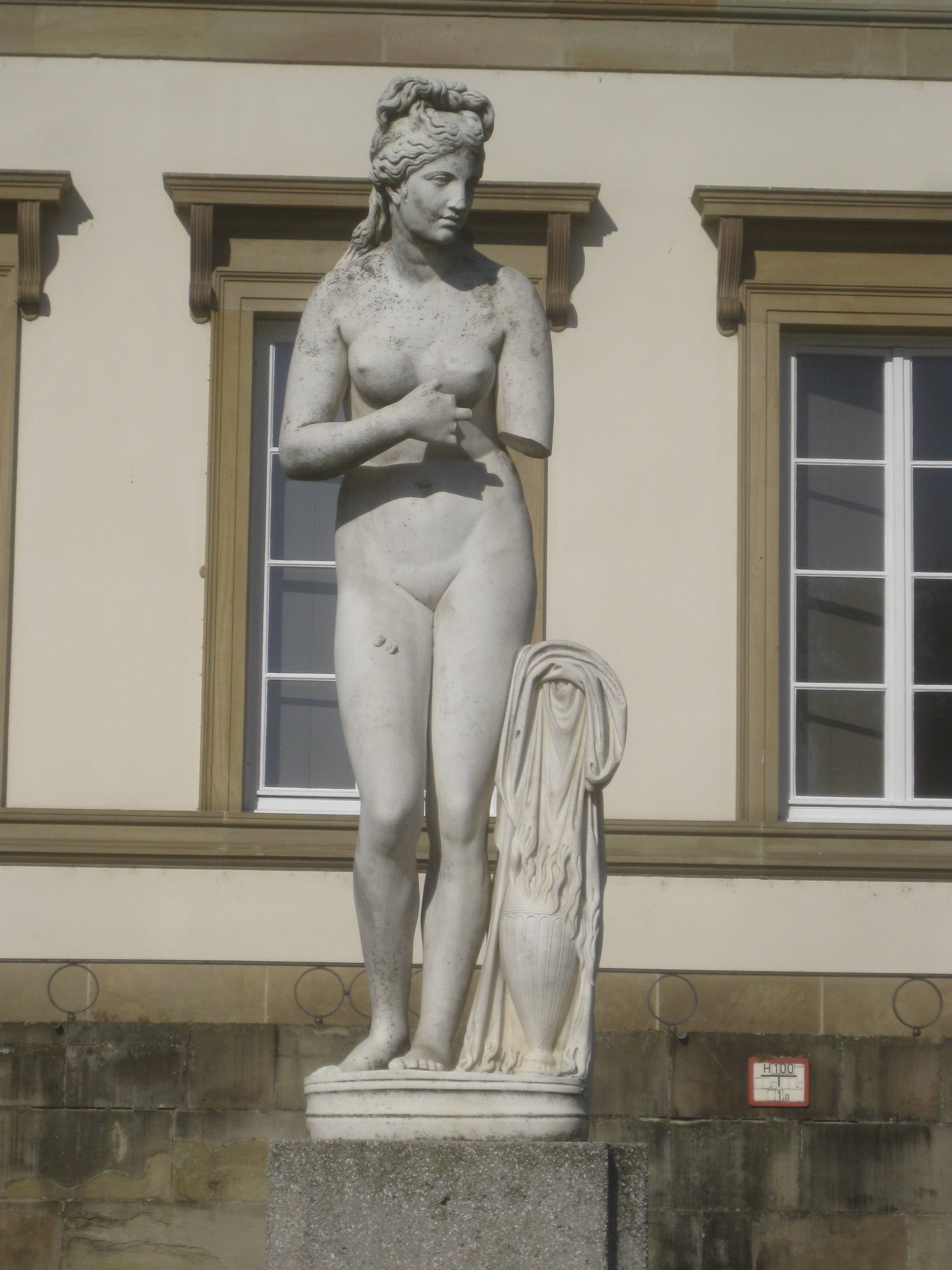
Nr. 2
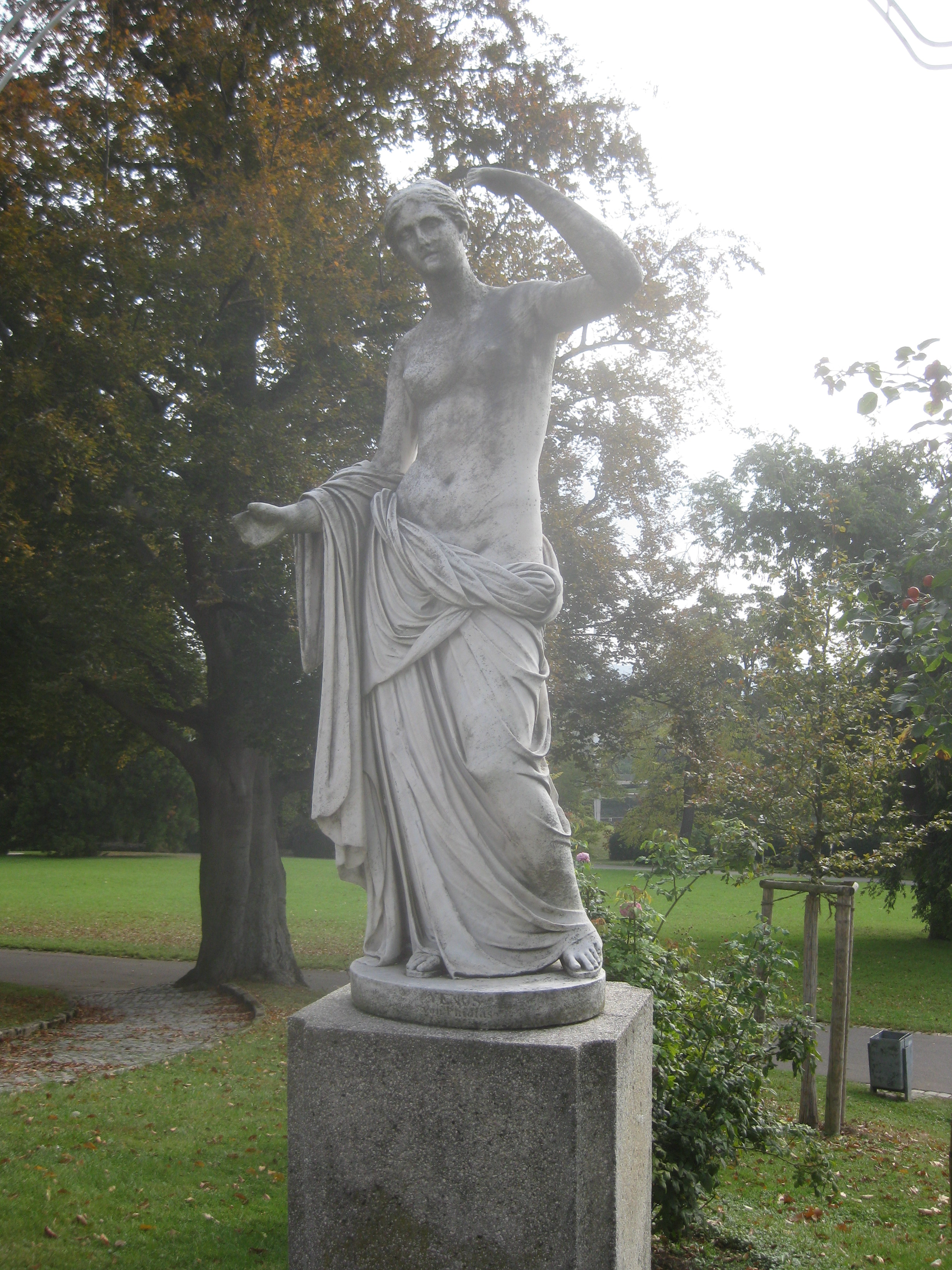
Nr. 3
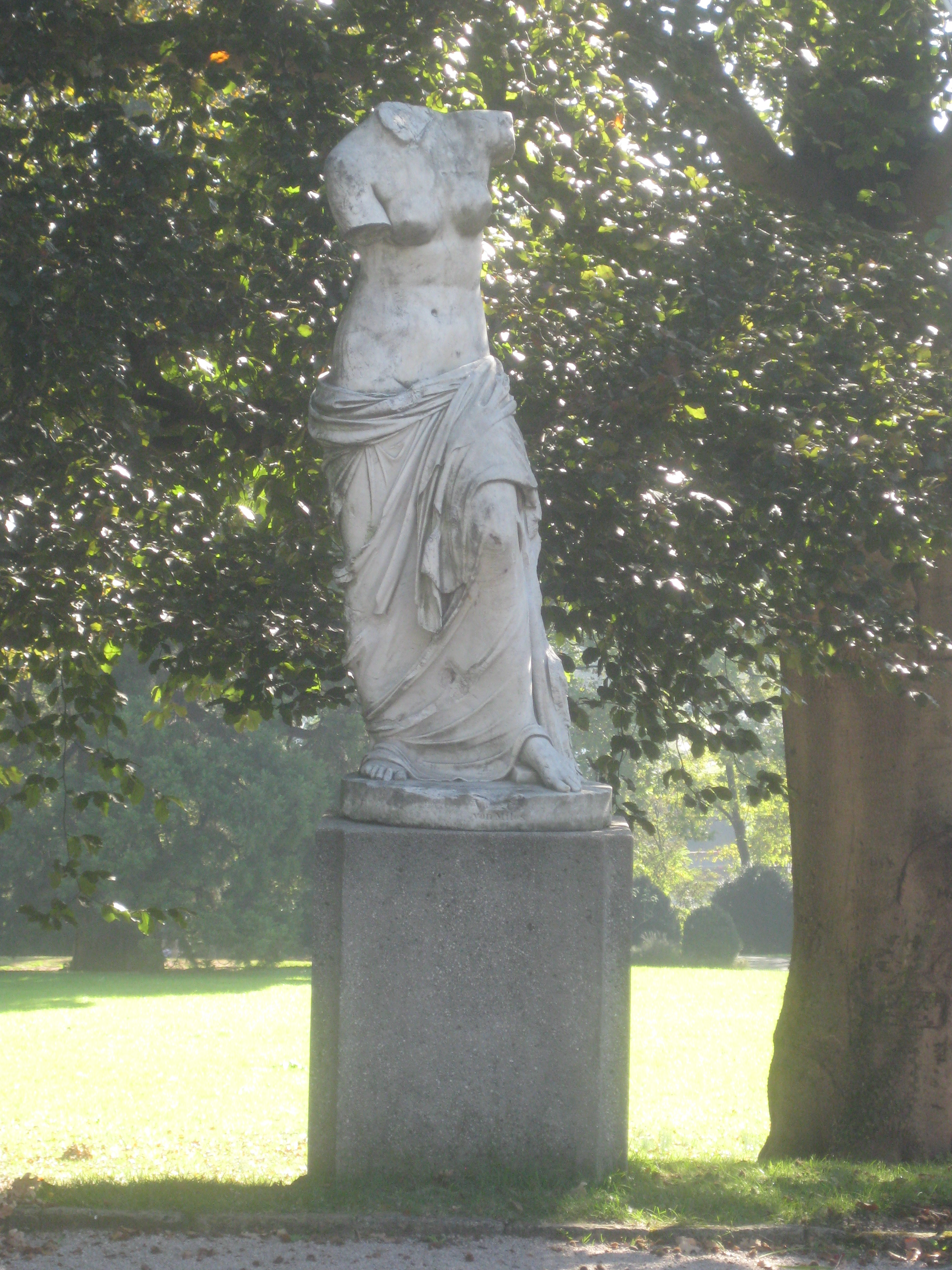
Nr. 4
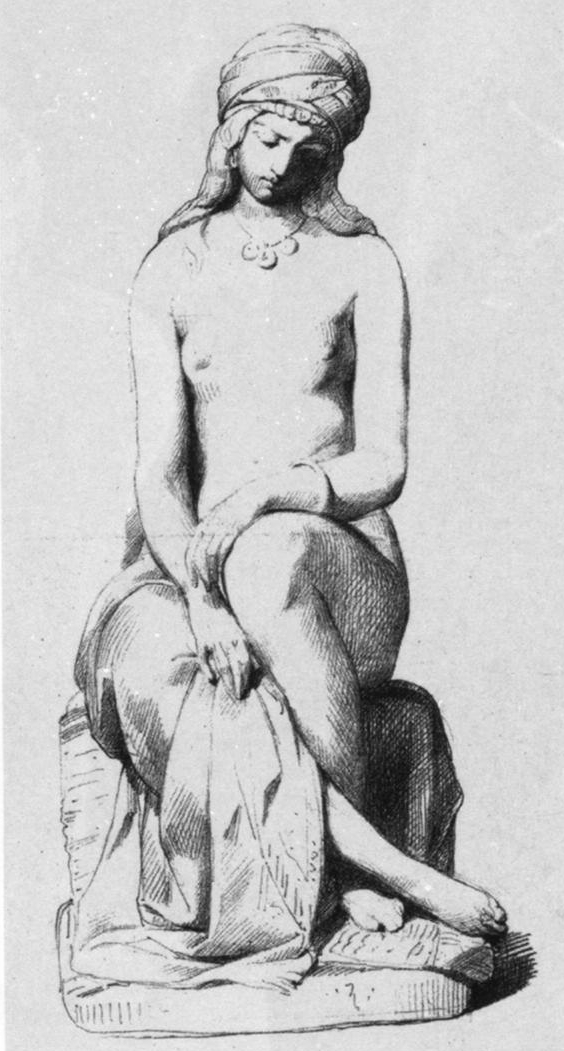
Nr. 5, 1851
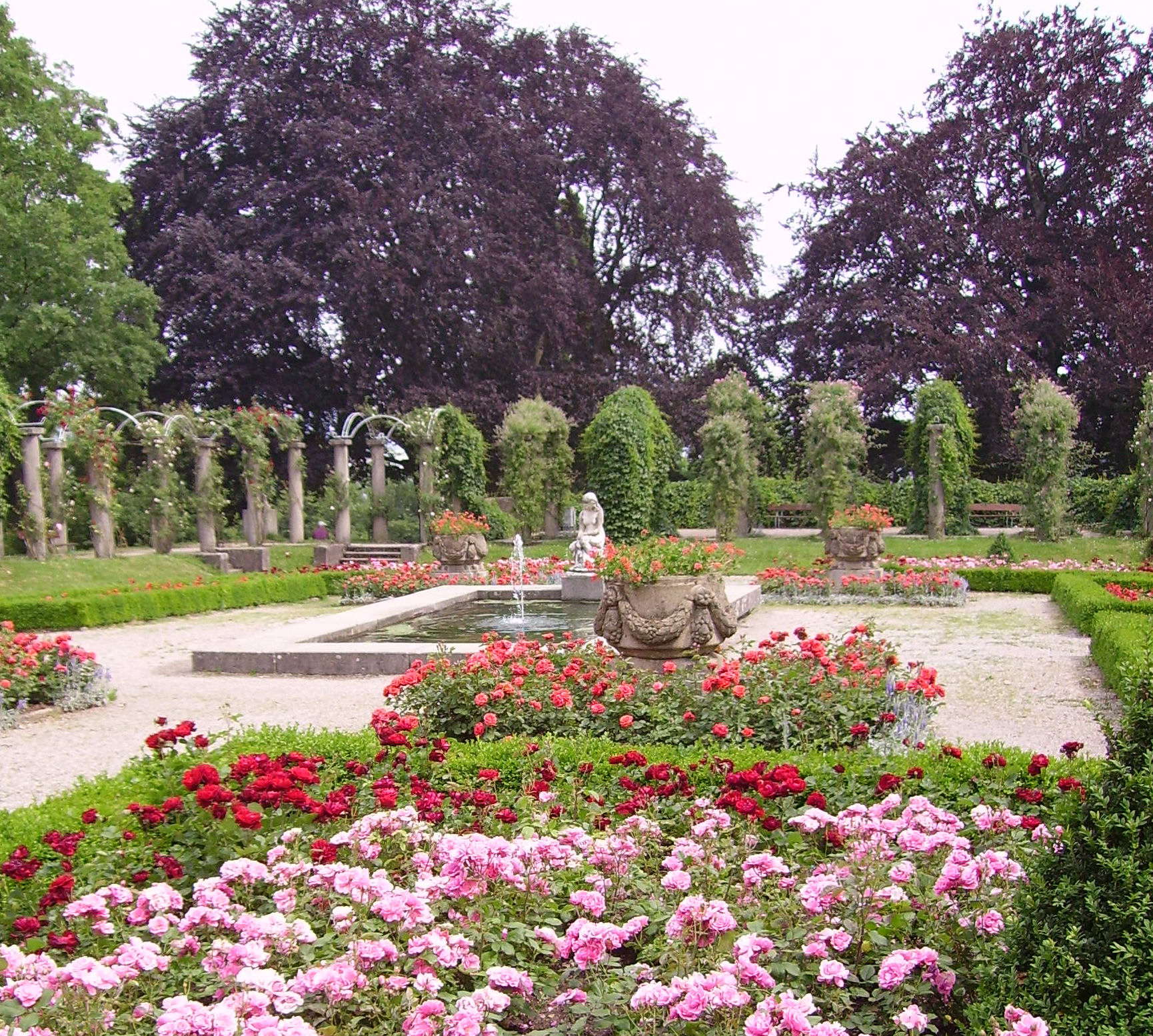
Nr. 5, 2006 (Bildmitte)
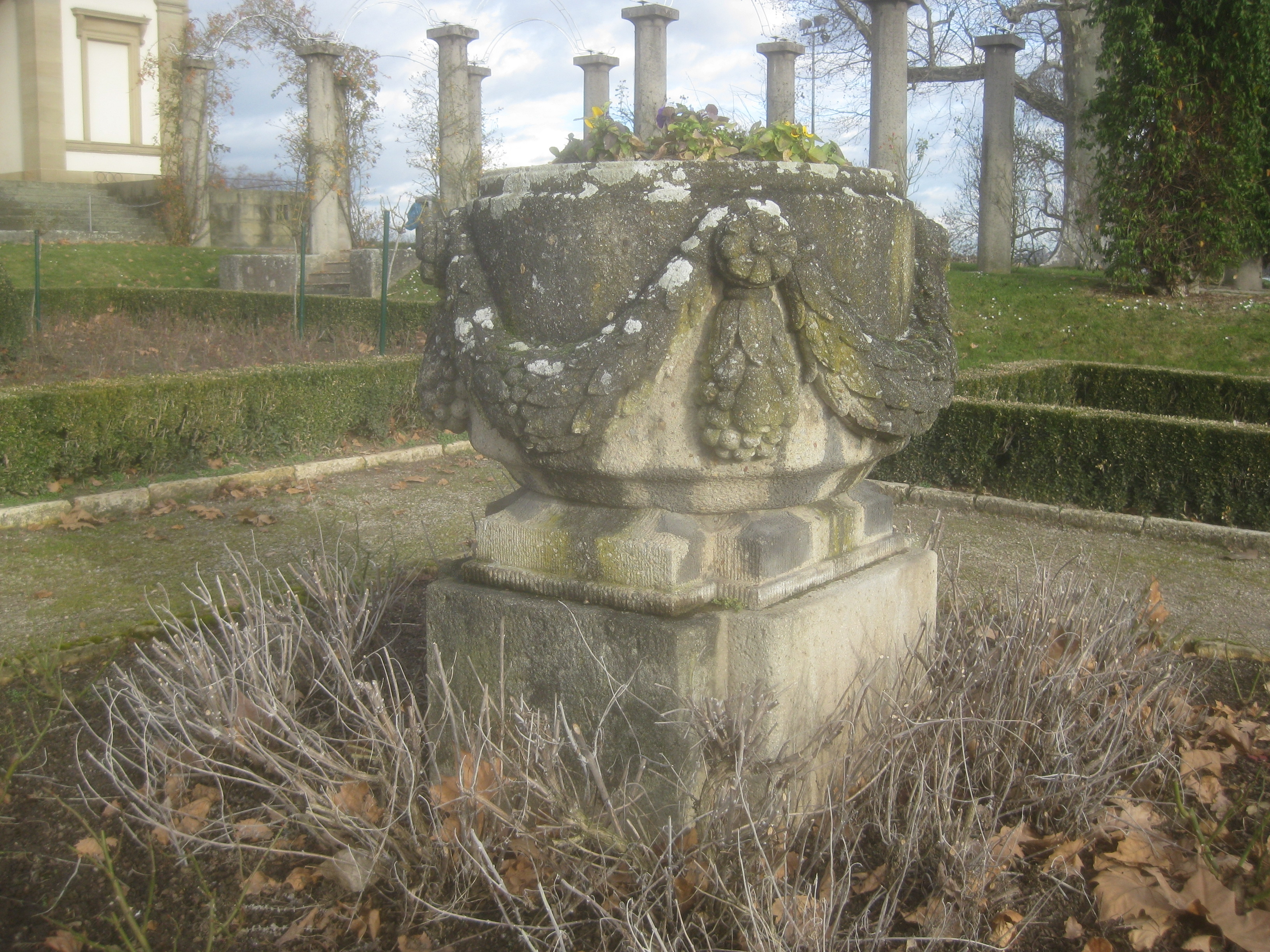
Nr. 6

| Nr. | Jahr      | Beschreibung | Künstler                    |
| --- | --------- | --- | --------------------------- |
| 1   | 1982      | Wasser- und Wiesennymphe Marmorkopie der Nymphengruppe von Johann Heinrich Dannecker nach der Sandsteinausführung von Friedrich Distelbarth aus den Jahren 1810–1815.                                                                                                 | Doris Schmauder (1929–1998) |
| 2   | 1854      | Kapitolinische Venus Kopie der römischen Kopie einer Venusfigur, die im 17. Jahrhundert in Rom gefunden wurde und selbst eine Kopie der Aphrodite von Knidos von Praxiteles 4. Jahrhundert vor Christus ist. Inschrift auf der Plinthe: Eduard Mayer cop. Romae 1854. | Eduard Mayer                |
| 3   | 1844      | Venus von Phidias Kopie nach Original Museum London. Inschrift auf der Plinthe: Venus von Phidias. | Ludwig von Hofer?           |
| 4   | 1851–1854 | Venus von Milo Kopie einer Venusfigur nach dem griechischen Original Aphrodite von Melos von 200 vor Christus. Inschrift auf der Plinthe: Venus von Milos. | Ludwig von Hofer            |
| 5   | 1851–1852 | Orientalische Sklavin auf dem Markt zum Kauf ausgestellt Bis mindestens 2006 am Rand des Bassins in der Mitte des Rosengartens, spätestens 2010 nicht mehr vorhanden. Die Abbildung zeigt Zeichnung von Johan Ritter von Bravo.                                       | Antonio Rosetti (1819–1876) |
| 6   | ?         | Vier Betongussvasen Vier gleiche Betongussvasen mit Fruchtgirlande am Vasenbauch auf Würfelpostament. Um das Bassin herum angeordnet. | ?                           |

Der in den 2000er Jahren im Neuen Schloss wieder aufgefundene Skulpturenschatz aus Schloss Rosenstein wird heute in der Staatsgalerie präsentiert.

## Geschichte

### Kahlenstein
Der Kahlenstein war ein vielbesuchter Aussichtspunkt. Schon Herzog Carl Eugen ließ an dem „kahlen Hang“ eine Aussichtsfläche anlegen, die „besonders an Sonn- und Feyertagen den Bewohnern von Stuttgart und der nahe gelegenen Orte zu einem Belustigungs-Ort diente“.
Unter König Friedrich wurde 1812/1813 die Platanenallee, die im Mittleren Schlossgarten begann, bis zum Kahlenberg fortgeführt, wo sie mit einem Rundplatz endete (siehe „Plan der Gegend um Cannstadt“). Der Aussichtspunkt auf dem Rundplatz wurde auch von berühmten Personen der Zeitgeschichte besucht. So machte Friedrich Schiller 1794 bei einem Spaziergang mit seinem Stuttgarter Verleger Johann Friedrich Cotta hier Rast. Sie unterhielten sich über die Herausgabe einer Literaturzeitschrift, die daraufhin im nächsten Jahr unter dem Titel Die Horen erstmals erschien. Im Jahr 1815 führte König Friedrich von Württemberg seine kaiserlichen Staatsgäste, den russischen Zaren Alexander I. und den österreichischen Kaiser Franz I., auf den Kahlenstein, um ihnen die Aussicht auf das Neckartal zu zeigen.

### Landhaus Bellevue
Im Jahr 1806 kaufte König Friedrich zu Füßen des Kahlenstein am linken Neckarufer (an der Stelle des heutigen Wilhelma-Parkhauses) das königliche Landhaus Bellevue, das er seiner Schwiegertochter, der Kronprinzessin und späteren Königin Katharina 1816 als Sommerwohnsitz übereignete. In der Absicht, auf dem Kahlenstein ein Schloss zu erbauen, arrondierte Friedrich 1812/1813 seinen Grundbesitz auf dem Kahlenstein durch Ankauf zusätzlicher Grundstücke. Obwohl 1815 bereits Pläne für das künftige Schloss erstellt wurden, gab Friedrich das Projekt wieder auf.

### Vorbereitungen
Schon bald nach Friedrichs Tod 1816 griff sein Nachfolger König Wilhelm den Plan wieder auf, ein Schloss auf dem Kahlenstein zu erbauen. Damals war das Gelände des Mittleren und Unteren Schlossgartens, durch das der Nesenbach floss, ein „meist sumpfiges Wiesental“. Wilhelm ließ 1817/1818 diesen Teil des Schlossgartens herrichten und Fahrwege einrichten, so dass die Verbindung zwischen dem Residenzschloss, dem Neuen Schloss, und dem zukünftigen Landhaus Rosenstein sichergestellt war. Zur weiteren Geländearrondierung kaufte Wilhelm ab 1817 eine Fläche von etwa 110 Hektar mit über 500 Grundstücken und 20 Gebäuden von Privatbesitzern auf dem Gebiet des späteren Rosensteinparks auf.

### Planung
In einer ersten Planungsphase 1817 und 1818 entwarf Giovanni Salucci, seit 1817 württembergischer Hofbaumeister, nach den Wünschen und Vorstellungen von Königin Katharina die Pläne für das neue Schloss. Diese ersten Planungen sollten zunächst der Klärung der Ideen und Möglichkeiten dienen und mündeten schließlich im Spätjahr 1818 in ein schriftlich fixiertes Bauprogramm.
Als die dreißigjährige Königin überraschend am 9. Januar 1819 starb, musste der König selbst die Planung übernehmen. Auf finanzielle Zuschüsse des Zarenhofs konnte er nun nicht mehr rechnen, und er wünschte, sein Schloss so sparsam wie irgend möglich aufzurichten. Salucci hatte bis 1819 bereits sechs Entwürfe vorgelegt und fertigte nach den Vorstellungen des Königs noch fünf weitere an. Außerdem vergab Wilhelm im Frühjahr 1819 an einige andere Architekten den Auftrag, Entwürfe für sein Schloss anzufertigen: von dem Franzosen Pierre Fontaine, dem in St. Petersburg lebenden Italiener Carlo Rossi, dem Engländer John Papworth (1775–1847) und dem in Rom lebenden Stuttgarter Johann Michael Knapp, der 1840 Saluccis Nachfolger als Hofbaumeister wurde. Alle Entwürfe, die Ende 1820 vorlagen, wurden vom König abgelehnt. Papworth legte außerdem einen Plan für den Park vor, der ebenfalls nicht angenommen wurde, später aber dem Oberhofgärtner Johann Wilhelm Bosch (1782–1861) als Anregung für seine Planung des Rosensteinparks diente.
Das wiederholt geänderte Bauprogramm des Königs lautete in seiner endgültigen Fassung von 1819 (oder später):
„Ein Landhaus, bequem, gefällig und vornehm in seiner Außenerscheinung, weshalb es nach allen Seiten freistehend sein soll; zugleich soll es für die Umgebung der Hauptstadt eine Zierde sein. Es soll nur ein einziges Stockwerk haben. Die Gemächer sollen nicht zu hoch und nicht zu groß sein. Das Ganze soll einen ebenso reizvollen, wie gefälligen, großzügigen und prächtigen Anblick gewähren. Die Kosten sollen 500.000 bis 600.000 fl. nicht überschreiten.“

### Baugeschichte

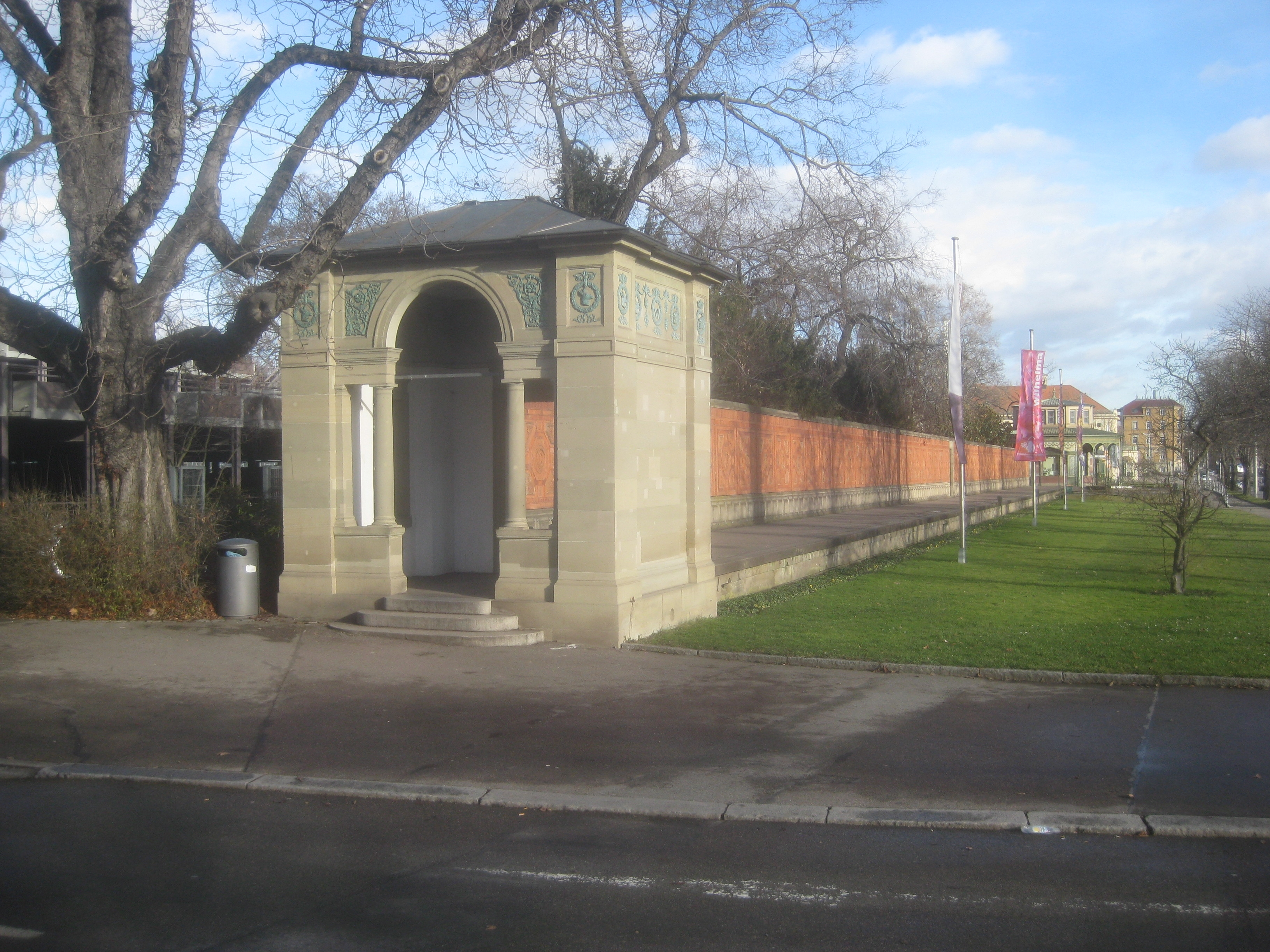
Bellevue-Tor beim Wilhelma-Parkhaus, der einzige Überrest des Landhauses Bellevue

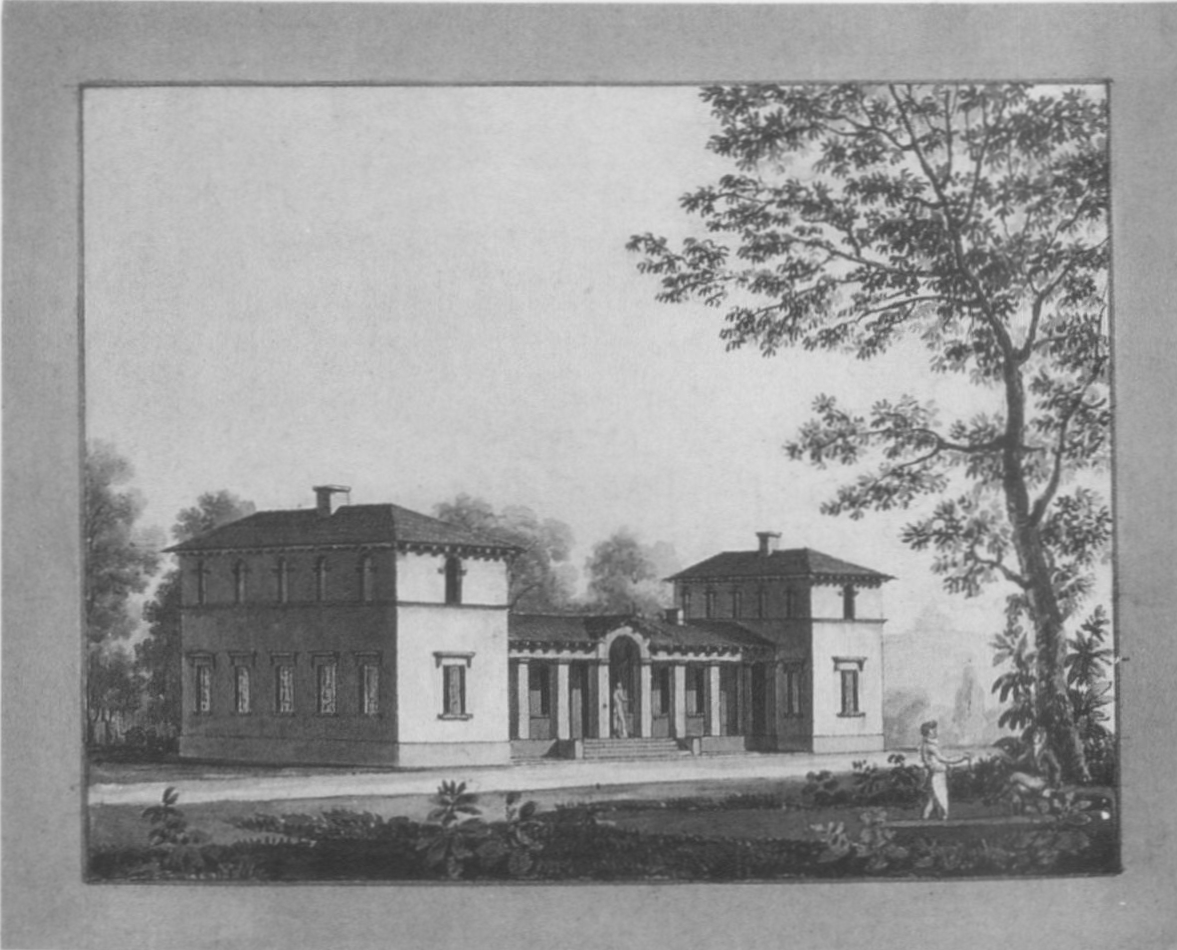
Officengebäude, Schaubild von Giovanni Salucci, um 1821

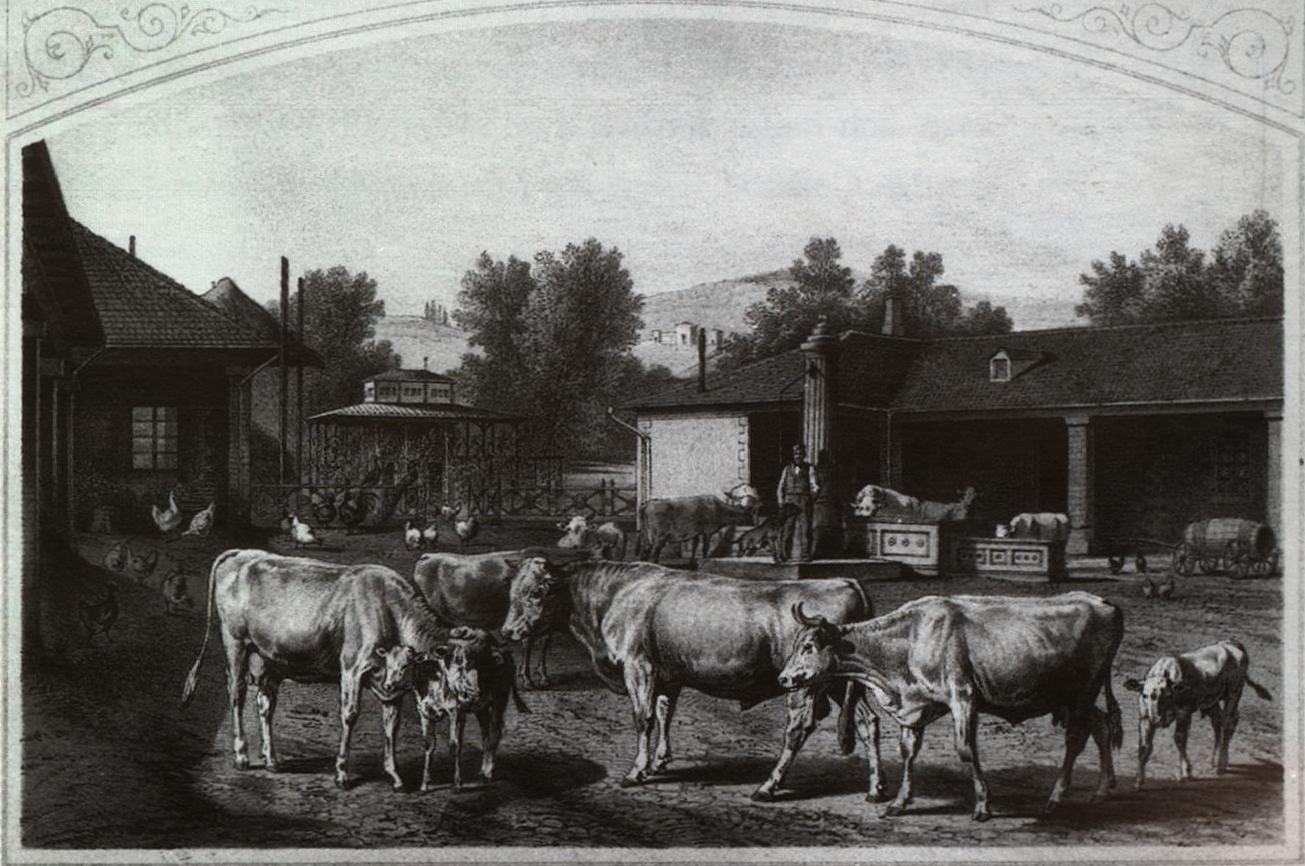
Meierei, um 1865

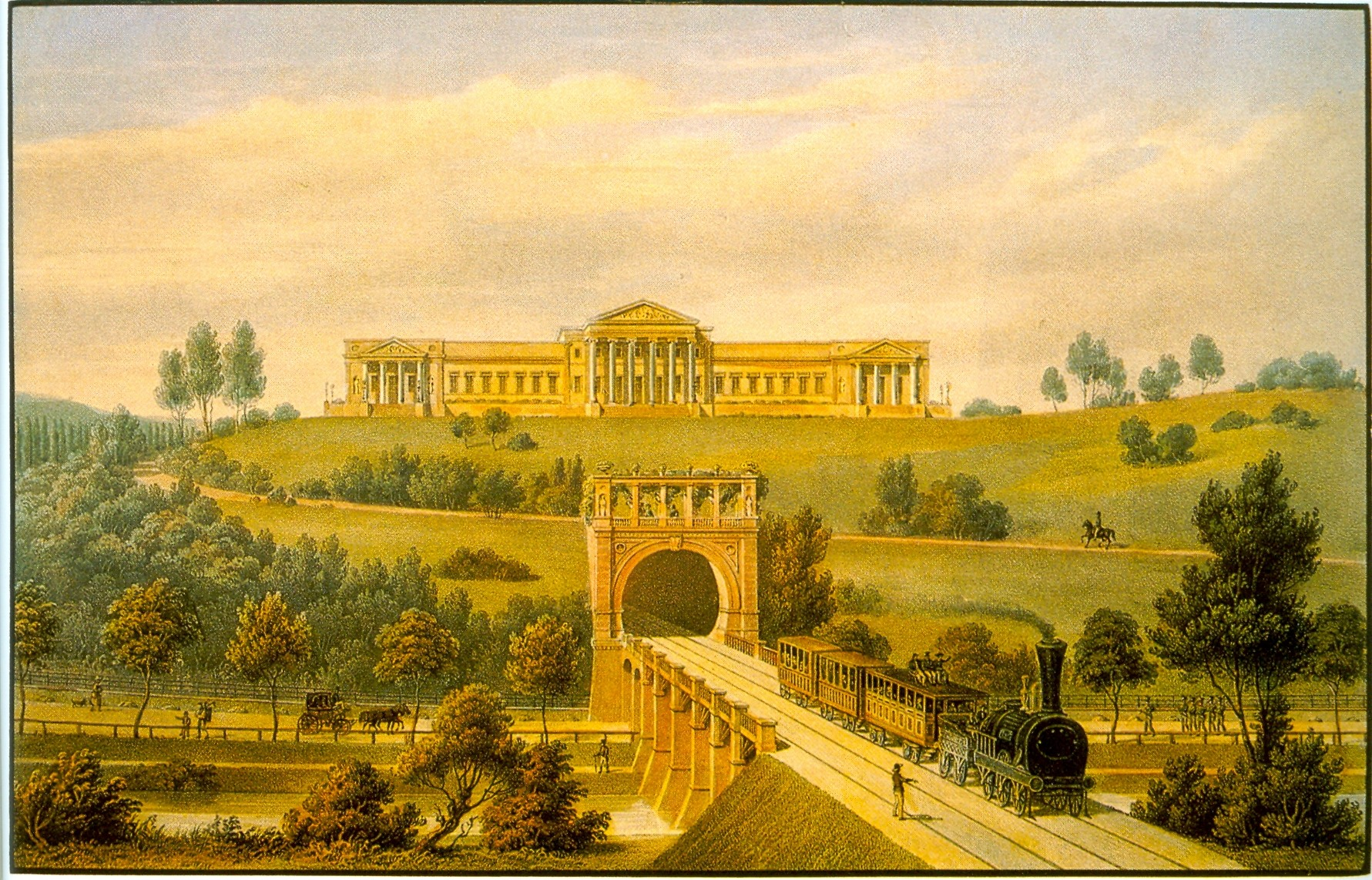
Rosensteintunnel nach der Eröffnung 1846

#### Schloss und Park
Im Spätsommer 1823 billigte König Wilhelm den elften von Salucci vorgelegten Entwurf und legte den Baubeginn auf das Frühjahr 1824 fest. Im Frühjahr 1824 genehmigte er auch Saluccis Kostenüberschlag, nicht ohne darauf hinzuweisen, dass äußerste Sparsamkeit zur Richtschnur zu nehmen sei. Schon zuvor wurde 1822 die Baugrube ausgehoben, im Frühjahr 1824 wurden die Fundamente gemauert, und am 31. Mai wurde feierlich der Grundstein gelegt. Ende 1825 war das Gebäude unter Dach, so dass 1826 der Innenausbau und 1828 die Möblierung beginnen konnte. Im Sommer 1829 war das Schloss bezugsfertig, wurde aber erst am 28. Mai 1830 in einem Festakt mit tausend geladenen Gästen eingeweiht.
Parallel zu den Bauarbeiten am Schloss und lange nach dessen Fertigstellung wurde 1824 bis 1840 nach den Plänen des Oberhofgärtners Johann Wilhelm Bosch der Rosensteinpark angelegt, ein Riesenunternehmen, das vor allem auch durch die umfangreichen Geländeregulierungen viel Zeit und Geld kostete. König Karl I. ließ 1865 zusätzlich zu dem früher Pleasureground genannten Rasenplatz (4) vor der Hauptfassade des Schlosses im Südosten des Schlosses einen weiteren Pleasureground, den sogenannten Karlsgarten, den heutigen Rosengarten (2) herrichten. Ebenfalls 1865 ordnete König Karl die „Anlegung eines Wäldchens in dem Thaleinschnitte zwischen dem Parke Rosenstein und der Wilhelma“ an, das meist sogenannte Koniferenwäldchen (14), das heute Bestandteil der Wilhelma ist.

#### Nebengebäude
1826/1827 wurde etwa 200 Meter südlich des Schlosses nach den Plänen Saluccis das Officengebäude (Wirtschaftsgebäude) erbaut, das im Zweiten Weltkrieg zerstört wurde. Dieses Gebäude war notwendig geworden, weil im Schloss selbst keine entsprechenden Vorrichtungen vorgesehen waren. 1829 wurden die beiden Wachthäuschen am Ende der Rosensteintunnel, des Pleasuregrounds (4) gebaut, 1834 die beiden Portiershäuschen am Löwentor (20), die 1858 durch ein Torbauwerk von Johann Michael Knapp miteinander verbunden wurden.
In den Jahren 1833 bis 1837 ließ König Wilhelm im westlichen Teil des Parks nach den Plänen Saluccis an der Stelle des heutigen Wilhelma-Betriebshofs eine Meierei errichten (25), die sich als eine Art staatliche Versuchsanstalt mit der Rinderzucht befasste. Das Gebäude bestand aus zwei U-förmigen Flügeln, die einen großen Innenhof einschlossen. 1855 wurde nach dem Plan des Wilhelma-Architekten Ludwig von Zanth nördlich der Meierei ein Hühnerhauspavillon errichtet. Im Zweiten Weltkrieg wurden der Südflügel der Meierei und der Pavillon zerstört, der beschädigte Nordflügel wurde für die Wilhelma als Betriebshof wieder hergerichtet.

#### Folgezeit
1839 wurde entdeckt, dass fast alle Erdgeschossräume vom Hausschwamm befallen waren, ein Fehler in der Bauplanung, der zur Entlassung des Hofbaumeisters Salucci führte. Der Hausschwamm hatte sich einnisten können, weil die Hohlräume unter den nicht unterkellerten Räumen luftdicht abgeschlossen waren. Die zwei Jahre dauernde Sanierung verschlang 55.000 Gulden, ein Zehntel der ursprünglichen Baukosten.
Beim Bau der württembergischen Zentralbahn wurde 1844 bis 1846 unter der Mittelachse des Schlosses der Rosensteintunnel, der erste Eisenbahntunnel Württembergs gebaut, der Stuttgart mit Cannstatt verbinden sollte. 1916 wurde der erste Rosensteintunnel durch einen neuen, weiter östlich gelegenen Tunnel ersetzt.
Obwohl der Park „ursprünglich ohne Zierschmuck und architektonische Kleinplastiken auskommen sollte“, wurde die Umgebung des Schlosses später nicht gänzlich von plastischem Schmuck frei gehalten. 1856 wurden an der Nord- und Ostseite des Schlosses acht Venus-Skulpturen aufgestellt, darunter auch die Kapitolinische Venus und die Venus von Phidias, die heute wieder im Rosengarten stehen. Vier weitere Statuen von Ludwig von Hofer sollten ab 1858 an der Westseite aufgestellt werden.
Nach den Zerstörungen des Zweiten Weltkriegs 1944 wurde das Schloss 1955/1956 wieder aufgebaut und zu einem Museum für Naturkunde umfunktioniert, siehe Nutzung. In den Jahren 1990 bis 1992 wurde das Gebäude generalsaniert und den Anforderungen an einen modernen Ausstellungsbetrieb weiter angepasst.

### Nutzung
Das „Landhaus“ Rosenstein sollte nicht das Neue Schloss als Residenzschloss ersetzen, sondern der königlichen Familie als Sommerwohnsitz und zur Veranstaltung von Festlichkeiten dienen. Das Schloss wurde jedoch nie von der königlichen Familie bezogen. Als Ursache wird die Entfremdung zwischen König Wilhelm und seiner Frau Pauline und sein Verhältnis mit der Schauspielerin Amalie von Stubenrauch vermutet. Ihre Sommerurlaube verbrachte das Königspaar jedenfalls getrennt, die Königin mit den Kindern in Schloss Friedrichshafen oder Schloss Kirchheim/Teck, während Wilhelm zu anderen Zielen verreiste.
„So kehrte ins Schloß Rosenstein nur zeitweise Leben ein, nämlich dann, wenn zu einer Festlichkeit geladen wurde“:
- Am 28. Mai 1830 wurde auf dem Schloss ein glänzendes Einweihungsfest mit fast 1000 Gästen gefiert.
- Im September 1834 gab Wilhelm einen Empfang zu Ehren der 12. Versammlung deutscher Naturforscher und Ärzte in Stuttgart.
- Im Juni 1839 wurden auf dem Schloss die Feierlichkeiten zur Hochzeit von Prinzessin Sophie mit dem Erbprinz Wilhelm von Oranien begangen.
- Vom 17. bis 19. August 1889 weilte der persische Schah mit seiner 60-köpfigen Begleitung auf Schloss Rosenstein als Gast.

Ein einziges Mal wäre das „Schloss ohne Bewohner“ beinahe bewohnt worden. Als zu Beginn der 1830er Jahre die Cholera in Europa grassierte, ließ König Wilhelm Schloss Rosenstein als Refugium für Frau und Kinder herrichten. Stuttgart blieb jedoch von der Cholera verschont und das Schloss weiterhin unbewohnt. Schließlich verlegte König Wilhelm kurz vor seinem Tod sein Krankenlager auf Schloss Rosenstein und starb dort am 25. Juni 1864.

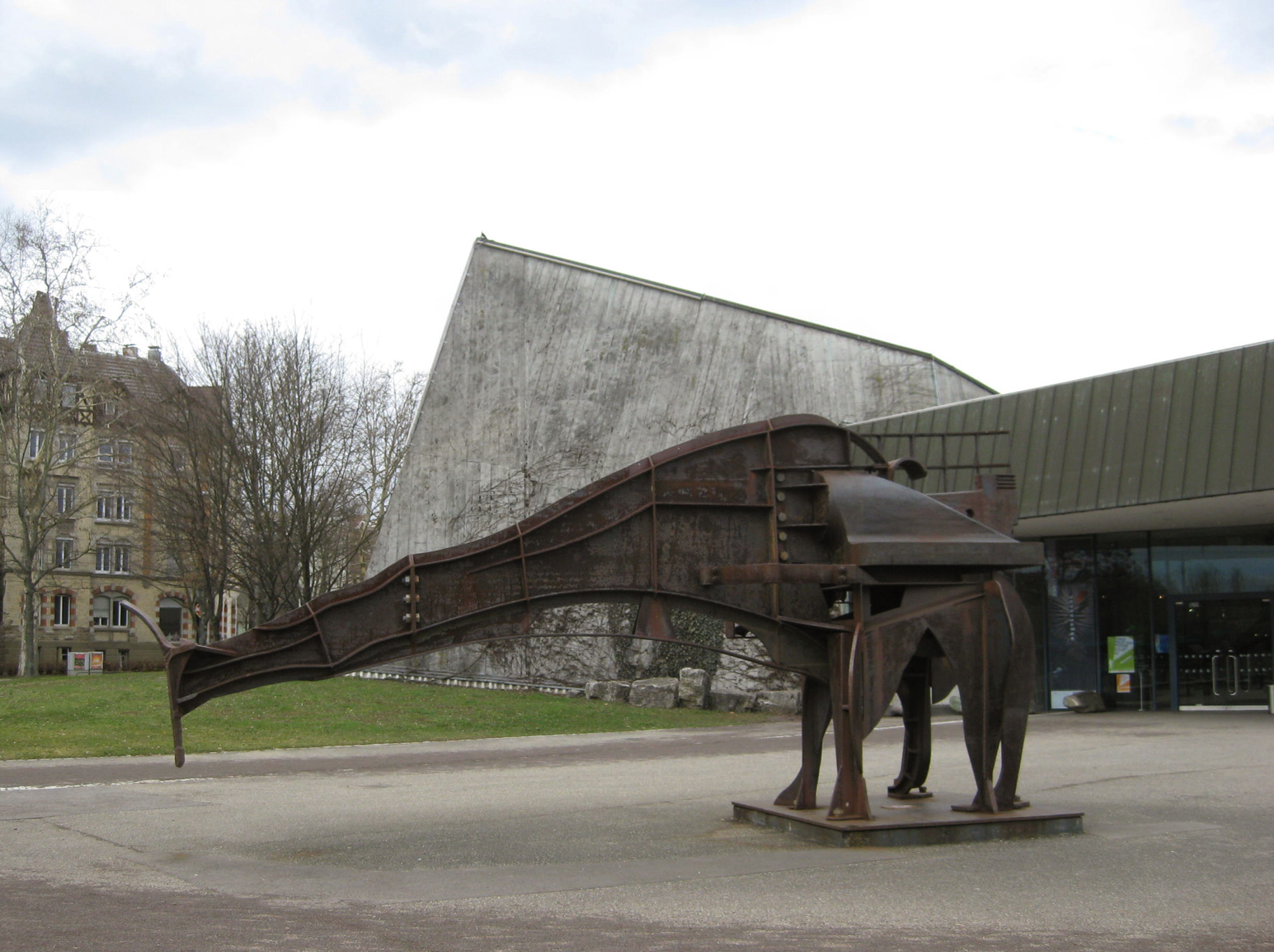
Museum am Löwentor

Karl I. ließ 1877 in Schloss Rosenstein eine Gemälde- und Skulpturengalerie mit fast 200 Gemälden und rund 50 Skulpturen einrichten, die gegen ein Entgelt zur öffentlichen Besichtigung freigegeben war. „1921 fand im nun geräumten Schloß die vorher in Berlin gelagerte Weltkriegsbücherei des Ludwigsburger Industriellen Richard Franck (1871-1931) eine neue Heimat. Im linken Flügel des Schlosses wurde außerdem am 15. Mai 1937 ein Kriegsmuseum eröffnet. Die Bombenangriffe im September 1944 verursachten schwere Zerstörungen am Schloss Rosenstein. Die nicht ausgelagerten Teile der Weltkriegsbücherei wurden vernichtet. Der in Sicherheit gebrachte Rest ist heute in die Bibliothek für Zeitgeschichte der Württembergischen Landesbibliothek in Stuttgart integriert.“
Nach den Kriegszerstörungen wurde das Schloss in den 1950er Jahren wieder aufgebaut, wobei das Äußere getreu dem historischen Vorbild restauriert wurde, während die innere Raumaufteilung wesentlich verändert werden musste, um den Anforderungen an den Ausstellungsbetrieb gerecht zu werden. Im Jahr 1954 wurde in dem Schloss das Staatliche Museum für Naturkunde Stuttgart eröffnet, das aber aus räumlichen Gründen nur die zoologischen Bestände des ehemaligen Königlichen Naturalienkabinetts aufnehmen konnte. Generalsanierung und Umbau 1990 bis 1992 passten das Schloss den Anforderungen an einen zeitgemäßen Museumsbetrieb an. Der paläontologische Teil des Naturalienkabinetts konnte schließlich 1985 in dem neu errichteten Museum am Löwentor am westlichen Ende des Rosensteinparks untergebracht werden.

## Beteiligte Künstler
Die alphabetisch nach dem Familiennamen aufgeführten Künstler stellen nur eine Auswahl aus der großen Zahl der Künstler dar, die an der künstlerischen Ausstattung von Schloss Rosenstein beteiligt waren bzw. die Schöpfer der Gartenplastiken, die nachträglich bei Schloss Rosenstein aufgestellt wurden. Eine Vielzahl weiterer Künstler findet sich in #Seyffer 1831, Seite 33–50, und #Peschel 2010.
Spalte Status:
- A = Abgang (nicht mehr vorhanden)
- E = Ersatz für verlorenes Kunstwerk
- N = neues Kunstwerk (ab 20. Jahrhundert)
- S = nachträglich neuer Standort bei Schloss Rosenstein

| Status | Künstler                        | Kunstwerke |
| ------ | ------------------------------- | --- |
|        | Johann Wilhelm Braun            | Zwei Musen |
| E      | Hermann Brellochs               | Zwei Löwen aus Sandstein                                                                                                |
| N      | Johann Heinrich Dannecker       | Marmorkopie Nymphengruppe von Doris Schmauder (1929–1998)                                                               |
| A      | Johann Friedrich Dieterich      | Fünf Deckenfresken im Speisesaal                                                                                        |
|        | Friedrich Distelbarth           | Artemis-Selene-Relief über dem Haupteingang                                                                             |
| A      | Joseph Anton von Gegenbaur      | Fresko in der Kuppel und vier Fresken in den Kuppelzwickeln des Festsaals, vier Fresken im Bibliothekzimmer der Königin |
| A      | Albert Güldenstein              | Zwei Hirsche, Zwei Löwen in bronziertem Zinkguss                                                                        |
|        | Albert Güldenstein              | Zwei Große Kandelaber                                                                                                   |
|        | Albert Güldenstein              | Vier Kleine Kandelaber an den Rampen                                                                                    |
| A      | Albert Güldenstein              | Je acht Kleine Kandelaber an den Nebenportiken und an den Loggien                                                       |
| A      | Gottlob Johann Gutekunst        | Fresken des Tonnengewölbes im Festsaal                                                                                  |
| S      | Ludwig von Hofer                | Venus von Phidias und Venus von Milo im Rosengarten                                                                     |
|        | Johann Michael Knapp            | Torbogen des Löwentors                                                                                                  |
|        | Ludwig Mack                     | Helios-Relief an der Rückfassade                                                                                        |
|        | Eduard Mayer                    | Kapitolinische Venus im Rosengarten                                                                                     |
|        | François Morellet               | Lichtkuppel in der Säulenhalle.                                                                                         |
|        | Wilhelm Pelargus                | Guss der Kandelaber und Löwen von Albert Güldenstein                                                                    |
| A      | Johann Georg Sauter (1782–1856) | Deckenmalerei im Gelben und Roten Zimmer, Malerei in den Salons der beiden Prinzessinnen                                |
| N      | Doris Schmauder (1929–1998)     | Marmorkopie der Nymphengruppe von Johann Heinrich Dannecker                                                             |
|        | Theodor Wagner                  | Sechs Musen, Kleine Giebelreliefs, vier Vier Girlandenfriese, 16 Medaillons                                             |
|        | Conrad Weitbrecht               | Stuckfries „Die vier Jahreszeiten“ im Festsaal                                                                          |

### Neuere Literatur
Dieser Abschnitt enthält Literatur, die ab 1900 erschienen ist.
Basisliteratur: #Fecker 1992, #Gerhardt 1936, #Herzog 1990.1, #John 2000, #Lüke 1977, #Närger 1995, #Speidel 1936, #Warth 1993.
- Julius Baum; Paul Schmohl (Herausgeber); Georg Staehelin (Herausgeber): Württembergische Fürstensitze. Einführung von Julius Baum. Stuttgart 1913, Seite XIII, XIV, Abbildungen 29–32.
- Herbert Fecker: Stuttgart, die Schlösser und ihre Gärten. Das Werden der Schlösser und Gärten von der gräflichen Residenz bis zur Internationalen Gartenbauausstellung. Stuttgart 1992, Schloss Rosenstein: Seite 82–89, 150–154, Rosensteinpark: 90–93, 170–173.
- Oskar Gerhardt: Stuttgarts Kleinod. Die Geschichte des Schloßgartens, Rosensteins sowie der Wilhelma; eine unterhaltsame Plauderei auf Grund reichhaltigen amtlichen Quellenmaterials. Stuttgart [ca. 1936], Seite 51–75.
- Jürgen Hagel: Stuttgart-Archiv, 8 Lieferungen, [Braunschweig] 1989–1996, Blatt 02.081, 03–049, 03.062, 04.080, 04.087, 05.050.
- Rainer Herzog: Rosensteinpark Stuttgart. Parkpflegewerk Stuttgart 1990.
- Rainer Herzog: Wilhelma Stuttgart. Dokumentation der historischen und gestalterischen Entwicklung der Wilhelma-Gartenanlagen. Stuttgart 1990.
- Staatliches Hochbauamt I, Stuttgart (Redaktion): Schloß Rosenstein, Stuttgart. Ein Projekt der Staatlichen Hochbauverwaltung. Stuttgart 1993.
- Der Rosensteinpark. Eine englische Landschaft in Württemberg. In: Timo John: Die königlichen Gärten des 19. Jahrhunderts in Stuttgart. Worms 2000, Seite 48–66.
- Hermann Lenz; Günter Beysiegel (Herausgeber): Stuttgart: aus 12 Jahren Stuttgarter Leben. Stuttgart : Belser, 1983, Seite 460–464.
- Friedmar Lüke: Vom Kahlenstein zum Rosenstein. Giovanni Salucci baute für König Wilhelm I. das Schloß über dem Neckartal. In: Beiträge zur Landeskunde. Regelmäßige Beilage zum Staatsanzeiger für Baden-Württemberg 1977, Nr. 4, Seite 12–15.
- Klaus Merten: Landhaus Bellevue. In: NN: Baden und Württemberg im Zeitalter Napoleons, Band 1,2: Katalog. Stuttgart 1987, Seite 564–565.
- Gernot Närger (1937–2024): Landhaus Rosenstein. In: Carla Fandrey (Redaktion): Giovanni Salucci 1769–1845, Hofbaumeister König Wilhelms I. von Württemberg 1817–1839. Ausstellung zum 150. Todestag des Architekten Giovanni Salucci vom 16. Mai bis 1. Juli 1995. Stuttgart 1995, Seite 45–61, Katalog Landhaus Rosenstein: 135–147.
- Patricia Peschel: Die Skulpturen aus Schloss Rosenstein. Aus der Sammlung König Wilhelms I. von Württemberg. Stuttgart 2010.
- Hans Schleuning (Herausgeber), Norbert Bongartz (Mitarbeit): Stuttgart-Handbuch, Stuttgart 1985, Seite 345–347.
- Ulrich Schmid: Schloss Rosenstein. Führer durch die Ausstellung. Stuttgart 2007, besonders Seite 88–93.
- Ernst Schüz: Altes Museum – neu in Schloß Rosenstein. Aus dem Staatlichen Museum für Naturkunde in Stuttgart. [ohne Ort] 1961. – Sonderdruck aus: Museumskunde 1961/1, Seite 44–50.
- Wilhelm Speidel: Giovanni Salucci. Der erste Hofbaumeister König Wilhelms I. von Württemberg. Sein Leben und Schaffen bis zu seinem Ausscheiden aus dem Hofdienst im Jahre 1828. Ein Beitrag zur Geschichte des Klassizismus in Schwaben. Stuttgart 1936, Seite 72–100, 118–120, Abbildung 47–74.
- Manfred Warth (Text); Rotraud Harling (Fotos): Schloß und Park Rosenstein. Die Reliefs und Skulpturen an Schloß Rosenstein und im Rosensteinpark in Stuttgart. Von Rotraud Harling und Manfred Warth, Stuttgart. Mit 8 Farbbildern und 63 Schwarz-Weiß-Abbildungen. Stuttgart 1993.
- Michael Wenger: „Ein Meisterstück der Baukunst im ächt antiken Geschmack...“. Giovanni Salucci zum 150. Todestag. Ausstellung erinnert an den Baumeister. In: Schlösser Baden-Württemberg 1995, Heft 2, Seite 2–7.

### Ältere Literatur
Dieser Abschnitt enthält Literatur, die vor 1900 erschienen ist.
Basisliteratur: #Büchele 1858, #Grüneisen 1830, #Schorn 1825, #Seyffer 1831.
- Max Bach: Stuttgarter Kunst 1794-1860, nach gleichzeitigen Berichten, Briefen und Erinnerungen. Stuttgart 1900, Seite 112–119.
- Das königl. Würtemberg’sche Landhaus Rosenstein bei Stuttgart. In: Allgemeine Bauzeitung, Österreichische Vierteljahrschrift für den öffentlichen Baudienst 1838, Seite 109–113, 119–122, 128–133, Blatt CXCVI-CXCVIII, anno.onb.ac.at. – Fast wörtlicher Teilabdruck aus #Seyffer 1831 (außer Seite 109 und Abbildungen Seite 133 und Blatt CXCVI-CXCVIII).
- Rosenstein. In: Karl Büchele: Stuttgart und seine Umgebungen für Einheimische und Fremde, Stuttgart 1858, Seite 247–283.
- Joseph von Egle: Das Königliche Landhaus Rosenstein. In: Stuttgart, Führer durch die Stadt und ihre Bauten. Festschrift zur sechsten Generalversammlung des Verbandes deutscher Architekten- und Ingenieur-Vereine, Stuttgart [1884], Seite 53–56.
- Barbara Erbsen-Haim: Der Rosensteinpark – Kulturdenkmal, aber auch „grüne Lunge“ mitten in der Großstadt. Südwestdeutschlands bedeutendster englischer Landschaftsgarten in Stuttgart. In: Schlösser Baden-Württemberg 1993, Heft 1/2, Seite 2–5.
- Johann Evangelist Fürst: Der königliche Park Rosenstein bei Stuttgart. In: Allgemeine Deutsche Garten-Zeitung 15.1837, Seite 9–13, books.google.de.
- Karl Grüneisen: Ueber die Kunstwerke des königlichen Landhauses Rosenstein bey Stuttgart. In: Morgenblatt für gebildete Stände, Kunst-Blatt 11.1830, Seite 289–308, digi.ub.uni-heidelberg.de.
- Rosenstein. In: Christian Friedrich von Leins: Die Hoflager und Landsitze des württembergischen Regentenhauses. Festschrift zur Feier des 25-jährigen Regierungs-Jubiläums seiner Majestät des Königs Karl von Württemberg. Stuttgart [ca. 1889], Seite 73–76.
- NN: Die Bauten unter der Regierung Sr. Majestät des Königs Wilhelm von Württemberg. Am 30. Oktober 1857, dem 41. Jahrestage der Thronbesteigung Seiner Majestät. Separatabdruck aus dem Staats-Anzeiger für Württemberg. Stuttgart 1857, Seite 5–9.
- Wilhelm Neubert: Gärtnerische Punkte in Schwaben. In: Deutsches Magazin für Garten- und Blumenkunde 5.1852, Seite 27–33.
- Giuseppe Ponsi: Memorie della vita e delle opere di Giovanni Salucci Fiorentino / Erinnerungen, Leben und Werk des Giovanni Salucci Fiorentino. Florenz 1850.
- Giovanni Salucci: Programma del palazzo de delizie sul Rosenstein / Plan für das Lustschloss auf dem Rosenstein. In: Giuseppe Ponsi; Bruno Zoratto (Herausgeber): Giovanni Salucci in den Beschreibungen eines Freundes / Giovanni Salucci nelle descrizioni di un amico. Stuttgart 1998, Seite 60–64 (deutsch), Seite 68–80 (italienisch). – Enthält einen Facsimile-Nachdruck von #Ponsi 1850. – Eine bessere Übersetzung des Textes findet sich in #Speidel 1936, Seite 79–80.
- Ludwig Schorn: Das neue königliche Landhaus auf dem Rosenstein bey Stuttgart. In: Morgenblatt für gebildete Stände, Kunst-Blatt 6.1825, Seite 353–354, digi.ub.uni-heidelberg.de.
- Ernst Eberhard Friedrich von Seyffer: Das Königliche Landhaus Rosenstein. In: Württembergische Jahrbücher für vaterländische Geschichte, Geographie, Statistik und Topographie, 1830, Seite 307–360.
- Ernst Eberhard Friedrich von Seyffer: Beschreibung des Königlichen Landhauses Rosenstein. Stuttgart 1831, books.google.de. – Nachdruck von #Seyffer 1830.

### Gartenplastik
- #Büchele 1858, Seite 277–280.
- Patricia Peschel: Der Stuttgarter Hofbildhauer Johann Ludwig von Hofer (1801–1887). Stuttgart 2009, Seite 225–226.
- #Peschel 2010, Seite 75–76, 81, 228.

### Hilfsliteratur
- Julius Bazlen (Bearbeiter): Stuttgart und Umgebung. Mit fünffarbigem Stadtplan und 16 Kunstbeilagen. Stuttgart [1905], Seite 64.
- Johann Friedrich Krüger: Vollständiges Handbuch der Münzen, Maße und Gewichte aller Länder der Erde. Quedlinburg 1830, Seite 103, books.google.de.
- Andreas Stolzenburg: Gegenbaur, Joseph Anton von. In: Allgemeines Künstlerlexikon. Die Bildenden Künstler aller Zeiten und Völker (AKL). Band 51, Saur, München u. a. 2006, ISBN 3-598-22791-4, S. 17.
- Dankmar Trier: Gutekunst, Gottlob. In: Allgemeines Künstlerlexikon. Die Bildenden Künstler aller Zeiten und Völker (AKL). Band 66, De Gruyter, Berlin 2010, ISBN 978-3-598-23033-2, S. 178.
- August Wintterlin: Dieterich, Johann Friedrich. In: Allgemeine Deutsche Biographie (ADB). Band 22, Duncker & Humblot, Leipzig 1885, S. 610–616.